# George Sand
Pour les articles homonymes, voir Sand et Dupin.
Pour l’article homonyme, voir George Sand (mini-série).
George Sand [ʒɔʁʒ sɑ̃d], nom de plume d'Aurore Dupin, par son mariage baronne Dudevant, est une romancière, dramaturge, épistolière, critique littéraire et journaliste française, née le 1er juillet 1804 à Paris et morte le 8 juin 1876 au château de Nohant-Vic. Elle compte parmi les écrivains les plus prolifiques, avec plus de 70 romans à son actif et 50 volumes d'œuvres diverses dont des nouvelles, des contes, des pièces de théâtre et des textes politiques.
À l'image de son arrière-grand-mère, Louise Dupin, qu'elle admire, George Sand prend la défense des femmes, prône la passion, fustige le mariage et lutte contre les préjugés d'une société conservatrice.
George Sand a fait scandale par sa vie amoureuse agitée, par sa tenue vestimentaire masculine, dont elle a lancé la mode, par son pseudonyme masculin, qu'elle adopte dès 1829, et dont elle lance aussi la mode : après elle, Marie d'Agoult signe ses écrits « Daniel Stern », Delphine de Girardin prend, en 1843, le nom de plume de « vicomte Charles de Launay ».
Malgré la misogynie de nombreux détracteurs comme Charles Baudelaire ou Jules Barbey d'Aurevilly,, George Sand contribue activement à la vie intellectuelle de son époque, accueillant au domaine de Nohant ou à Palaiseau des personnalités aussi différentes que Franz Liszt, Frédéric Chopin, Marie d'Agoult, Honoré de Balzac, Gustave Flaubert, Eugène Delacroix, Henri Chapu, conseillant les uns, encourageant les autres. Elle a entretenu une importante correspondance avec Victor Hugo bien que ces deux grandes personnalités ne se soient jamais rencontrées.
Elle s'est aussi illustrée par un engagement politique actif à partir de 1848, inspirant Alexandre Ledru-Rollin, participant au lancement de trois journaux : La Cause du peuple, Le Bulletin de la République, L'Éclaireur, plaidant auprès de Napoléon III la cause de condamnés, notamment celle de Victor Hugo dont elle admirait l'œuvre et dont elle a tenté d'obtenir la grâce après avoir éclipsé Notre-Dame de Paris avec Indiana, son premier roman.
Son œuvre est abondante et la campagne du Berry lui sert souvent de cadre. Ses premiers romans, comme Indiana (1832), bousculent les conventions sociales et magnifient la révolte des femmes en exposant les sentiments de ses contemporaines, chose exceptionnelle à l'époque et qui divisa aussi bien l'opinion publique que l'élite littéraire. Puis George Sand ouvre ses romans à la question sociale en défendant les ouvriers et les pauvres (Le Compagnon du Tour de France) et en imaginant une société sans classes et sans conflit (Mauprat, 1837 ; Le Meunier d'Angibault, 1845).
Elle se tourne ensuite vers le milieu paysan et écrit des romans champêtres idéalisés comme La Mare au diable (1846), François le Champi (1848), La Petite Fadette (1849), Les Maîtres sonneurs (1853).
George Sand a abordé d'autres genres comme l'autobiographie (Histoire de ma vie, 1855) et le roman historique avec Consuelo (1843) où elle brosse, à travers la figure d'une cantatrice italienne, le paysage artistique européen du XVIIIe siècle, ou encore Les Beaux Messieurs de Bois-Doré (1858) qui multiplie les péripéties amoureuses et aventureuses dans le contexte des oppositions religieuses sous le règne de Louis XIII. Vers la fin de sa vie, elle écrit une abondante œuvre théâtrale, restée largement inédite de son vivant.

## Biographie

### Enfance

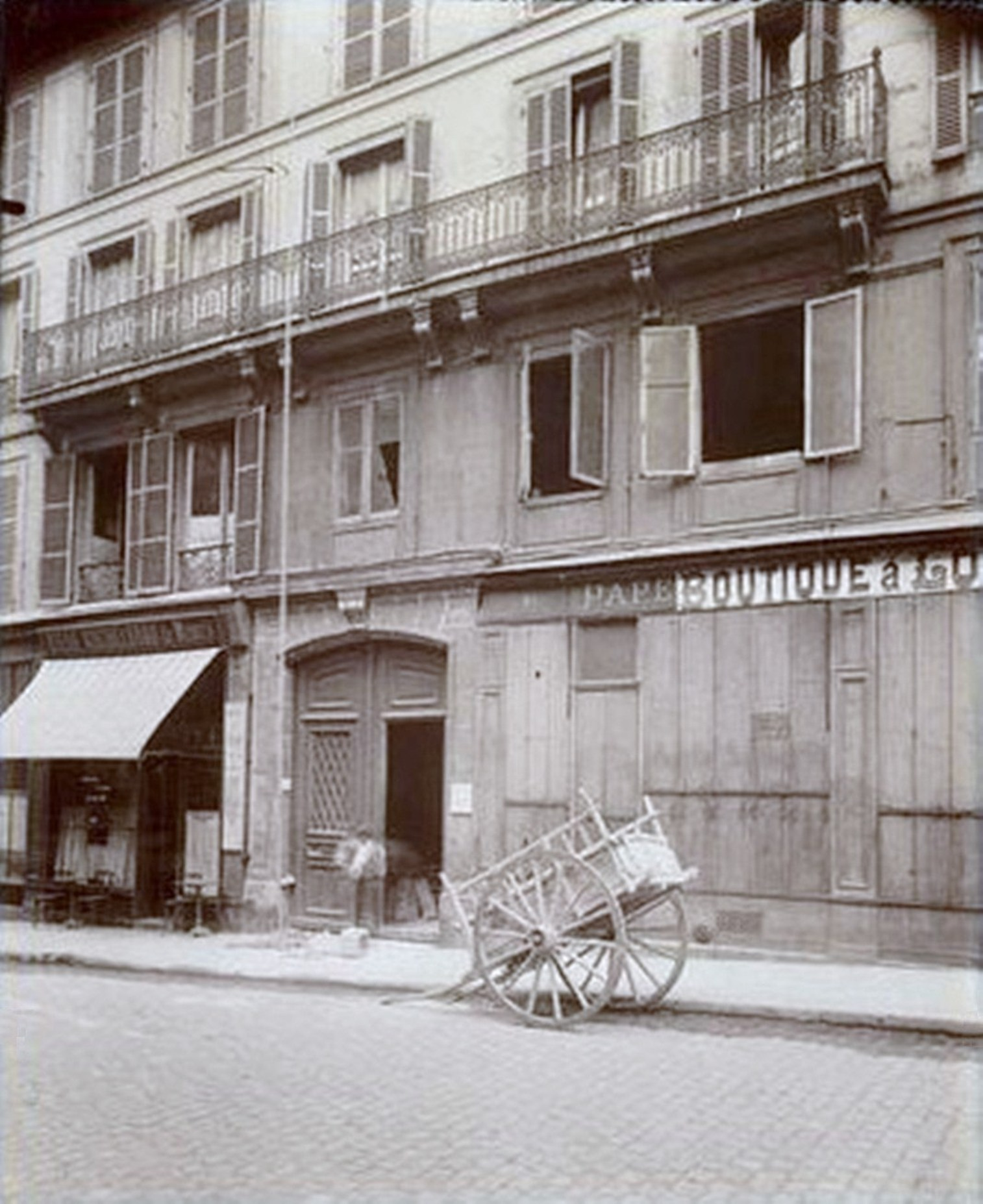
La maison natale d'Aurore Dupin, rue Meslay à Paris.

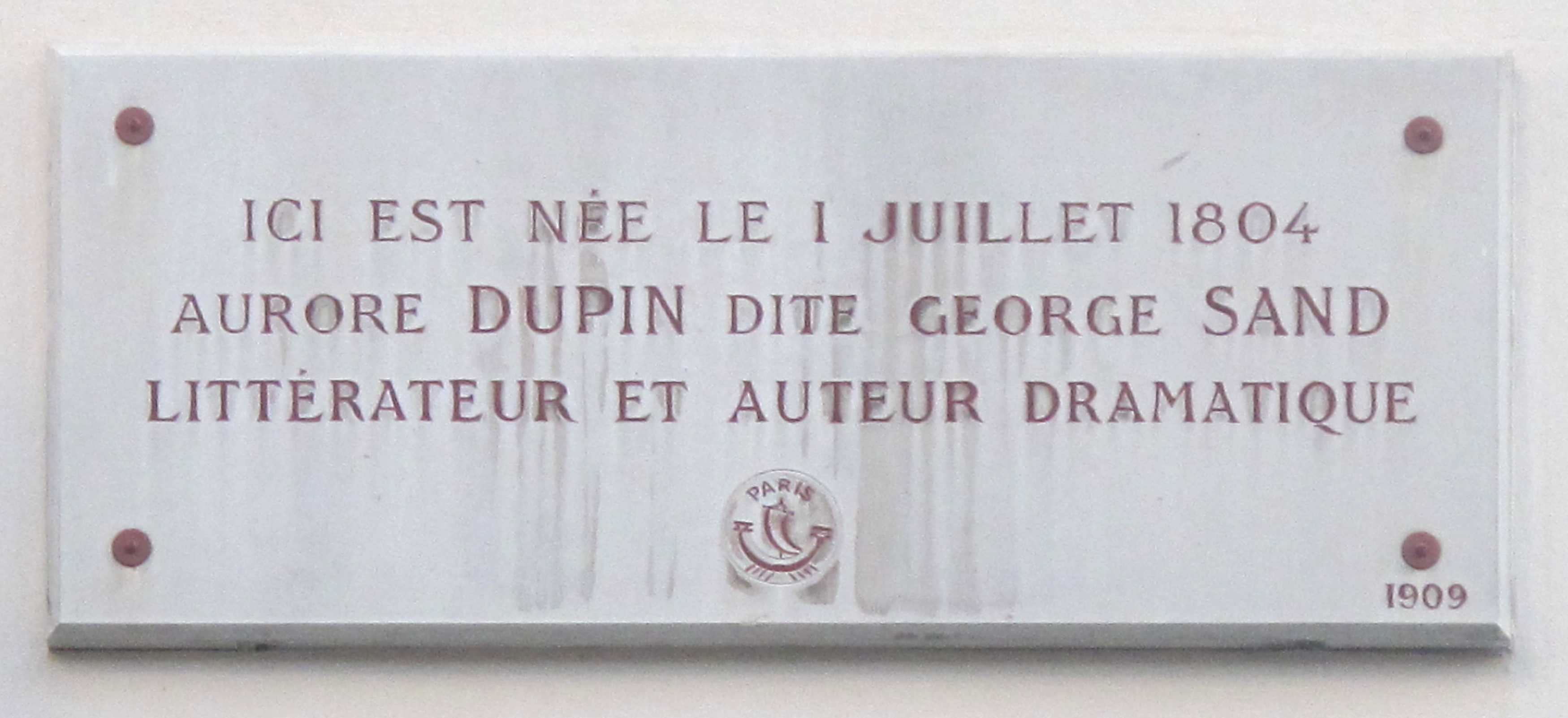
Plaque au 46 rue Meslay (Paris 3e).

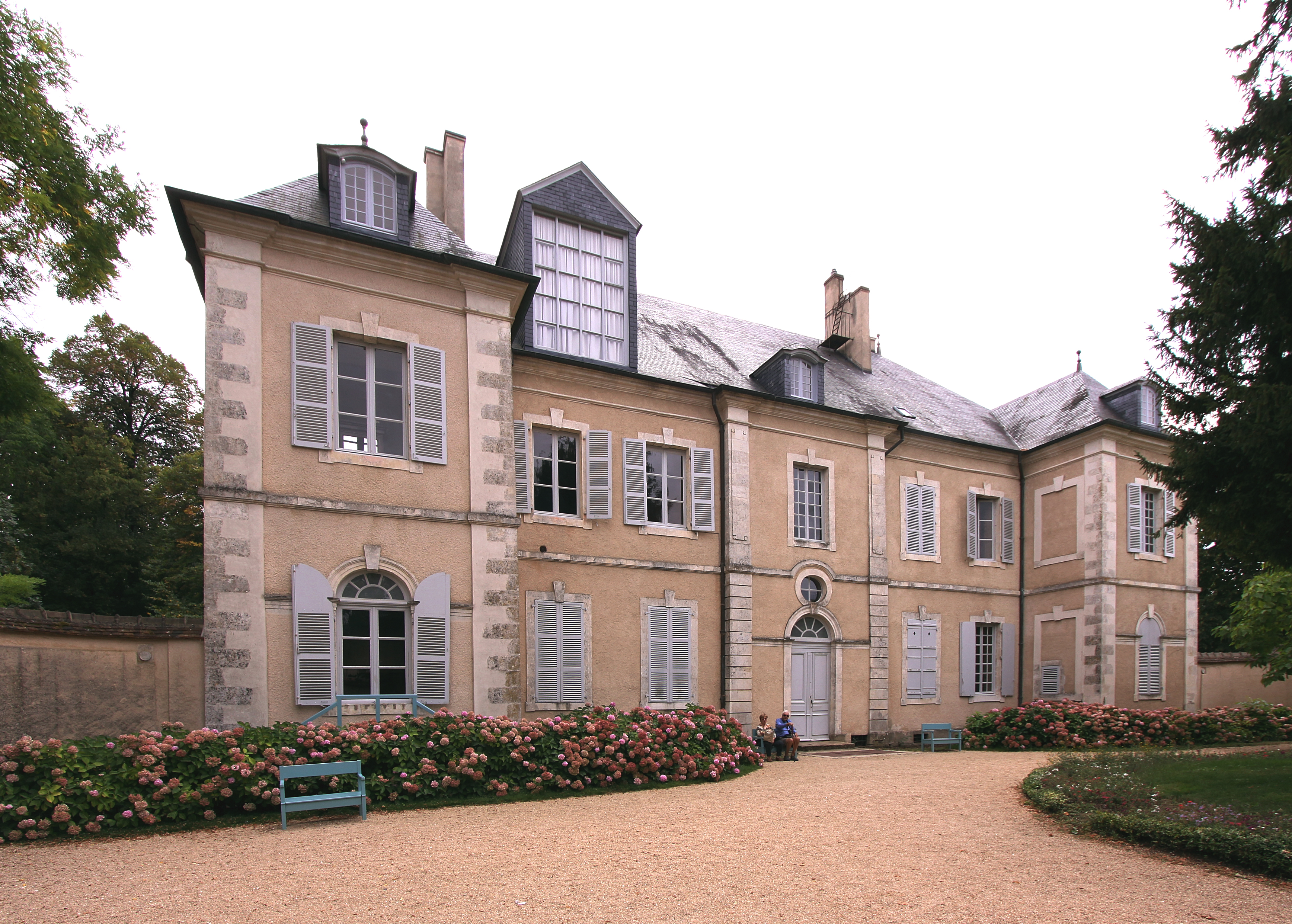
Madame Dupin de Francueil achète le 23 août 1793, le château de Nohant.

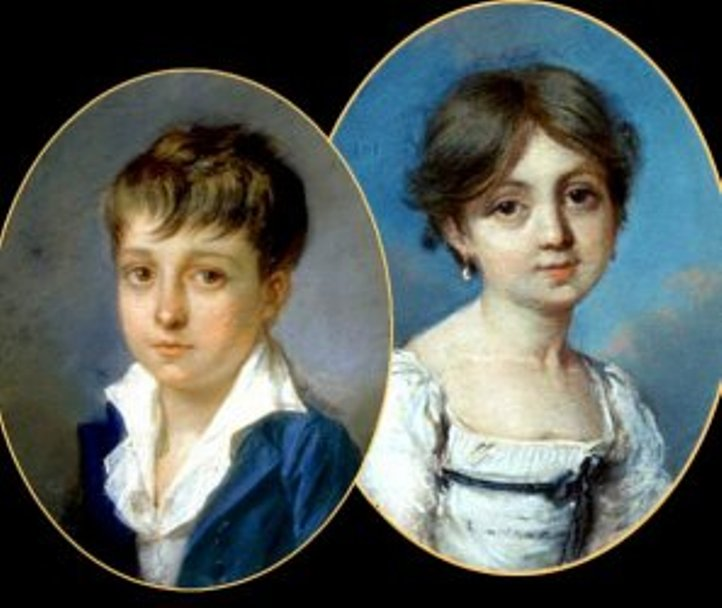
Hippolyte Chatiron et Aurore Dupin, en 1810.

Amantine Aurore Lucile Dupin de Francueil, future George Sand, naît le 1er juillet 1804 à Paris (anciennement au 15 rue Meslay devenu le no 46, dans le 3e arrondissement). Fille de Maurice Dupin de Francueil et de Sophie-Victoire Delaborde, elle est, par son père, l'arrière-petite-fille du maréchal de France Maurice de Saxe (1696-1750),. Du côté de sa mère, elle a pour grand-père Antoine Delaborde, un Parisien d'abord maître paumier tenant un billard puis oiselier,. Aurore a donc une double ascendance, populaire et aristocratique, qui la marque profondément. Deux origines sociales diamétralement opposées qui expliquent la personnalité d'Aurore Dupin et son engagement politique à venir :

« On n'est pas seulement l'enfant de son père, on est aussi un peu, je crois, celui de sa mère. Il me semble même qu'on l'est davantage, et que nous tenons aux entrailles qui nous ont portés, de la façon la plus immédiate, la plus puissante, la plus sacrée. Or, si mon père était l'arrière-petit-fils d'Auguste II, roi de Pologne, et si, de ce côté, je me trouve d'une manière illégitime, mais fort réelle, proche parente de Charles X et de Louis XVIII, il n'en est pas moins vrai que je tiens au peuple par le sang, d'une manière tout aussi intime et directe ; de plus, il n'y a point de bâtardise de ce côté-là. »

Son père, Maurice Dupin, incorporé dans les rangs de l'armée révolutionnaire, effectue, de 1798 à 1808, toutes les guerres républicaines et impériales. Pendant les campagnes d'Italie, il s'éprend de Victoire Delaborde, qui partage alors la vie de l'intendant affecté aux subsistances, l'adjudant-général Claude-Antoine Collin, âgé de cinquante ans. Victoire suit Maurice à son retour en France. La mère de ce dernier, Marie-Aurore de Saxe, étant totalement opposée à leur mariage, ils se marient en catimini le 5 juin 1804, moins d'un mois avant la naissance de la future George Sand, à la mairie du 2e arrondissement de Paris.
Maurice Dupin a eu auparavant une liaison avec une domestique du château de Nohant, Catherine Chatiron (1779-1866). Elle avait été engagée par la mère de Maurice le 24 janvier 1797 pour une rémunération de 60 francs par an. Le 5 mai 1799 à La Châtre, Catherine accouche d'un fils naturel qui sera déclaré sous le nom de Pierre Laverdure. Maurice Dupin refuse de reconnaître l'enfant qui prendra pourtant plus tard le nom d'usage d'Hippolyte Chatiron (1799-1848). Marie-Aurore de Saxe congédie Catherine Chatiron, mais fait élever l'enfant par le précepteur de Maurice, Jean-Louis François Deschartres.
Les trois premières années de la vie d'Aurore Dupin s'écoulent dans le petit logis de ses jeunes parents, rue de la Grange-Batelière. En avril 1808, malgré la désapprobation de son mari vu la longueur du voyage, la situation militaire espagnole, et l'état de sa femme enceinte de sept mois, Victoire Dupin entreprend de rejoindre, avec sa fille Aurore, son mari en garnison à Madrid. Dans le palais de Godoy, Joachim Murat témoigne beaucoup d'affection à l'enfant. Le 12 juin 1808 à Madrid, Victoire donne naissance à un fils, Auguste, né aveugle.
À la suite de la retraite d'Espagne, la famille retourne dans l'Indre, chez la grand-mère paternelle. Aurore Dupin découvre pour la première fois le château de Nohant. Malheureusement, son petit frère ne va pas survivre au voyage et meurt dans la propriété, le 8 septembre 1808. Une semaine plus tard, Maurice Dupin meurt accidentellement d'une chute de cheval à la sortie de La Châtre, le 16 septembre 1808,.

Portraits familiaux
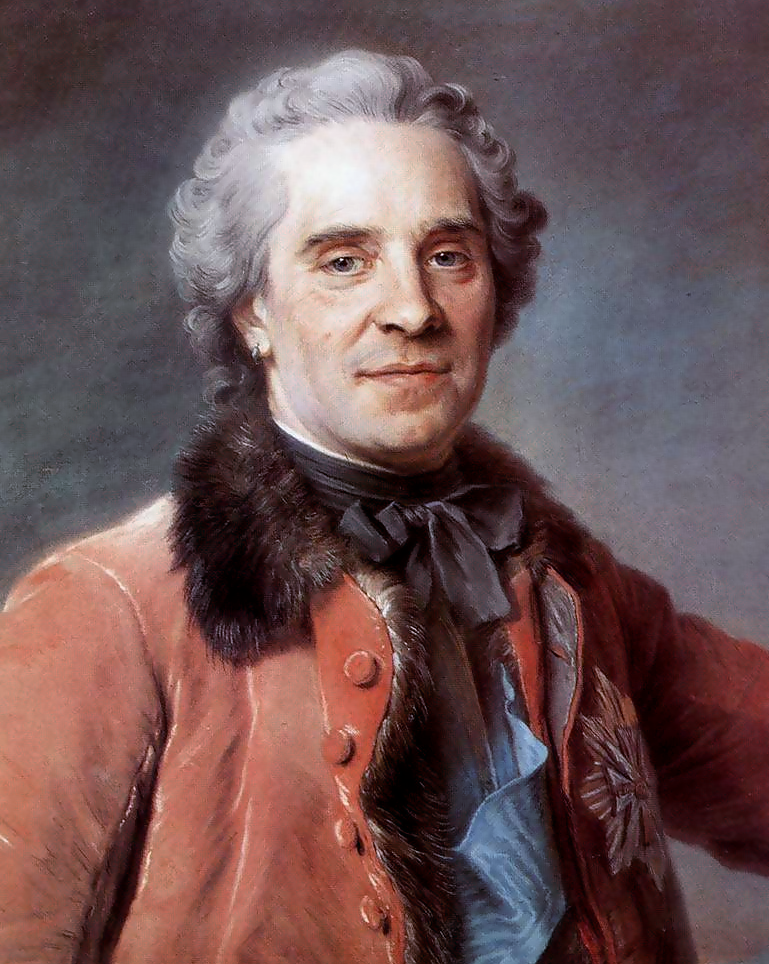
Maurice de Saxe, Maréchal de France, son arrière grand-père.
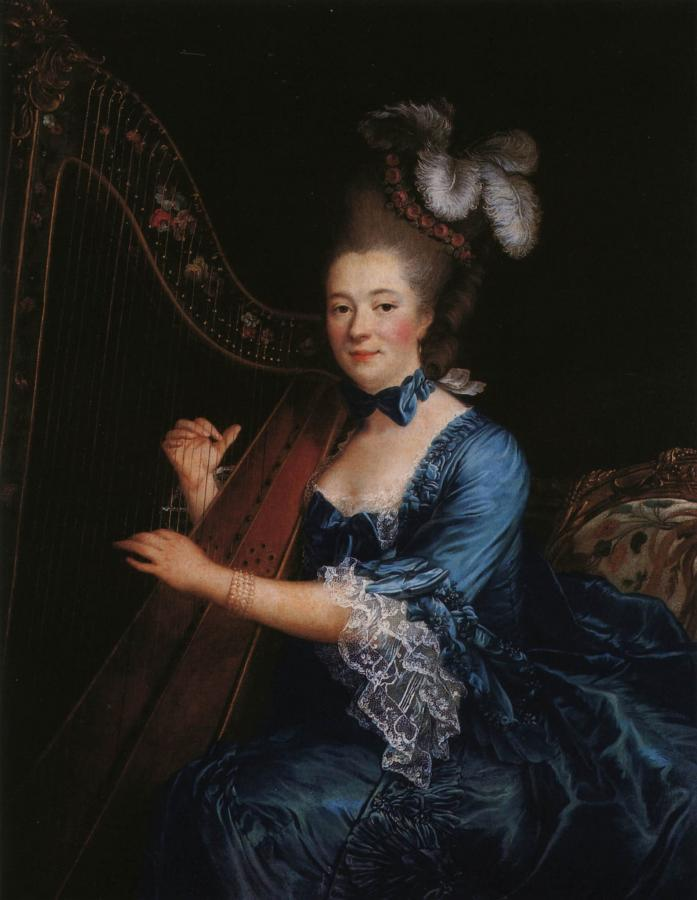
Marie-Geneviève Rinteau, comédienne, maîtresse de Maurice de Saxe, son arrière grand-mère.
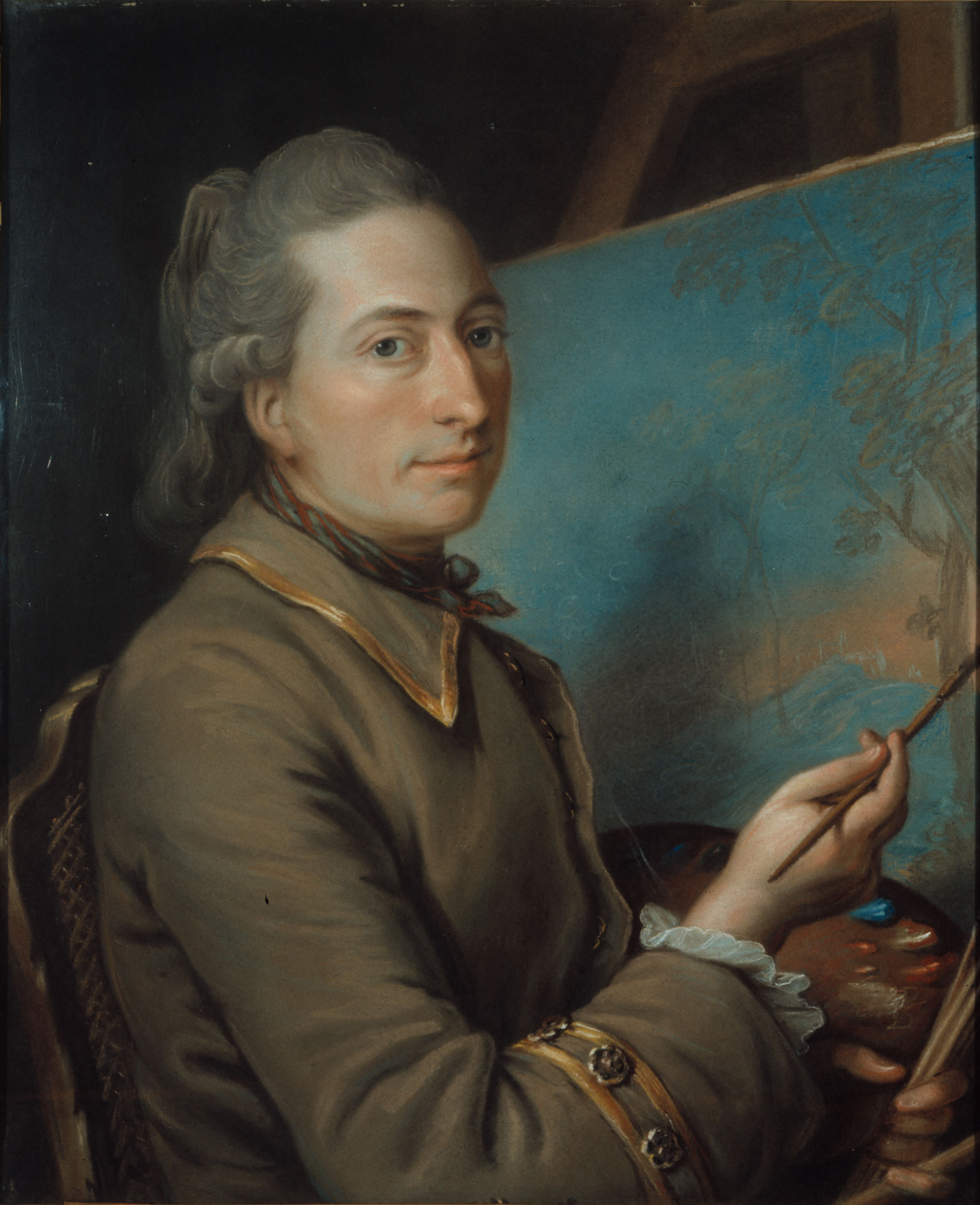
Louis Dupin de Francueil, son grand-père.
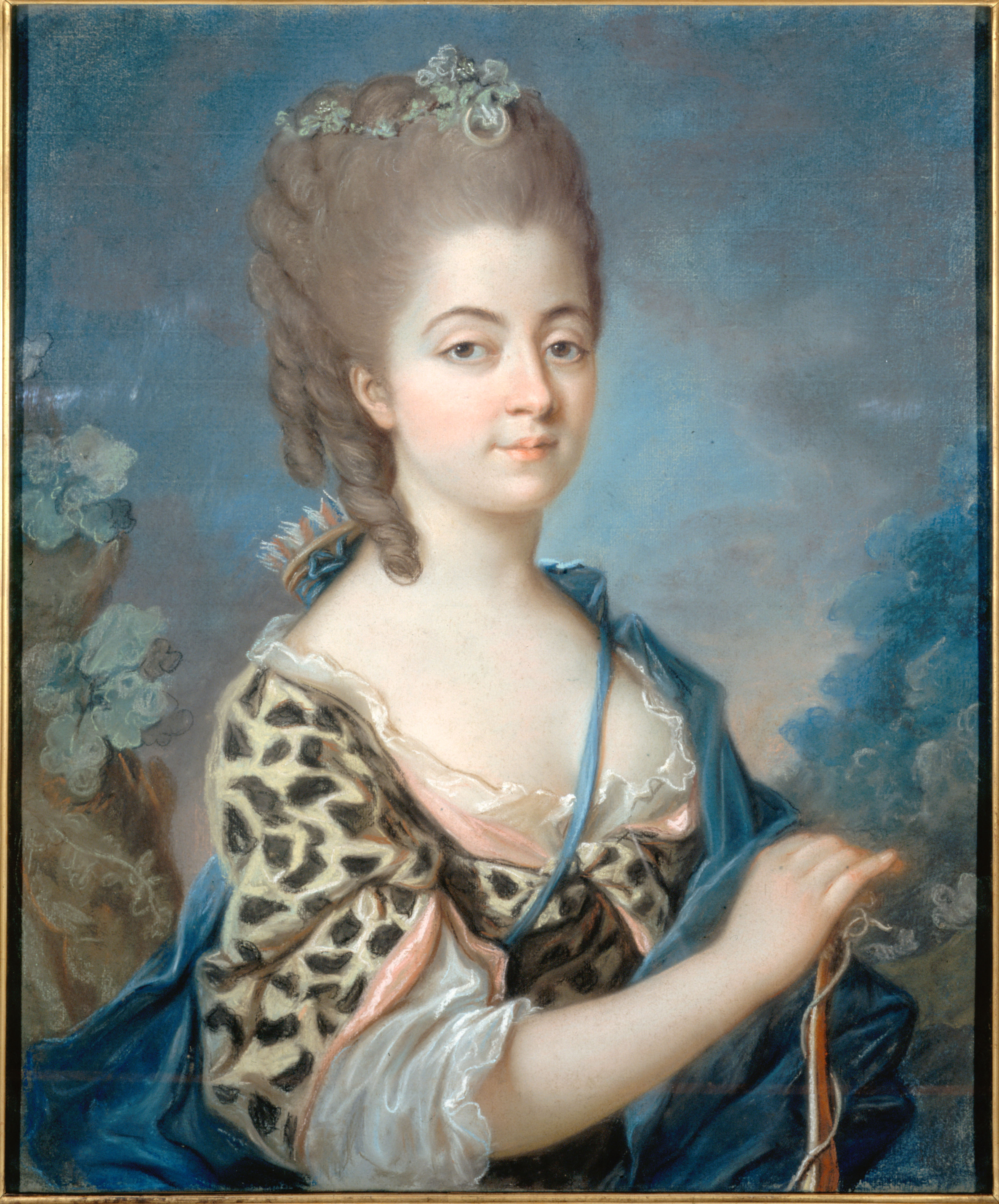
Marie-Aurore de Saxe, Madame Dupin de Francueil, sa grand-mère.
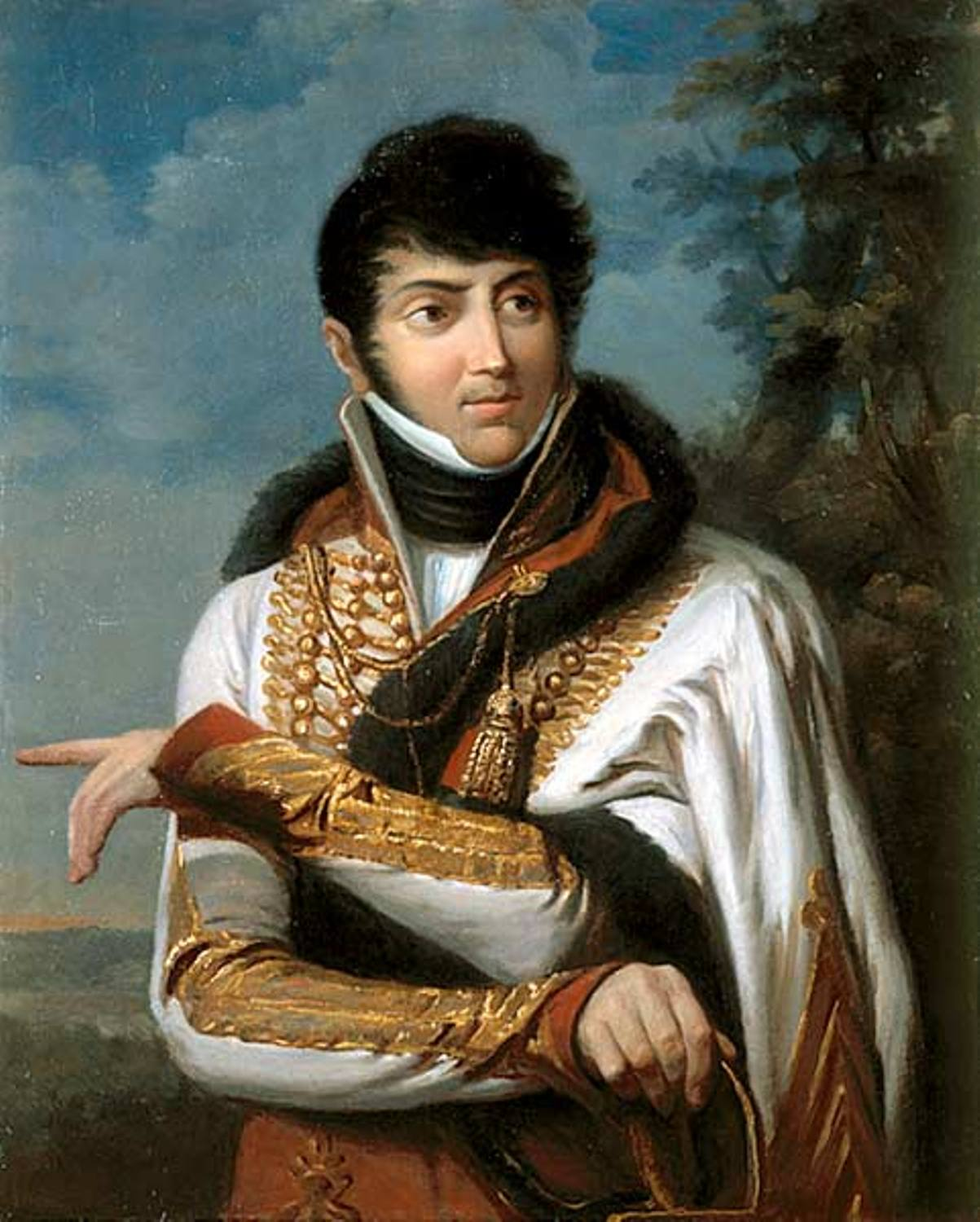
Maurice Dupin de Francueil, le père de George Sand, en uniforme d'officier de l'armée impériale.
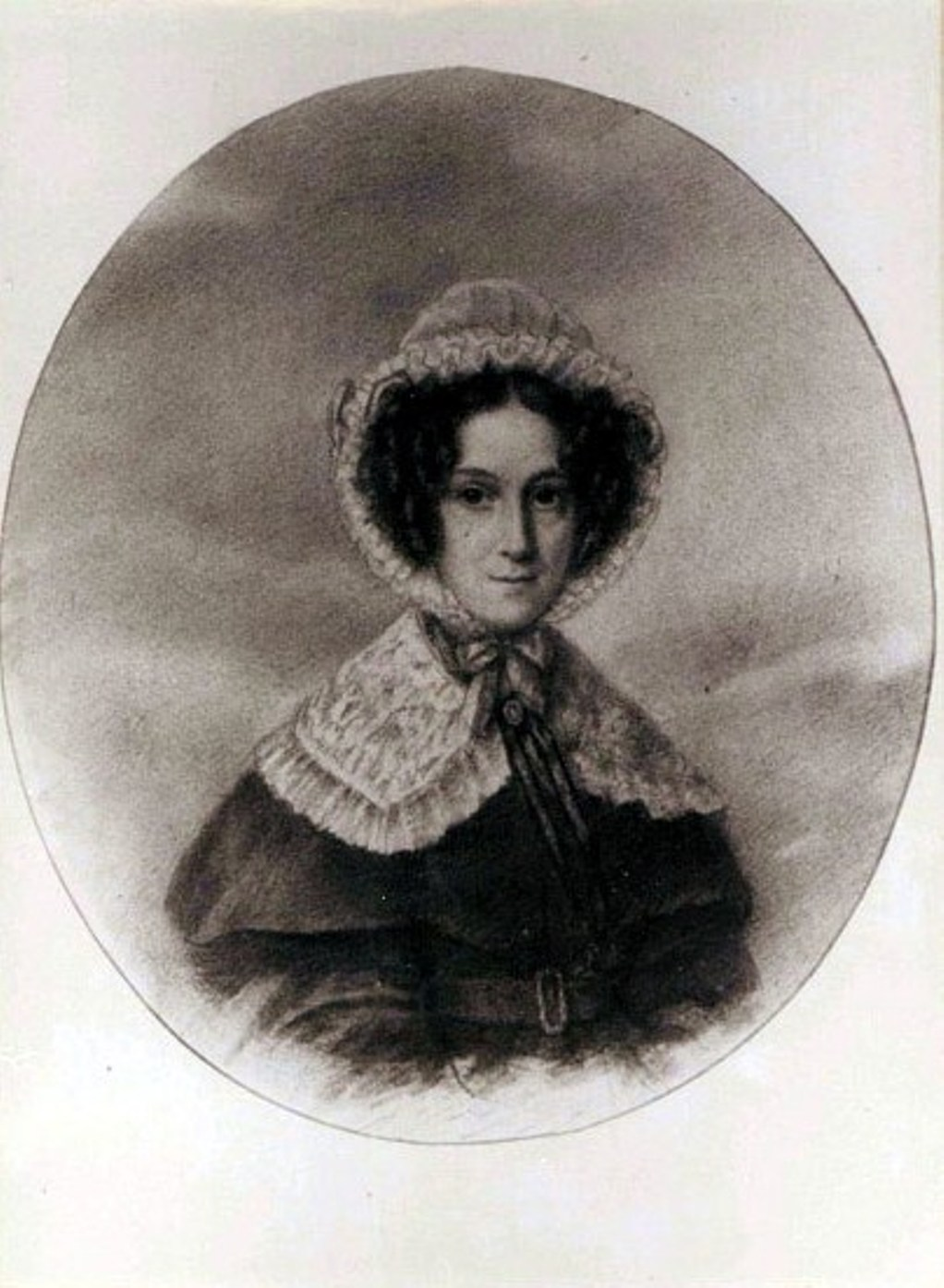
Sophie Victoire Delaborde, la mère de George Sand.

### Adolescence à Nohant

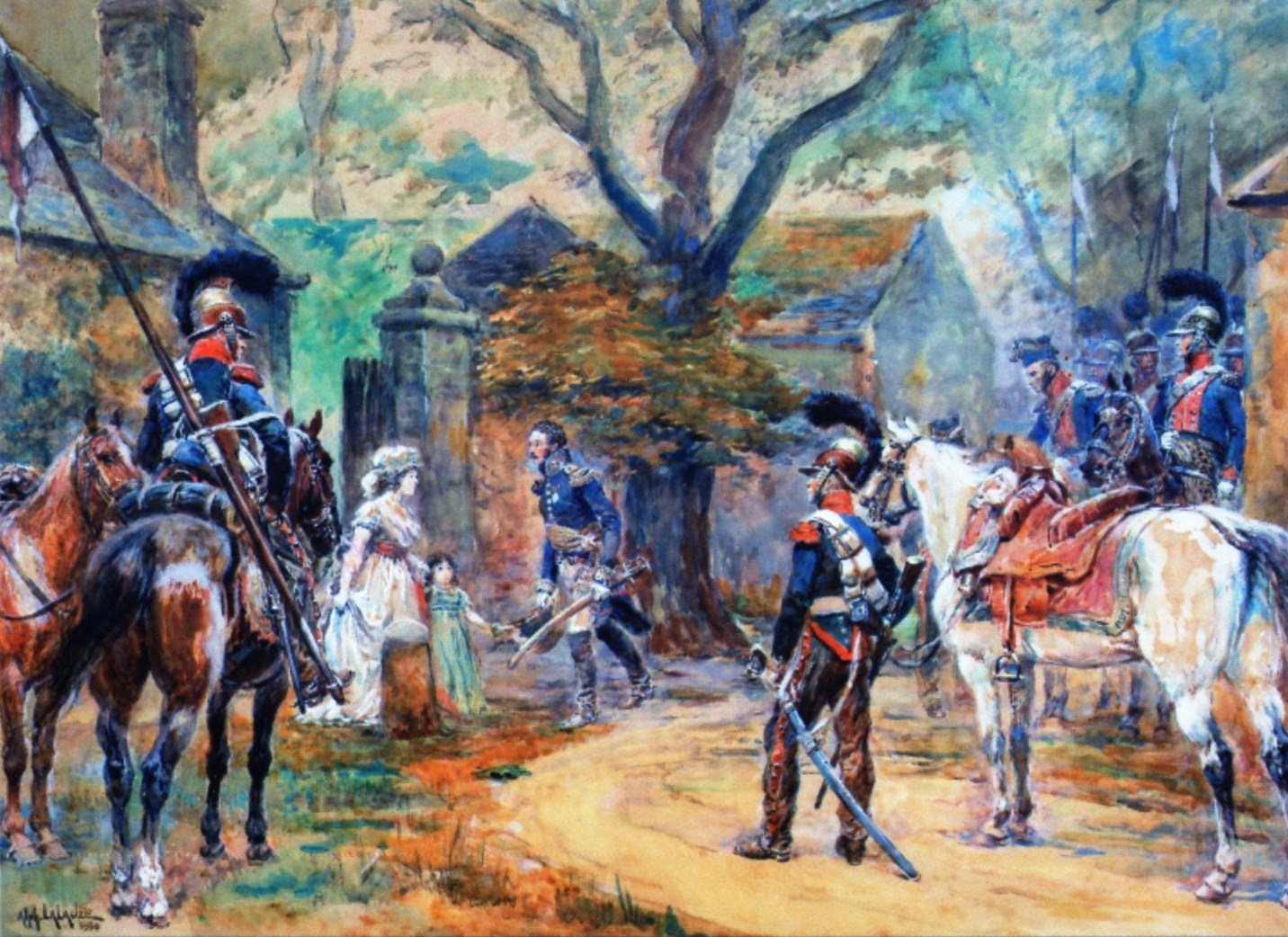
Aurore Dupin de Francueil (1748-1821), née Marie-Aurore de Saxe, et sa petite-fille, Aurore Dupin et future George Sand, reçoivent le général Alphonse de Colbert (1776-1843), au château de Nohant, en 1815. Peinture d'Alphonse Lalauze.

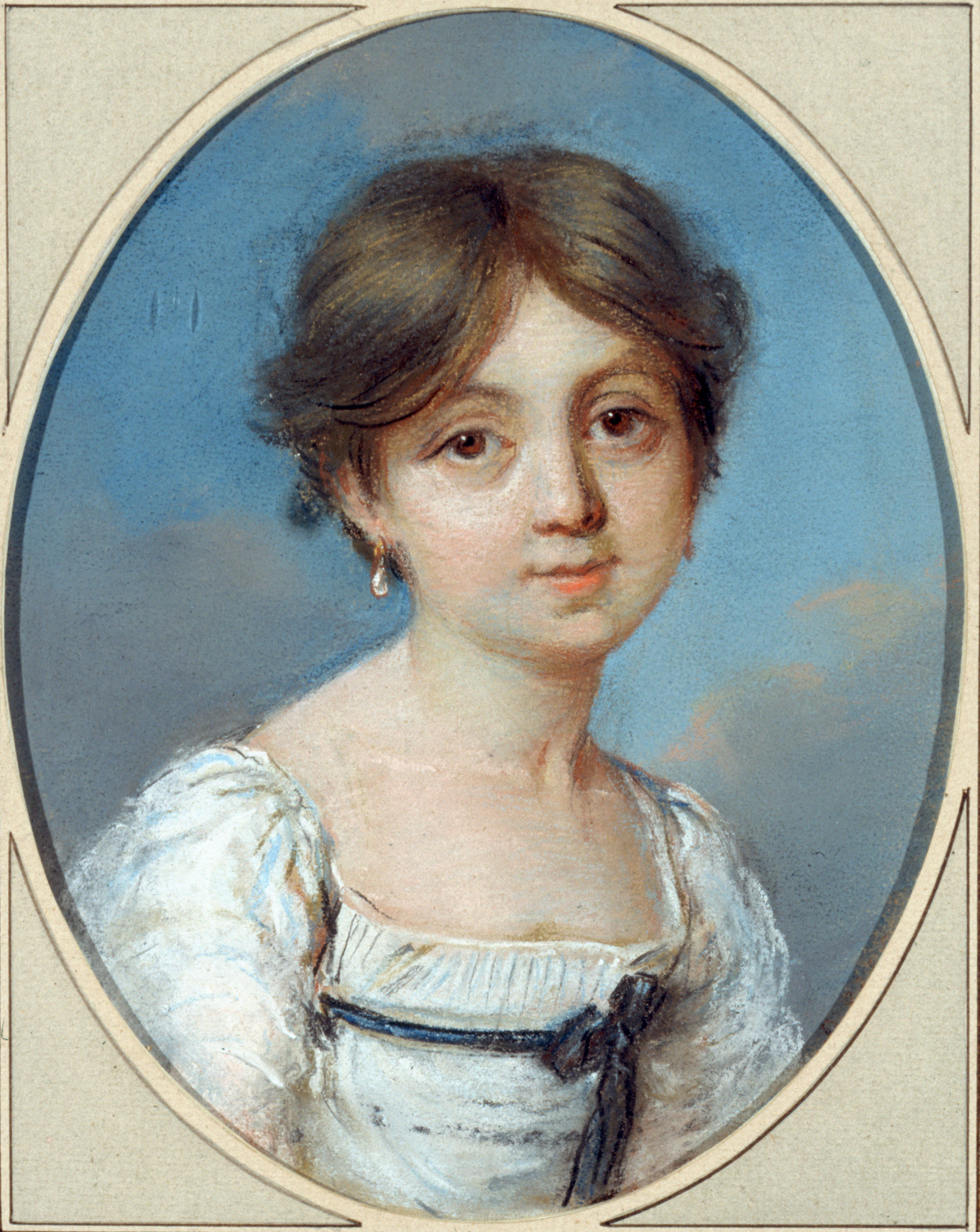
Aurore Dupin en 1810 par sa grand-mère Marie-Aurore de Saxe. Musée de la vie romantique à Paris.

Aurore Dupin grandit à Nohant, tout d'abord avec sa mère et sa grand-mère, tiraillée entre les deux femmes, tant affectivement que éducativement. Sa grand-mère souhaite la prendre en charge mais sa mère hésite à lui laisser, souhaitant d'un coté vivre avec ses deux filles (elle a eu auparavant une fille naturelle, Caroline Delaborde) mais doutant d'un autre de sa capacité financière à leur offrir l'équivalent. Aurore Dupin est déchirée, notamment à l'idée de se séparer de sa mère : 

« Aussi, dès que j’étais seule avec elle, je la couvrais de caresses, en la suppliant de ne pas me donner pour de l'argent à ma grand-mère. J’aimais pourtant cette bonne maman si douce, qui ne me parlait que pour me dire des choses tendres ; mais cela ne pouvait se comparer à l’amour passionné que je commençais à ressentir pour ma mère… »

Sous l'égide de l'abbé de Beaumont, grand-oncle d'Aurore Dupin et « médiateur équitable », un compromis est trouvé et l'engagement est pris par écrit le 3 février 1809. Marie-Aurore de Saxe a la responsabilité de l'éducation d'Aurore Dupin qui passera la majeure partie de l'année à Nohant, sa mère pouvant s'y rendre l'été. L'hiver, Marie-Aurore de Saxe vient passer la mauvaise saison rue Neuve-des-Mathurins à Paris, à proximité du logement de Victoire. Victoire reçoit en retour une rente de sa belle-mère, augmentée par une compensation financière. La grand-mère confie Aurore au précepteur et homme de confiance Jean-Louis François Deschartres, qui l’élève avec son demi-frère Hippolyte. Malgré un droit de visite, la mère n'a pas la permission d'emmener sa fille chez elle. L'application des accords est encore plus restrictive vis-à-vis de Caroline Delaborde, la fille aînée de Victoire, qui ne doit pas approcher sa demi-sœur Aurore et encore moins venir au domicile parisien de Madame Dupin de Francueil. Mais un incident se produit au cours de l'hiver 1810-1811 car Caroline se présente chez Marie-Aurore malgré l'interdiction. Elle est chassée sans ménagement par la maîtresse de maison. Aurore est traumatisée par cette injustice et en tombe malade. Prise de remords, Marie-Aurore décide d'emmener elle-même sa petite-fille, une fois rétablie, chez Victoire. Au moment du retour à Nohant, Marie-Aurore propose à Victoire de les accompagner, pour ne pas perturber davantage sa fille.
George Sand restera attachée toute sa vie à Nohant et à la campagne où elle peut s'échapper dans la nature pour laisser s'épanouir son imagination. Elle reprendra le thème de la vie pastorale dans ses romans champêtres,,,. Aurore Dupin devenant peu assidue et rebelle, sa grand-mère la met en pension au couvent des Filles-Anglaises de Paris pour parfaire son enseignement, du 12 janvier 1818 au 12 avril 1820,,,. Elle traverse une crise de mysticisme dans cet établissement religieux, où sa mère et sa grand-mère étaient emprisonnées sous la Terreur. Marie-Aurore de Saxe, imprégnée des idées du siècle des Lumières, ne tarde pas à la retirer du cloître et la fait revenir à Nohant. La santé de sa grand-mère décline. Consciente que son temps lui est compté, Marie-Aurore a pour dessein de marier sa petite-fille au plus tôt et de la faire son unique héritière, tant de ses biens que des terres et du domaine de Nohant. Au mois de janvier 1821, un projet de mariage est envisagé avec l'un des cousins d'Aurore Dupin, Auguste Vallet de Villeneuve, veuf depuis 1812 de Laure de Ségur et propriétaire du marquisat du Blanc. Mais il est âgé de 42 ans, alors que sa promise n'a que 16 ans.
Marie-Aurore de Saxe prodigue la plus grande attention à sa petite-fille, et lui fait découvrir Jean-Jacques Rousseau. Cette affection est réciproque, Aurore Dupin apprécie sa grand-mère, à l'esprit délicat et cultivé. L'enfant complète son instruction par la lecture. Si Jean-Jacques Rousseau la fascine, d'autres philosophes captivent la jeune prodige : Chateaubriand à travers le Génie du christianisme, mais également Aristote, Condillac, Montesquieu, Blaise Pascal, Jean de La Bruyère, Montaigne, Francis Bacon, John Locke, Leibniz, ainsi que les poètes Virgile, Alexander Pope, John Milton, Dante, et William Shakespeare. Marie-Aurore de Saxe meurt le 26 décembre 1821 à Nohant-Vic,, quelques mois après une attaque d'apoplexie. Ses ultimes paroles sont pour sa petite-fille : « tu perds ta meilleure amie ». Au lendemain de l'enterrement de Madame Dupin de Francueil, la mère d'Aurore arrive à Nohant afin de prendre connaissance des dernières volontés de la défunte. Le frère aîné d'Auguste, le comte René, François Vallet de Villeneuve, possesseur du château de Chenonceau, est désigné pour être le tuteur d'Aurore Dupin, mineure et seule légataire à la mort de sa grand-mère. La lecture du testament provoque une violente colère de la mère d'Aurore Dupin. Toute la rancœur accumulée pendant des années se déchaîne brutalement à l'encontre de sa belle-mère et de René Vallet de Villeneuve. Elle exige que sa fille vienne vivre avec elle à Paris et c'est la rupture avec la famille paternelle. Aurore Dupin quitte Nohant avec sa mère, le 18 janvier 1822.

### D'Aurore Dupin à la baronne Dudevant

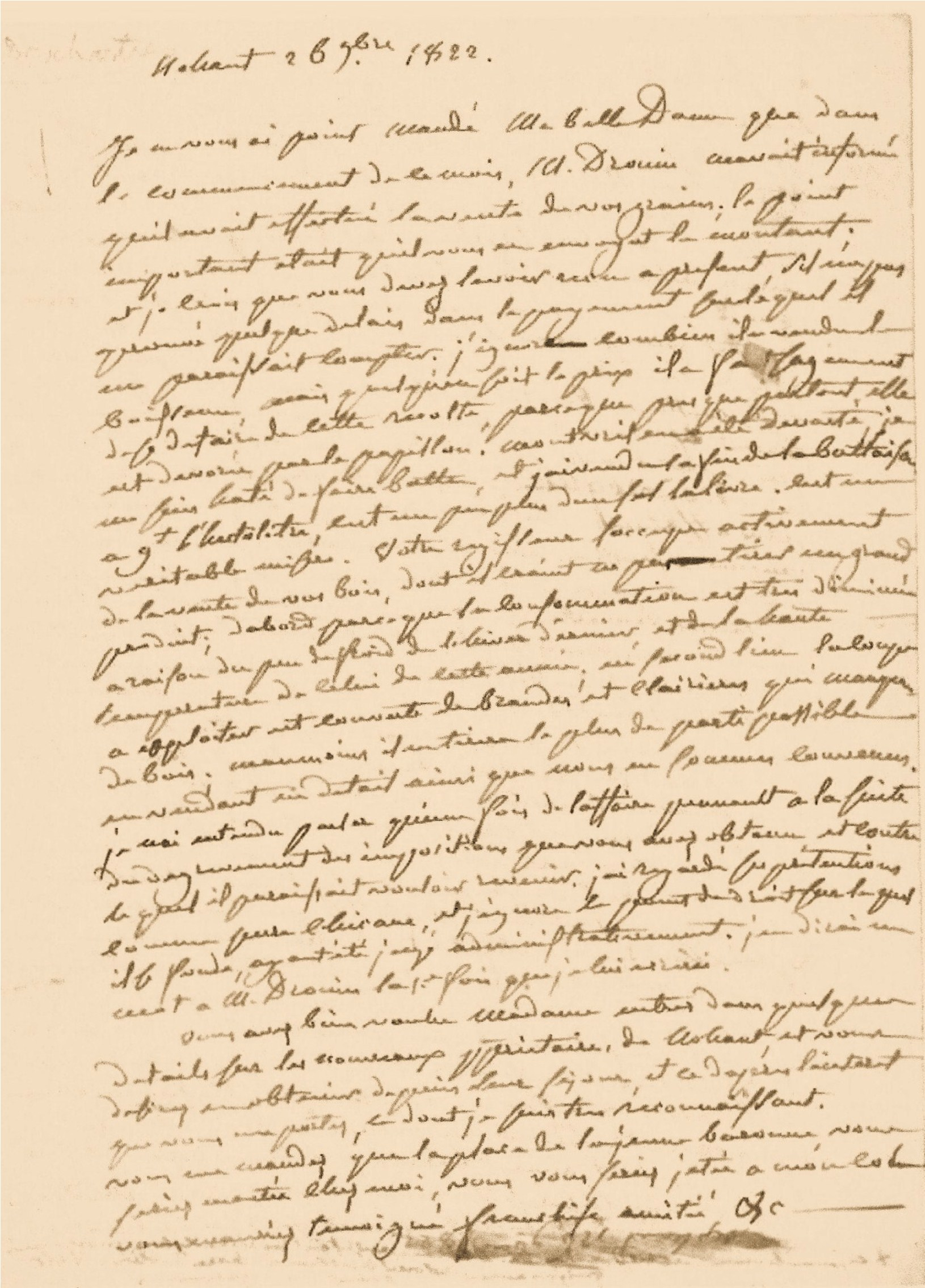
Jean-Louis François Deschartres indique dans une correspondance en date du 26 septembre 1822 à Nohant que Sophie, Victoire Dupin à propos d'Aurore n'avait qu'une hâte, celle : de lui trouver quelques vieilles moustaches qui la débarrassent de sa fille qui était un diable.

Les relations entre la mère et la fille deviennent vite conflictuelles. Au printemps 1822, Victoire Dupin confie Aurore à des amis de Maurice Dupin, James et Angèle Roettiers du Plessis, qui vivent avec leurs cinq filles dans le château du Plessis-Picard près de Melun. Elle reste plusieurs mois dans cette famille, où règne une excellente ambiance, et y rencontre François Casimir Dudevant, avocat à la cour royale, qu'elle épouse à Paris le 17 septembre. La mère d'Aurore Dupin a la présence d'esprit d'imposer le régime dotal, Aurore conservant sa fortune personnelle de 500 000 francs, et doit recevoir de son mari une rente de 3 000 francs par an pour ses besoins personnels.

Dans une longue correspondance adressée à une « belle Dame », en date du 26 septembre 1822 à Nohant, soit quelques jours après le mariage de la jeune Aurore Dupin, Jean-Louis Deschartres explique que la mère n'avait qu'une hâte, se délivrer de sa fille au plus tôt :

« Vous auriez bien voulu Madame, entrer dans quelques détails sur les nouveaux propriétaires de Nohant […]. Vous me mandez qu'à la place de la jeune baronne, vous seriez montée chez moi, vous vous seriez jetée à mon col vous m'auriez témoigné franchise, amitié, &c. […] mais tout le monde n'a pas un cœur fait comme le vôtre ; […] il faut bien se persuader qu'entre la vieillesse et la jeunesse, l'amitié ne peut exister […]. C'est d'après ce principe que je ne suis entré en aucune discussion avec les jeunes mariés. Je ne sais sur les antécédents que ce qu'ils ont bien voulu dans la conversation me laisser connaître […]. Le jeune homme est bien fait, a la figure peu avenante quoique doux ; il a un peu la pétulance gasconne, sans en avoir la jactance. Ses parents autrefois très riches colons américains, ont cherché comme tous les propriétaires à tirer le meilleur parti possible de leur récolte en établissant des raffineries de sucre. Son père était lieutenant colonel avant la Révolution. Il a été admis chez Mme Dupin rue du roi de Sicile […]. Après sa retraite, le colonel fut député, 12 ou 15 ans ; son fils unique aura droit à la fortune paternelle qui est de 25 à 30 000 francs de revenus […]. Bref si Aurore eût pu faire un meilleur choix sous tous les rapports, elle eût pu aussi en faire un bien plus mauvais ; et vous serez étonnée que la chose n’ait pas eu lieu, lorsque vous saurez qu’après la rupture du mariage Pontcarré, la mère Mme Maurice s’adressa à M. Savin l'ami de M. de Beaumont, et lui dit de lui trouver quelques vieilles moustaches qui la débarrassent de sa fille qui était un diable […]. Savin s'est adressé à M. Roëttiers de Montaleau du Plessis, lui disant que s'il trouvait un officier à demi-solde qui pût obtenir le consentement de la jeune personne il assurait celui de la mère. Ce M. du Plessis répondit qu'il avait tout ce que l'on pouvait désirer […]. La mère conduisit la fille au Plessis-Picard et l'y laissa seule, sans domestique : Aurore fit l'objet alors de demandes d'un aide de camp du général Jacques-Gervais Subervie, jeune turc de 45 ou 50 ans sans fortune, d'un avocat fils d'un payeur à Chalons, et d'un notaire, mais la jeune personne donna sa préférence à son mari, et Mme Maurice Dupin, oubliant les obligations d'une mère qui tient à l'honneur, à la probité, à la considération, qui si elle a le malheur d'avoir une fille répréhensible par sa légèreté, coupable dans sa conduite, doit la couvrir de son manteau, la protéger, la défendre lors encore que ses erreurs et ses fautes seraient avérées, […] par une infamie qu'on ne peut expliquer, alla calomnier sa fille, dire le plus de mal possible du jeune homme à qui a voulu l'entendre […]. M. de Beaumont ajouta foi aux rapports mensongers, et pendant que cette mère vomie par l'enfer, lui racontait qu'elle avait été indignement chassée de chez elle par les jeunes gens, elle écrivait à ces derniers les lettres les plus tendres […]. Le caractère de duplicité paraît inhérent aux individus de cette famille. »

Victoire Dupin se désiste alors de la tutelle de sa fille le 5 octobre 1822 au profit de Casimir Dudevant et les époux s’installent à Nohant,. Pour Aurore Dupin, ce mariage est l'occasion de gagner sa liberté, mais c'est oublier que les femmes mariées sont à cette époque traitées en mineures de leur mari. Aurore Dupin va vite comprendre qu'elle reste enfermée dans sa condition de vassale et que Casimir, comme ses nombreux prétendants, ne voit en elle que la riche héritière.

### Premières liaisons, premiers voyages
Le 30 juin 1823, Aurore Dupin donne naissance à son fils Maurice (1823-1889) à Paris. En 1824, chez les du Plessis, Casimir gifle Aurore Dupin en public pour un motif futile.
Les premières fêlures du couple apparaissent et Aurore Dupin se rend compte que tout la sépare de son époux, grossier, peu cultivé, à l'éducation si dissemblable, dont les goûts diffèrent totalement des siens. Le hasard d'une rencontre en juillet 1825, lors d'un voyage avec Casimir à Cauterets dans les Pyrénées, permet à la jeune femme de renaître.
Aurore Dupin fait la connaissance d'Aurélien de Seze, avocat de talent, substitut au tribunal de Bordeaux et neveu du défenseur de Louis XVI. Séduisant, intelligent, Aurélien a conquis le cœur d'Aurore Dupin, le temps d'une courte histoire d'amour, passionnée et platonique. Ils échangent une importante correspondance, mais leurs rencontres sont rares et Aurore Dupin vient de retrouver un ami de jeunesse.
Au cours de ses séjours à Nohant, elle noue une liaison avec Stéphane Ajasson de Grandsagne, originaire de La Châtre, de 1827 à 1828. La rumeur publique rattrape les amants et compromet l'équilibre précaire des époux Dudevant. Le 13 septembre 1828, à Nohant, Aurore Dupin met au monde une fille, Solange (1828-1899), dont la paternité est empreinte d'incertitude, du fait de la fréquentation d'Aurore Dupin avec Stéphane Ajasson de Grandsagne. De son côté, Casimir se met à boire, devient odieux et entretient des relations avec les servantes.
La situation conjugale se dégrade et les époux font chambre à part. Aurore Dupin veut son indépendance, souhaite travailler et gérer ses biens propres. Au mois de décembre 1830, une scène éclate entre Casimir et Aurore. Elle vient de découvrir le « testament » de son mari qui se résume à des critiques venimeuses et des rancunes envers sa femme. Leur séparation est inévitable — le divorce n'existe pas à cette époque — et elle est prononcée par le tribunal de La Châtre en faveur de l'épouse le 16 février 1836. Cette juridiction reconnaît que sont prouvés les « injures graves, sévices et mauvais traitements ». Face à la grande fermeté de son épouse, Casimir Dudevant s'incline et ne veut surtout pas perdre l'usufruit des possessions d'Aurore Dupin. Elle décide de vivre alternativement entre Paris et Nohant. Casimir doit lui verser une pension de 3 000 francs prévue par leur contrat de mariage. Dans un premier temps, Solange et Maurice restent auprès de leur père à Nohant. Une fois établie à Paris, Aurore Dupin emmène sa fille chez elle et Casimir Dudevant se laissera convaincre par la suite de confier Maurice à sa mère. Le demi-frère d'Aurore Dupin, Hippolyte Chatiron, semble avoir joué un rôle dans le conflit qui oppose sa sœur et son beau-frère Casimir Dudevant, dont il partage le penchant pour la boisson et les fêtes.
| - Aurore Dupin en 1826, par Thomas Sully. Johnson Collection, Spartanburg, Caroline du Sud, États-Unis. - Autoportrait de George Sand vers 1830, signé Aurore. Collection du Musée Carnavalet, Paris. - Aurore Dupin et son époux le baron François dit Casimir Dudevant, par François-Auguste Biard. Musée George Sand et de la Vallée Noire au château de La Châtre. - George Sand par Jean-Baptiste Isabey ou son fils Eugène, vers 1835. - George Sand par le peintre François Théodore Rochard (1798-1857), vers 1835. |

### Naissance et jeunesse de George Sand

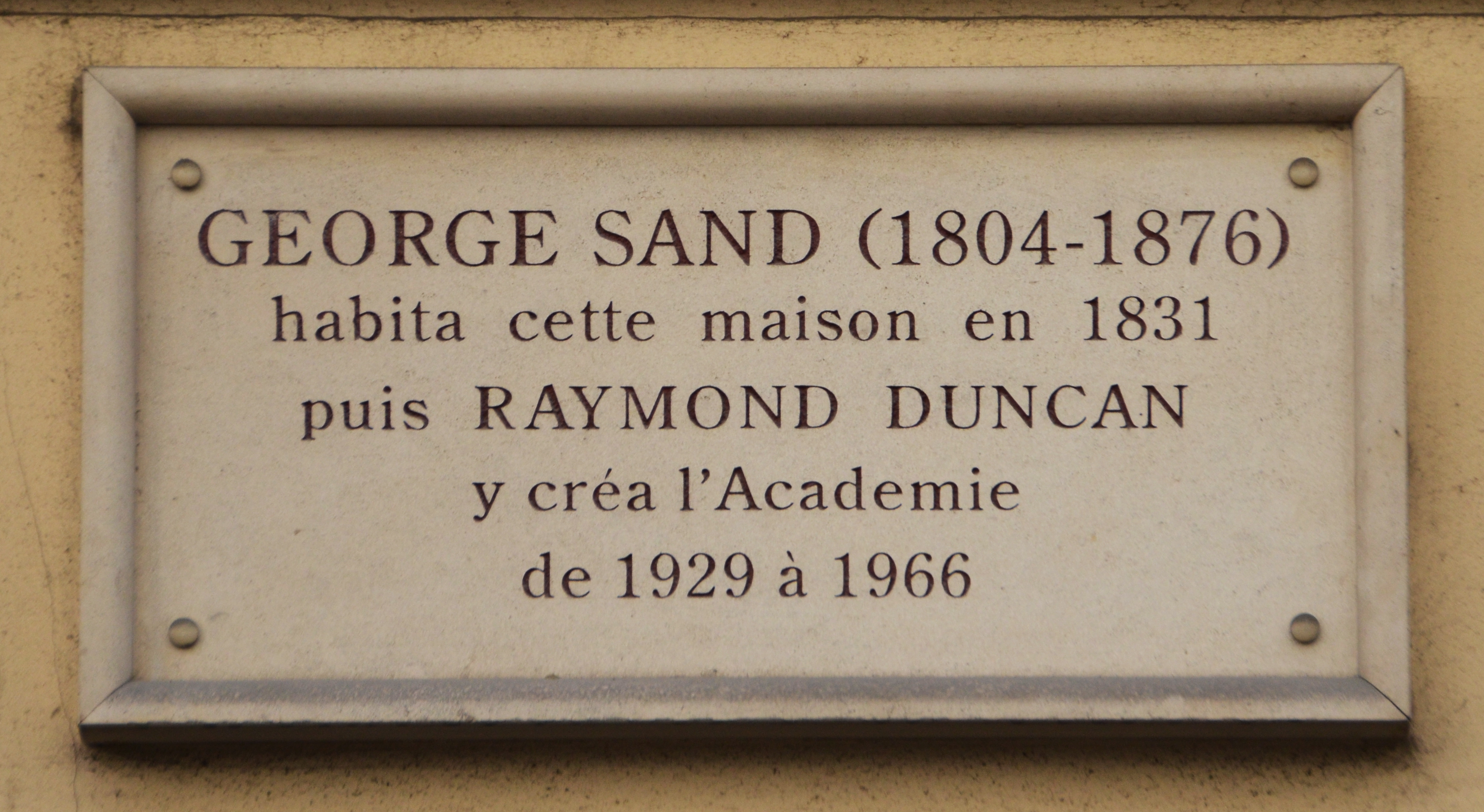
Plaque au no 31 rue de Seine (Paris), où elle vit en 1831.

Les 27, 28 et 29 juillet 1830 - journées dites les Trois Glorieuses - les insurrections parisiennes renversent les Bourbons. L'engagement politique d'Aurore Dupin et sa prise de conscience débutent véritablement à cette période. Jusqu'alors, Aurore Dupin ne s'intéresse guère à la politique. Sa sensibilité est même bonapartiste, en raison du souvenir de la carrière militaire de son père. Elle s'est opposée, avec son époux Casimir Dudevant, au candidat royaliste lors des élections censitaires de 1827 en soutenant activement le candidat républicain, Duris-Dufresne à La Châtre. Le 30 juillet 1830, Aurore Dupin rencontre le romancier Jules Sandeau au château du Coudray à Verneuil-sur-Igneraie. Une rencontre qui marque la jeune Aurore, et qui va influer sur sa destinée. Le 4 janvier 1831, elle quitte Nohant pour rejoindre à Paris une petite société de jeunes Berrichons, férus de littérature romantique et qu'elle fréquentait déjà dans l'Indre : Charles Duvernet, Alphonse Fleury et Jules Sandeau. Dans ce Paris de 1831, en pleine effervescence romantique après la révolution de Juillet, où les jeunes artistes et poètes du quartier latin portent des costumes extravagants, Aurore Dupin mène une vie de bohème avec ses compagnons, allant dans les théâtres, les musées et les bibliothèques. Ayant obtenu de la préfecture de police de l'Indre une permission de travestissement,, elle adopte un costume masculin, plus pratique et moins coûteux. Elle endosse une « redingote-guérite », se noue une grosse cravate en laine, se fait couper les cheveux jusqu'aux épaules, et porte un chapeau de feutre mou,. Aurore Dupin engage une idylle avec Jules Sandeau et affiche sa liaison. Ensemble, ils commencent une carrière de journalistes au Figaro, sous l'œil sévère mais bienveillant d'Henri de Latouche, le directeur du journal. Ils écrivent en commun un roman, Rose et Blanche, publié sous le pseudonyme de J. Sand.
Le roman Rose et Blanche est ébauché par Aurore Dupin, mais refait entièrement par Jules Sandeau. L'artiste Alcide-Joseph Lorentz, ami de George Sand, illustre la couverture de ce premier roman. L'ouvrage se voit attribuer, par une fantaisie d'Henri de Latouche, le nom d'auteur de Jules Sand, qui évoque non seulement Jules Sandeau, mais aussi Karl Sand, l'étudiant bavarois assassin d'August von Kotzebue. Ce livre connaît un certain succès, au point qu'un autre éditeur se présente et commande un prochain roman sous le même nom. Aurore Dupin propose le manuscrit d'un livre qu'elle vient d'écrire à Nohant durant l'hiver 1831-1832. Elle veut le donner sous le même pseudonyme mais Jules Sandeau, par modestie, n'accepte pas la paternité d'un livre auquel il est totalement étranger. Henri de Latouche est consulté et tranche par un compromis : le nom de Sand est conservé pour satisfaire l'éditeur et le prénom est modifié pour distinguer les deux auteurs. Aurore Dupin prend celui de George, qui lui semble « synonyme de Berrichon ». Étymologiquement, George signifie en effet « celui qui travaille la terre ». Sans le s final du prénom, elle joue sur l'ambiguïté et l'androgynie. Sa première œuvre personnelle, Indiana, est publiée le 19 mai 1832 sous le nom de G. Sand et tous ses romans ultérieurs le seront sous le pseudonyme de George Sand qu'elle adopte définitivement.
Son livre Valentine, composé et achevé à Nohant pendant l'été de 1832, est édité trois mois après Indiana. Ces deux romans assurent la renommée de l'écrivain et améliorent beaucoup sa situation financière. Elle quitte son petit logement du cinquième étage du quai Saint-Michel pour aller s'installer au no 19 quai Malaquais, dans la « mansarde bleue », un appartement plus confortable, seulement au troisième étage, même si sous les toits. François Buloz, le directeur de la Revue des deux Mondes, lui assure par contrat une rente annuelle de 4 000 francs en échange de trente-deux pages d'écriture toutes les six semaines. Au début de 1833, elle rompt avec Jules Sandeau, coupable d'une infidélité, mais surtout qu'elle juge « paresseux, nonchalant, sans volonté ». Elle a une brève relation avec Prosper Mérimée, très décevante et qu'elle regrette amèrement, celui-ci ayant échoué à la « guérir » de sa frigidité. Pour ne rien arranger, George Sand a raconté ce fiasco à Marie Dorval, qui a partagé cette histoire avec Dumas père et qui s’est empressé d’aller la raconter partout, causant le plus grand tort à sa réputation de virilité. C'est une période sombre pour George Sand, démoralisée par ces deux déceptions. Le 10 août 1833, paraît Lélia, une œuvre lyrique, allégorique et très originale, dont le succès est prodigieux.

### Marie Dorval

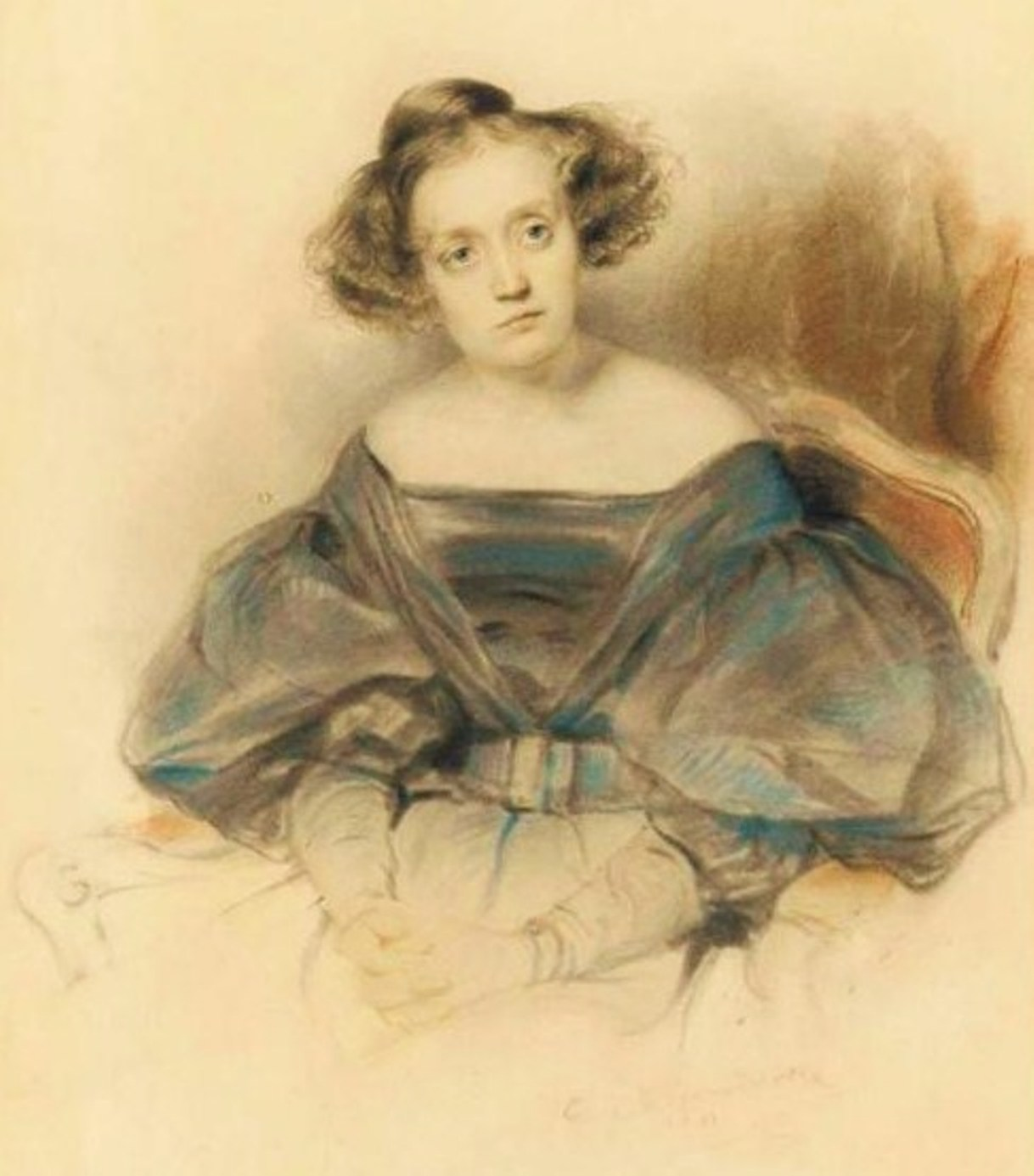
Marie Dorval, actrice célèbre. Lithographie de Paul Delaroche en 1831.

En 1832, George Sand, passionnée de théâtre, envoie une lettre à la comédienne Marie Dorval, dont elle admire le talent. Celle-ci lui répond par une invitation à dîner. C’est le début d’une profonde amitié qui lie les deux femmes. Leurs échanges de correspondance donnent la mesure de leur attachement mutuel.

Ainsi le 18 mars 1833, George Sand écrit à Marie Dorval : 

« Je ne peux vous voir aujourd'hui, ma chérie. Je n'ai pas tant de bonheur. Lundi, matin ou soir, au théâtre ou dans votre lit, il faudra que j'aille vous embrasser, madame, ou que je fasse quelque folie. Je travaille comme un forçat, ce sera ma récompense. Adieu, belle entre toutes. »

 

Et Marie Dorval de lui répondre : 

« Vous êtes une méchante et je comptais bien sur le bonheur de vous avoir toute la soirée dans ma loge. Nous aurions vite dîné, à cinq heures, et nous serions parties ensemble. Voyons, tâchez. Je vous ai vue hier toute la soirée, je vous ai regardée sans rencontrer vos yeux. Vous aviez l'air d'une boudeuse. C'est moi qui viendrai vous voir demain matin. Ce soir, je ne suis pas chez moi. Mon Dieu, quelle envie de causer j'ai donc ! Nous ne pourrons donc jamais nous accrocher ? »

Leur relation fait l'objet de médisances à Paris, d'autant qu'elles comptent parmi les personnalités féminines les plus en vue. Gustave Planche écrit à Sand de se méfier de cette « dangereuse amitié », tandis qu'Alfred de Vigny, amant de Dorval, la conjure : « j'ai défendu à Marie de répondre à cette Sapho qui l'ennuie ! » Missive restée sans suite. 
En effet, Marie Dorval collabore à l'écriture de Cosima, pièce de théâtre de George Sand créée le 29 avril 1840 à la Comédie-Française, avec la célèbre comédienne dans le premier rôle. La solidité de leur relation, fort probablement amoureuse au début et qui fait scandale, ne faiblira jamais et George Sand comblera de bienfaits la famille de Marie Dorval à la mort de celle-ci.
La correspondance entre George Sand et la comédienne Marie Dorval est constituée de trente-deux lettres échangées du 26 janvier 1833 au 16 juin 1848. Les contemporains de l'époque les surnomment : « les inséparables ».

### Alfred de Musset

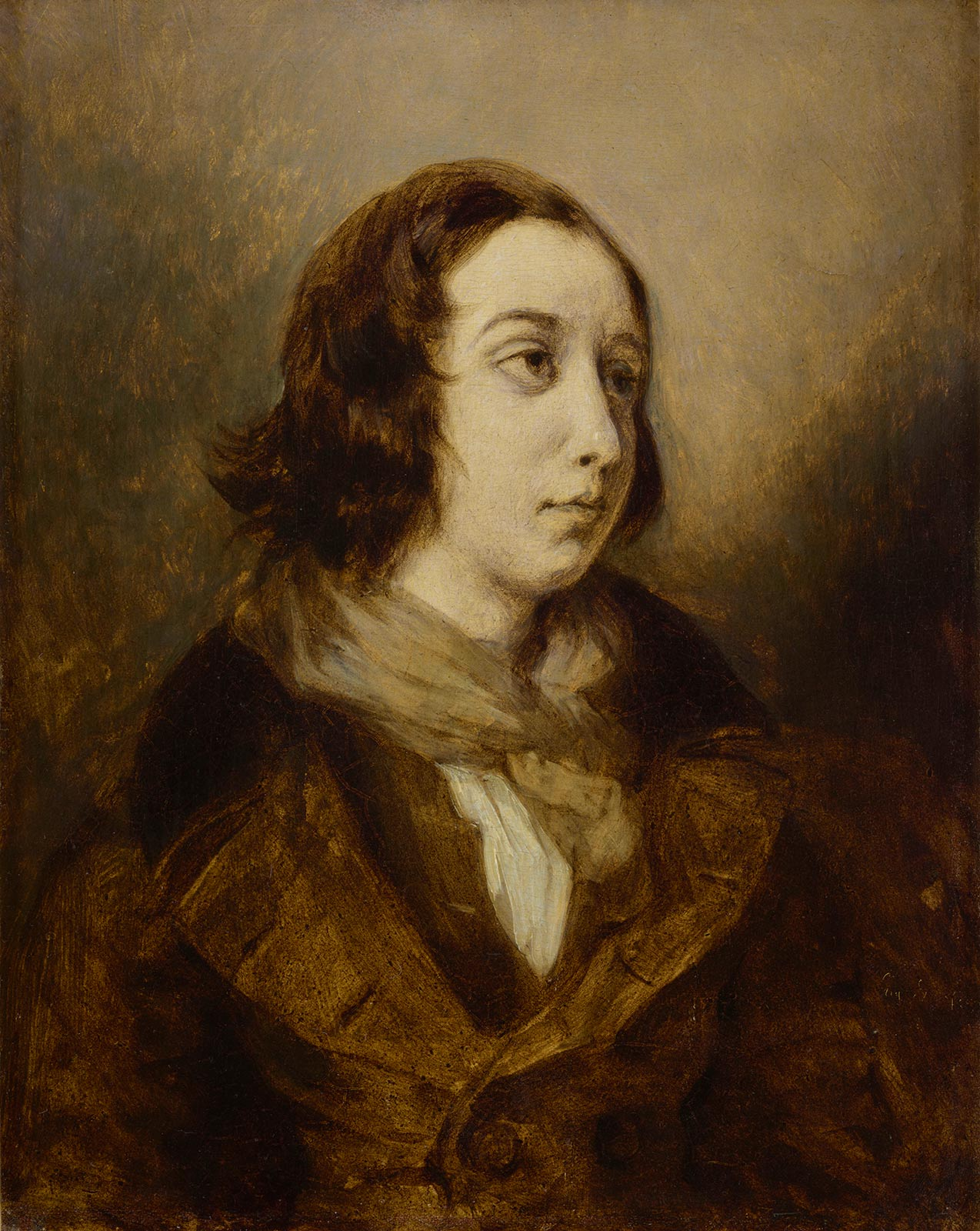
« George Sand habillée en homme » le 25 novembre 1834 par Eugène Delacroix. La romancière vient de se couper les cheveux après sa rupture avec le poète Alfred de Musset. Le tableau est commandé par François Buloz, le rédacteur en chef de La Revue des deux mondes.
Musée national Eugène-Delacroix.

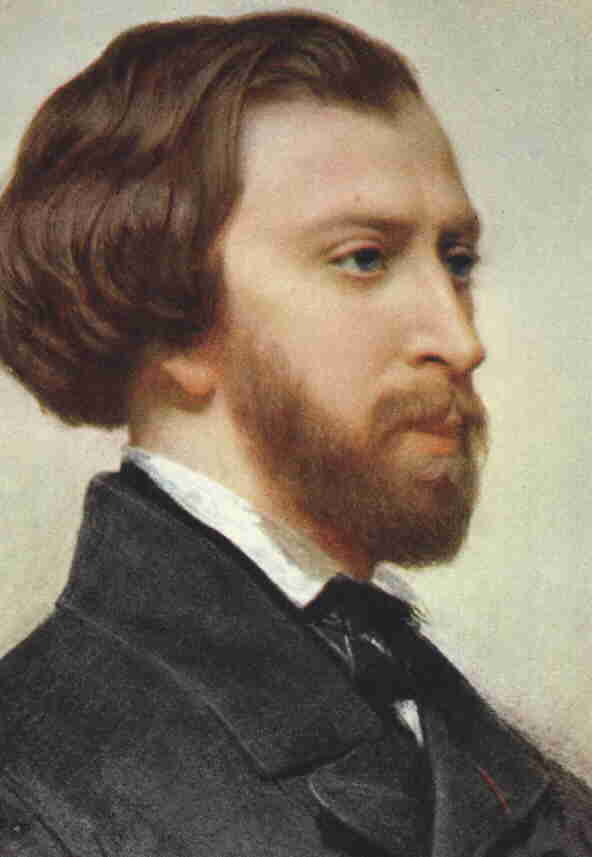
Alfred de Musset par Charles Landelle.

|  |

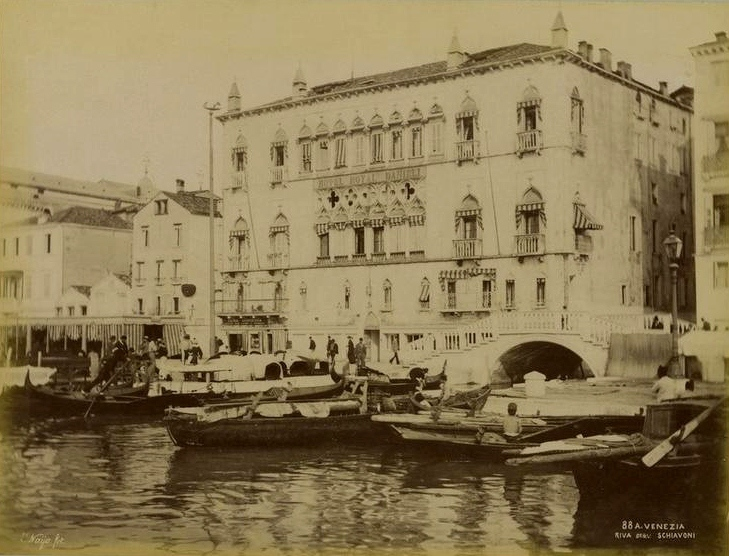
Venise - Façade de l'hôtel Danieli, sur le quai des Esclavons, photographie de Carlo Naya.

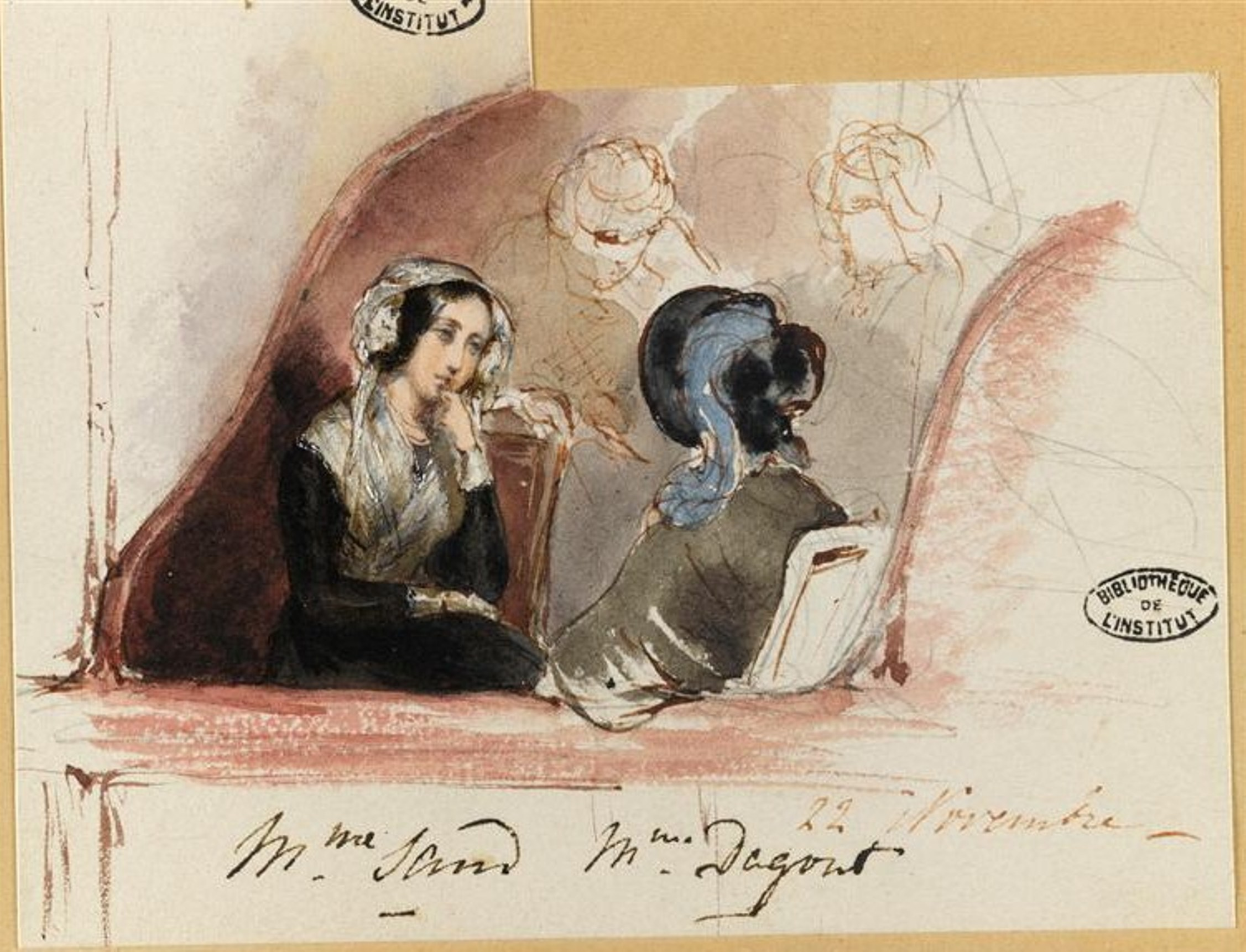
George Sand et la comtesse Marie d'Agoult dans une loge au théâtre le 22 novembre 1837, par Mathilde Odier née de Laborde (1815-1904).

George Sand rencontre pour la première fois Alfred de Musset le 17 juin 1833, lors d'un dîner organisé par François Buloz pour ses collaborateurs de la Revue des deux Mondes, au restaurant Lointier, no 104 rue Richelieu à Paris. À la fin du mois de juillet, ils sont amants et Musset s'installe chez George Sand, quai Malaquais. Le couple se rend à Fontainebleau où ils séjournent du 5 au 13 août à l'hôtel Britannique au no 108 rue de France. Une nuit, lors d'une promenade en forêt aux gorges de Franchard, Musset est la proie d'une hallucination, croyant voir apparaître son double. Cette scène est évoquée dans le roman Elle et Lui et décrite également par Musset dans la Nuit de Décembre.
Ils conçoivent le projet d'un voyage en Italie. Ils partent le 12 décembre 1833 et font une partie de la traversée en compagnie de Stendhal, rencontré à Marseille et qui rejoint son poste de consul à Civitavecchia. À Gênes, George Sand souffre de fièvre et dysenterie. Ils parviennent à Venise le 31 décembre 1833 et descendent à l'hôtel Danieli, le 1er janvier 1834. Alors que George Sand est toujours souffrante et doit rester alitée deux semaines, Musset reprend sa vie de noctambule et s'abandonne à tous les plaisirs. Déjà à Gênes et à Florence, George Sand s'est plainte des inconduites de son compagnon et décide de lui fermer sa porte à Venise. Alfred de Musset tombe gravement malade à son tour, atteint d'une fièvre accompagnée de crises de délire. Les ressentiments oubliés en de tels instants, George Sand est à son chevet. Elle fait appel aux soins d'un jeune médecin, Pietro Pagello, qui diagnostique une fièvre typhoïde. George Sand s'éprend de Pagello, alors que la santé de Musset s'améliore. Sa guérison assurée, Pagello lui avoue sa passion pour George Sand. Musset, stoïque, leur conserve son amitié, quitte Venise le 29 mars 1834 et rentre en France. Il continue néanmoins d'entretenir une correspondance avec George Sand et celle-ci, restée avec Pagello, travaille à plusieurs ouvrages. Elle écrit Mattea, Leone Leoni, André, Jacques, les premières Lettres d'un voyageur, puis revient en France avec Pagello.
Le 14 août 1834, ils arrivent à Paris et Musset informé de leur retour, supplie George Sand de lui accorder une entrevue. Elle exauce son vœu et le revoit dès le 17 août. Chacun se reproche d'avoir perdu le bonheur par sa propre faute. Les remords de George Sand sont tels qu'elle songe au suicide. Conscients de ne pouvoir revenir en arrière, ils décident de s'éloigner l'un de l'autre et de quitter Paris le 24 août, Musset à Bade et Sand à Nohant. Quant à Pagello, malgré une invitation pour accompagner la romancière au Berry, il choisit de rester dans la capitale. De son exil en Allemagne, Musset envoie des lettres enflammées à George Sand qui renoue avec le poète de retour en France, le 20 octobre 1834. Pagello, jaloux, repart pour l'Italie. Mais leur nouvelle liaison ne fait que raviver les souffrances, les querelles et les reproches, qui les consument. Leur union n'est plus supportable et c'est Musset, fatigué, qui rompt le premier, le 9 novembre 1834. George Sand est désespérée, tente une réconciliation mais Musset ne répond pas à ses lettres. Elle décide de couper ses cheveux dans un accès romantique et de lui envoyer cette preuve d'amour, gage de sa peine profonde.
Elle rencontre, à la fin du mois de novembre 1834, le peintre Eugène Delacroix, à la suite d'une demande de son éditeur François Buloz. Ce dernier souhaite en effet faire connaître à ses lecteurs, par un portrait, la romancière qui écrit dans son journal depuis 1833. Delacroix immortalise George Sand, le visage empreint de tristesse. L'écrivaine est vêtue en costume d'homme et montre ses cheveux coupés. Au cours de cette période douloureuse, George Sand tient un journal intime ; en date du 25 novembre, elle s'adresse directement à Musset, :

« Ce matin, j'ai posé chez Delacroix. J'ai causé avec lui en fumant des cigarettes de paille délicieuses. Il m'en a donné […] Je ne guéris pourtant pas ! Eh bien, eh bien, comme vous voudrez, mon Dieu! Faites de moi ce qui vous plaira. Je racontais mon chagrin à Delacroix ce matin, car de quoi puis-je parler, sinon de cela ? Et il me donnait un bon conseil, c'est de n'avoir plus de courage. Laissez-vous aller, disait-il. Quand je suis ainsi je ne fais pas le fier ; je ne suis pas né romain. Je m'abandonne à mon désespoir. Il me ronge, il m'abat, il me tue. Quand il en a assez, il se lasse à son tour, et il me quitte. Le mien me quittera-t-il ? Hélas ! Il augmente tous les jours. »

À la réception du colis et de son contenu, Alfred de Musset fond en larmes. En ce début du mois de janvier 1835, Sand et Musset renouent leur idylle. Sand, triomphante, écrit à Alfred Tattet, le confident de Musset : « Alfred est redevenu mon amant ». Le 14 février, le couple assiste à une représentation de Chatterton de Vigny à la Comédie-Française. Leur relation se poursuit, marquée par des plaintes, des remontrances, des récriminations, jusqu'à une nouvelle rupture le 6 mars 1835, à l'initiative de George Sand cette fois-ci.
Cette relation inspire à George Sand les trois premières Lettres d'un voyageur et à Musset La Confession d'un enfant du siècle ainsi qu'Adieu. Après la mort d'Alfred de Musset, George Sand fait paraître en 1859 Elle et lui pour raconter leur histoire. Le frère d'Alfred, Paul de Musset, riposte en publiant Lui et elle et Louise Colet, qui eut une liaison avec Alfred de Musset, renchérit par un Lui.

Album George Sand par Alfred de Musset en 1833
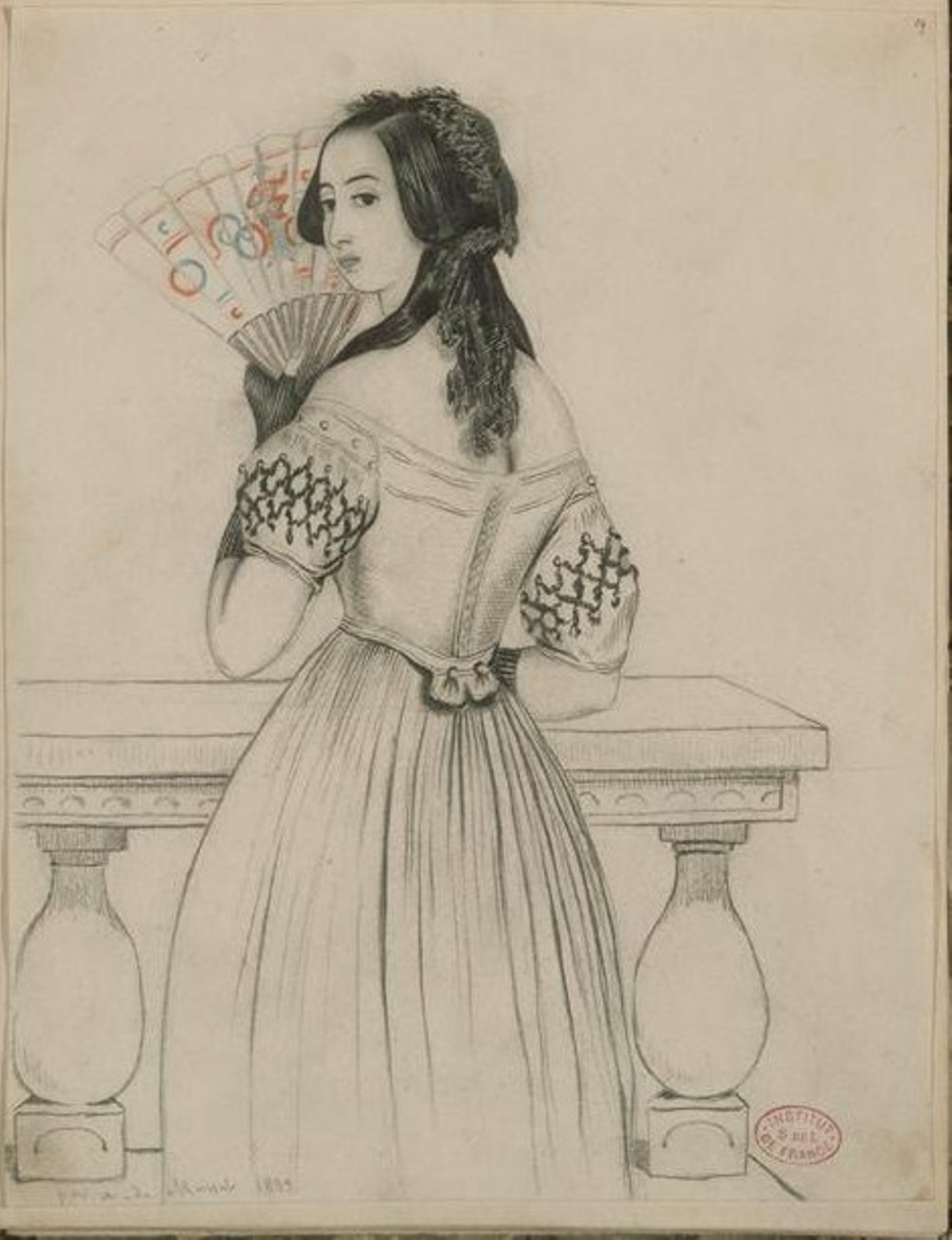
George Sand à l'éventail.
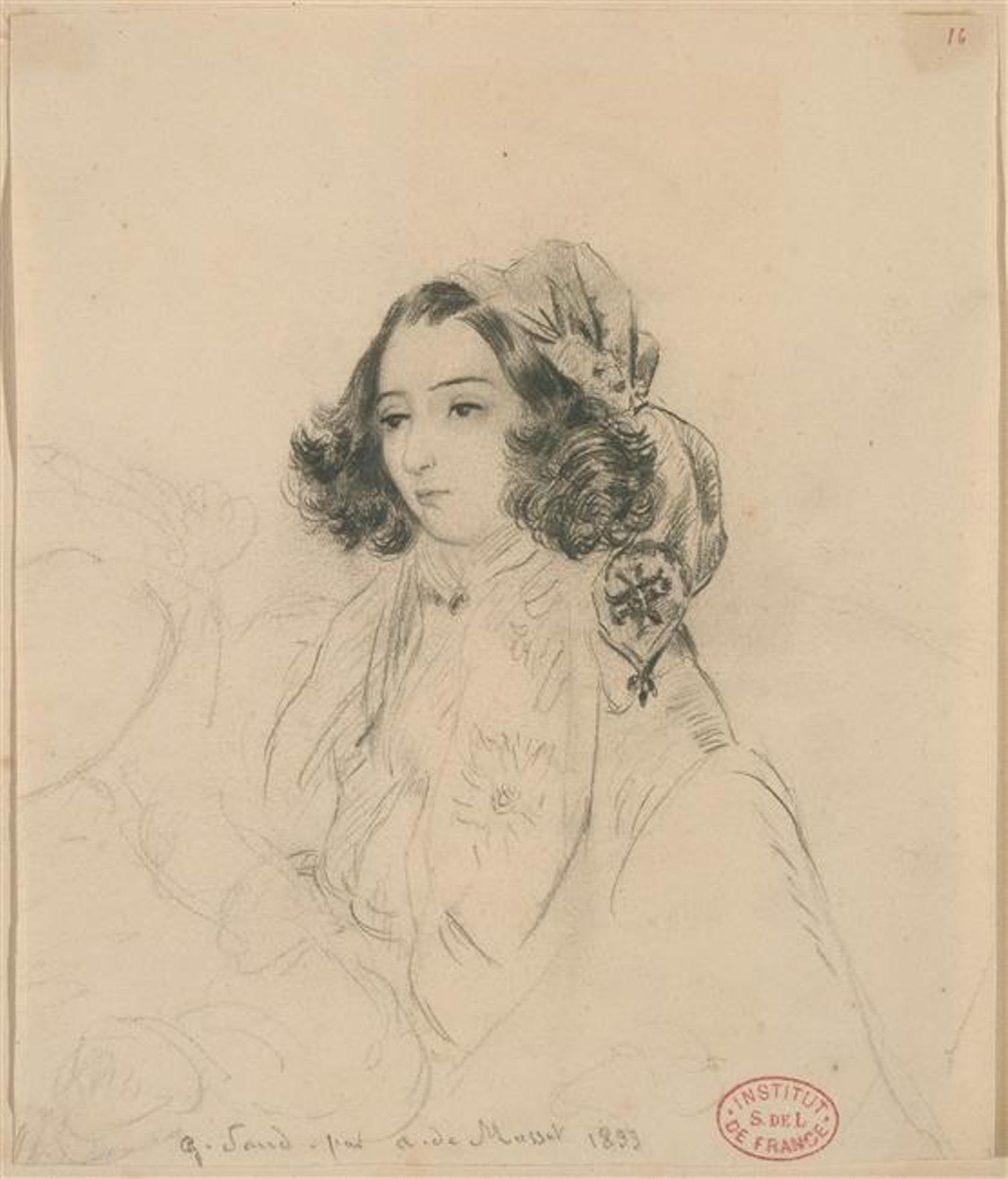
Portrait de George Sand.
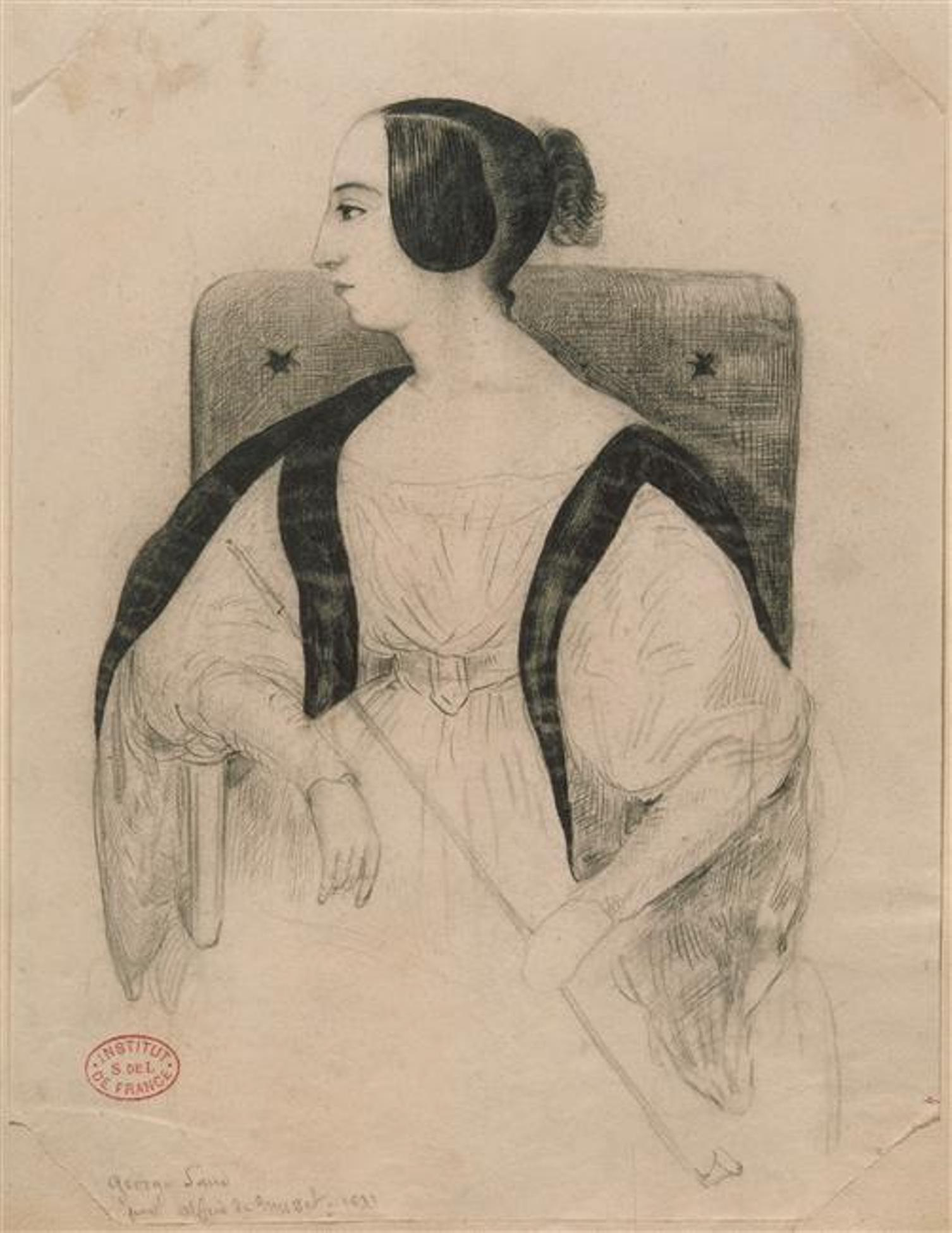
George Sand de profil.
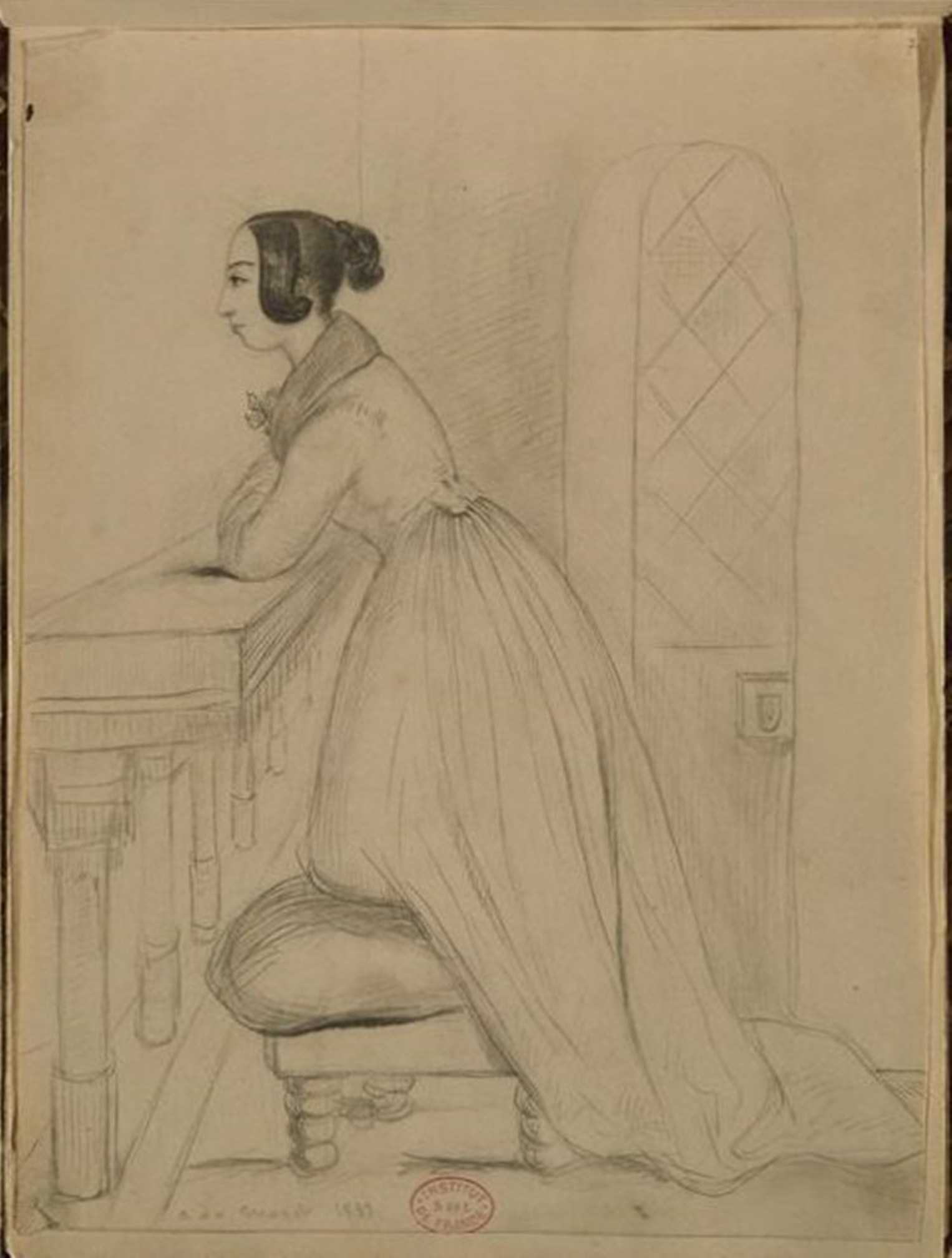
George Sand à la prière.
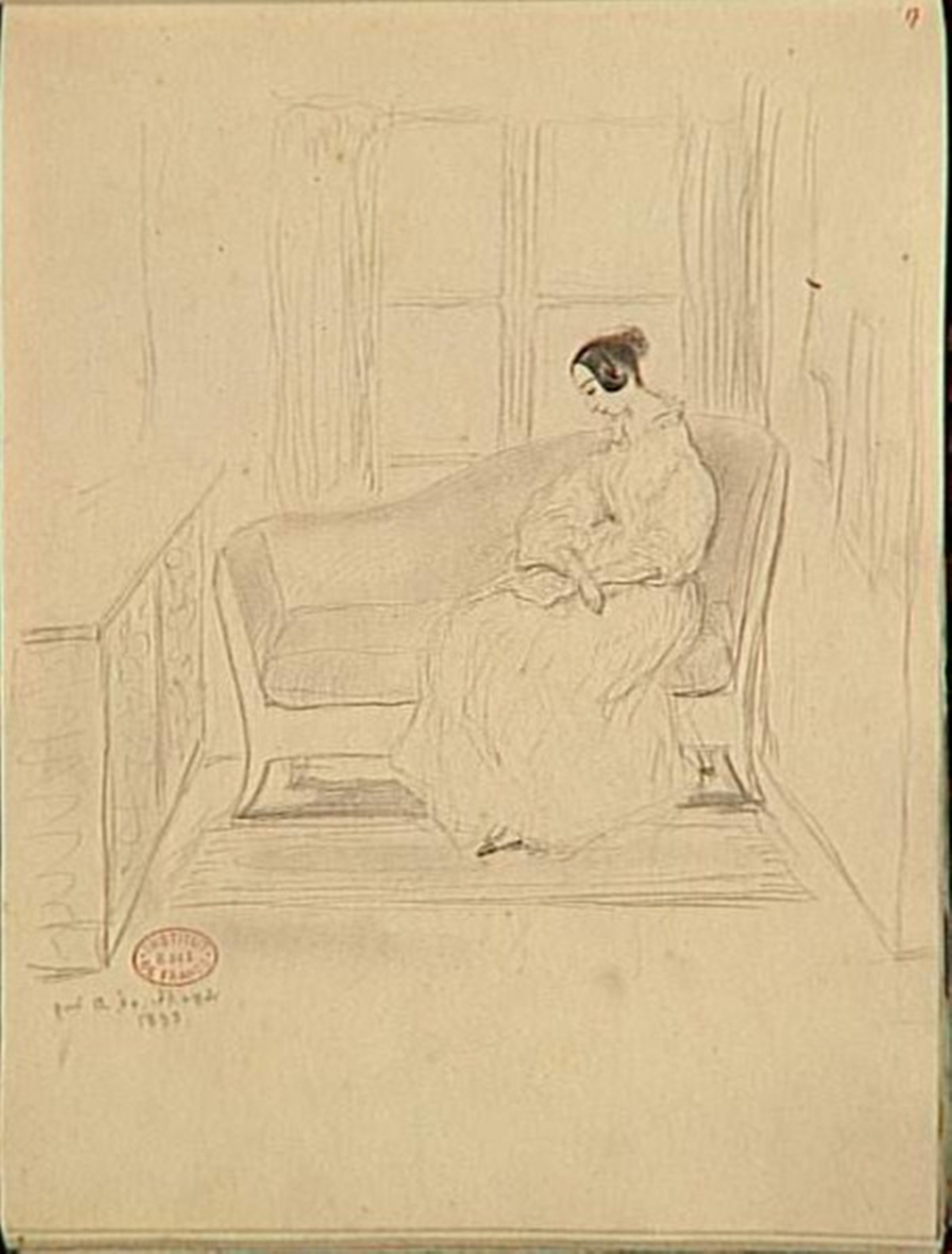
La romancière assoupie.
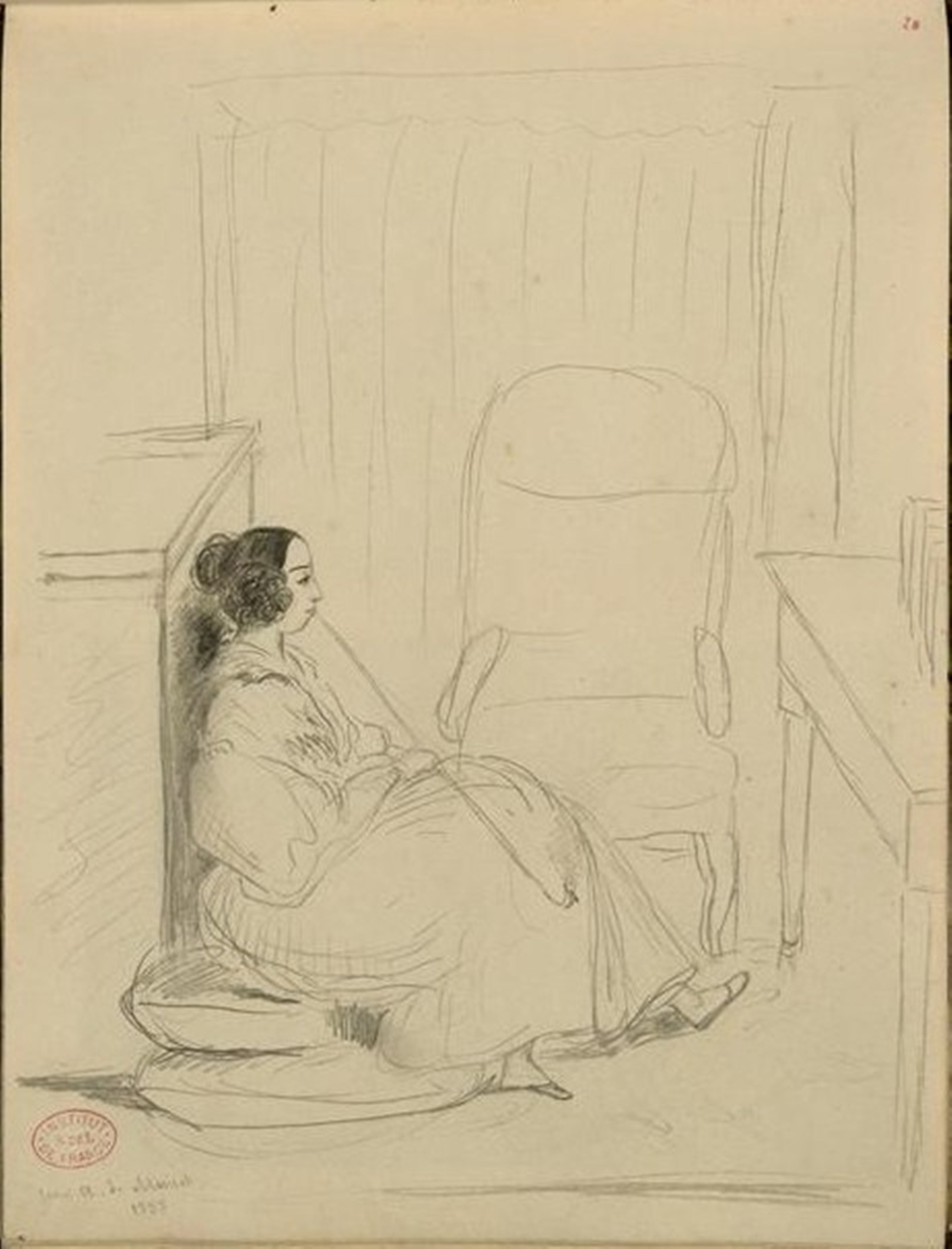
George Sand en train de fumer une longue pipe.
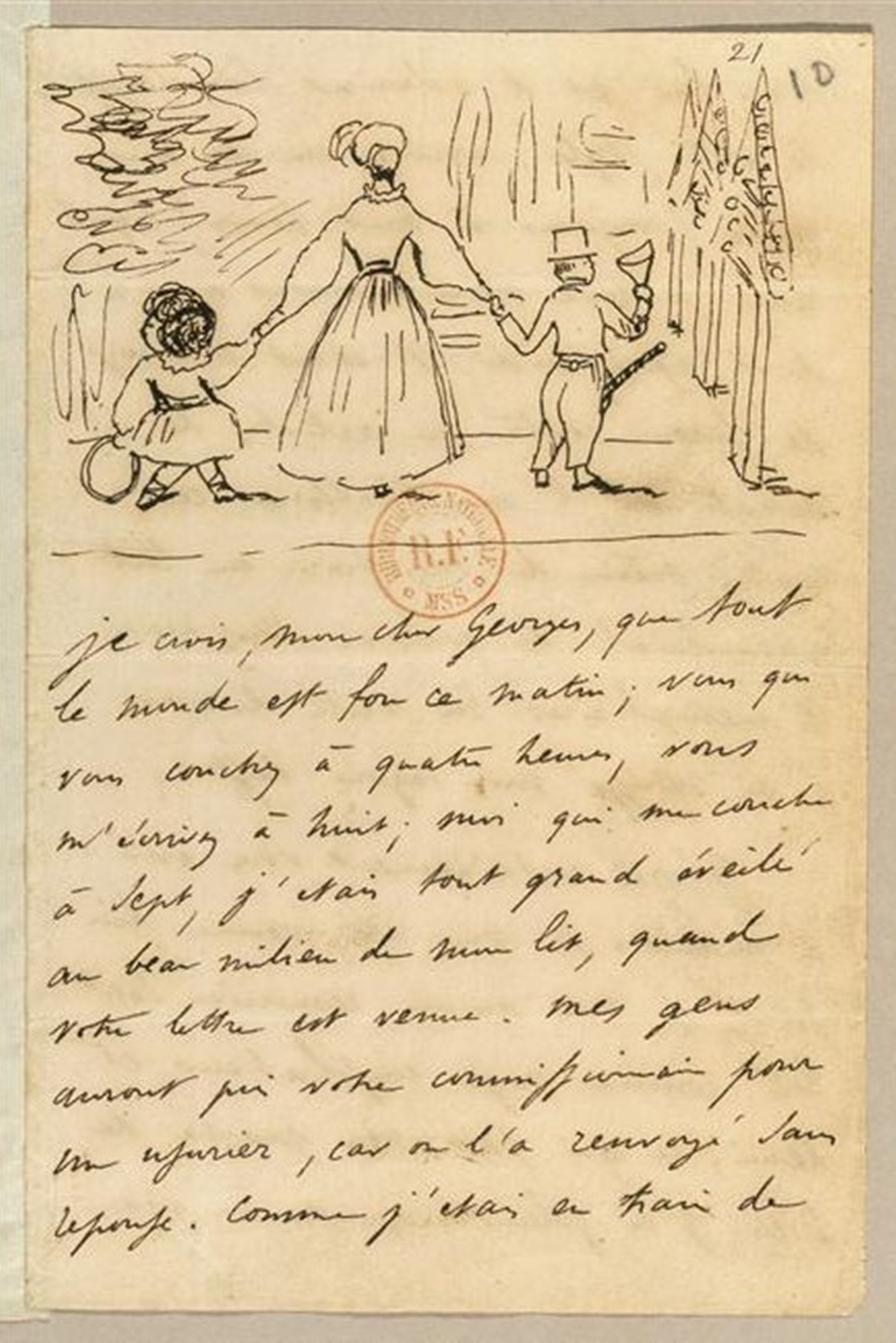
Lettre de Musset en date du 28 juillet 1833, illustrée d'un dessin représentant George Sand et ses enfants.

### Michel de Bourges
George Sand entreprend les procédures judiciaires à l'encontre de son mari, Casimir Dudevant. Les rapports entre les époux se sont envenimés à cause du train de vie dispendieux de Casimir qui s'est engagé dans des opérations hasardeuses. George Sand craint à juste titre, qu'il ne provoque sa ruine. Des amis lui recommandent le célèbre avocat républicain Louis Michel, pour plaider sa séparation définitive avec le baron Dudevant. L'avocat, plus connu sous le pseudonyme de sa ville, Michel de Bourges, est doué d'un grand talent oratoire et intervient dans les procès politiques de la monarchie de Juillet. Le 9 avril 1835, George Sand le rencontre dans l'ancienne capitale du Berry et lui expose son affaire. Michel venait de lire son roman Lélia et sous le charme de George Sand, lui offre une plaidoirie impressionnante, en arpentant les rues de Bourges toute une nuit. La séduction est réciproque, George Sand le retrouve en mai à Paris et ils deviennent amants. Avec Michel de Bourges commence une double passion, amoureuse et politique. Avec lui, envolée cette « frigidité » imprudemment avouée dans la première édition de Lélia, vite expurgée. Michel convertit également George Sand, déjà sensible aux opinions républicaines, aux idées socialistes. L'engagement de cette dernière est tel que son appartement parisien est transformé en cénacle républicain et par voie de conséquence, sous surveillance policière. Michel gagne le procès en séparation de George Sand, au terme d'une longue procédure, le 16 février 1836. Il promet à George Sand de vivre avec elle, mais c'est un homme marié et qui va le rester. En raison de sa peur de sa femme et de la forte personnalité de la romancière, il rompt leur liaison délétère en juin 1837. Cette séparation douloureuse déstabilise George Sand et les liaisons qui suivent restent sans lendemain : Félicien Mallefille le précepteur de son fils Maurice, Charles Didier, ou l'acteur Bocage. Ce dernier lui restera fidèle en amitié.
George Sand dédie la sixième des Lettres d'un voyageur à Éverard, surnom qu'elle donne à Michel de Bourges. Il lui inspire également le personnage de l'avocat Simon, dans le roman du même nom en 1836. Un autre ouvrage intitulé Engelwald le Chauve n'est pas sans évoquer Michel de Bourges, mais l'œuvre ne sera jamais publiée et le manuscrit est détruit en 1864 par l'auteure.
Durant cette période George Sand se rapproche de Frédéric Girerd. Il est déjà un ami de Michel de Bourges et, comme lui, est avocat et homme politique. Il devient un ami et confident de George Sand et ils conserveront leurs liens par la suite,,.

### Franz Liszt et Marie d'Agoult

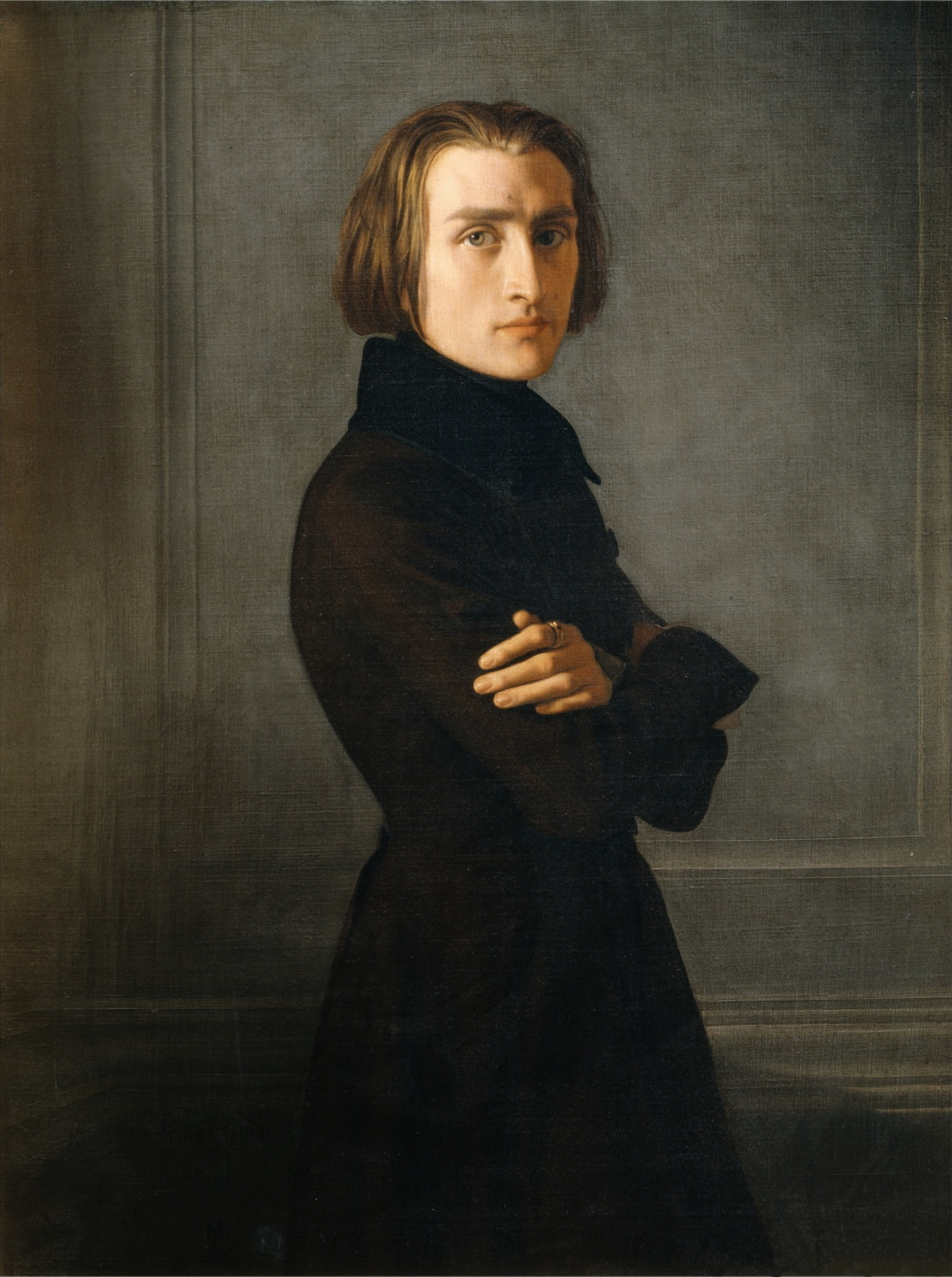
Franz Liszt par Henri Lehmann (1839).

Alfred de Musset présente George Sand à Franz Liszt, compositeur, pianiste virtuose, professeur de musique d'Herminie, la sœur du poète. Franz Liszt est transporté par le mouvement de 1830, influencé par les idées saint-simoniennes et enthousiasmé par Lamennais. La lecture de Leone Leoni, transposition de Manon Lescaut dans le mode romantique, a fait de lui un admirateur de George Sand. Leur relation restera purement amicale. Le célèbre pianiste a un élève de talent, Hermann Cohen, qu'il introduit dans le cercle parisien où se retrouvent écrivains et musiciens. En 1834, George Sand et l'abbé Lamennais font ainsi la connaissance du protégé de Liszt, qui s'accroche à son mentor, et sont tous deux charmés par le jeune garçon. Franz Liszt le surnomme Puzzi, traduction de « mignon » en allemand et la romancière commence à parler de lui comme le mélancolique Puzzi. L'enfant, promis à une brillante carrière artistique, rencontre régulièrement George Sand qui lui prodigue beaucoup d'affection et le considère comme un second fils.
Le 28 août 1836, George Sand part de Nohant avec ses enfants, pour se rendre en Suisse où l'attendent ses amis Franz Liszt et Marie d'Agoult. Marie a quitté son mari et sa fille pour rejoindre Franz Liszt à Genève en juin 1835 et la passion qui les unit plaît à George Sand. Il s'agit du second séjour de l'écrivain dans les Alpes. Franz et Arabella, pseudonyme romantique de Marie d'Agoult, accompagnent George Sand dans son périple qui commence par l'étape de Chamonix, avec leur protégé Hermann Cohen. Adolphe Pictet, professeur d'Histoire des littératures modernes à l'Académie de Genève et major d'artillerie de l'armée Suisse, se joint également au groupe. Cette excursion de quinze jours à dos de mulet se déroule en divers lieux : Genève, Chamonix, le glacier des Bossons, le précipice de la Tête-Noire par le col de la Forclaz, Martigny, Fribourg et sa cathédrale Saint-Nicolas aux orgues réputées, et la Mer de Glace.
Au mois d'octobre 1836, George Sand s'installe à l'hôtel de France, rue Laffitte à Paris, où résident Liszt et Marie d'Agoult. Le salon de la comtesse d'Agoult est fréquenté par Lamennais, Heine, Mickiewicz, Michel de Bourges, Charles Didier et Frédéric Chopin. En février-mars et mai-juillet 1837, Franz Liszt et Marie d'Agoult séjournent à Nohant. Elle y reçoit également le peintre paysagiste Paul Huet avec qui elle correspond.
C'est à Franz Liszt que George Sand adresse la septième des Lettres d'un voyageur, sur Lavater et la maison déserte. Liszt lui répond par ses trois premières Lettres d'un bachelier ès musique. En 1838, George Sand donne à Balzac le sujet d'un roman, les Galériens ou les Amours forcés. Ces Galériens de l'amour, sont Franz Liszt et Marie d'Agoult. C'est pourquoi George Sand ne peut écrire ce roman elle-même et le confie à Balzac. L'ouvrage figure dans la collection de La Comédie humaine sous le titre de Béatrix. Le personnage de la comtesse d'Agoult est celui de Béatrix et Liszt, celui du compositeur Conti. Quant à George Sand, elle apparaît dans le roman sous le nom de Félicité des Touches ou par son nom de plume androgyne, Camille Maupin. Les personnages sont parfaitement transparents et dans l’œuvre Félicité des Touches est toujours comparée à Béatrix et lui est préférée. On voit que l'amitié des deux femmes s'est refroidie, à cause de l'engouement de George Sand pour Frédéric Chopin.

### Félicité de Lamennais

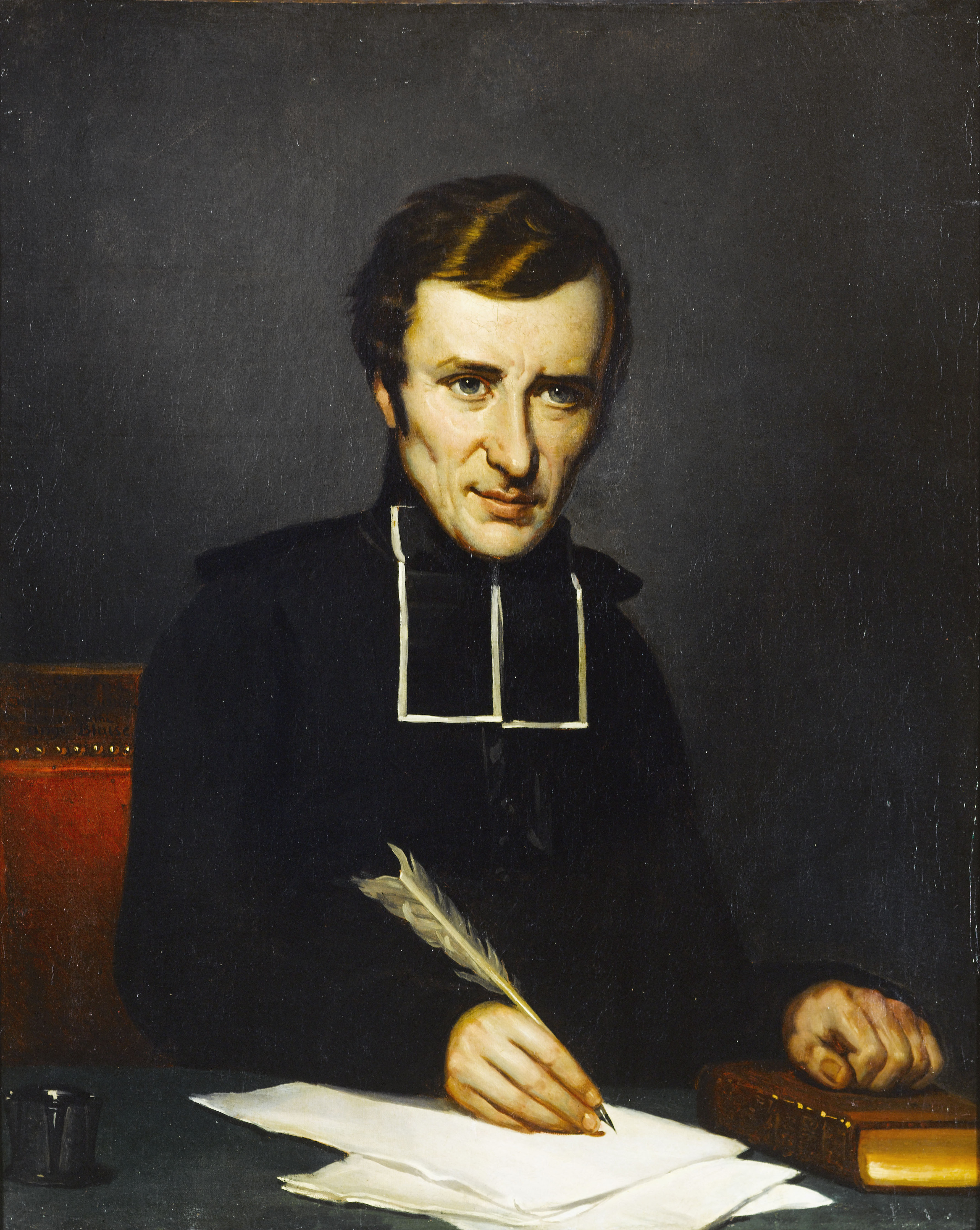
Félicité de Lamennais par L. D. Lancôme (1827).

L'abbé Félicité de Lamennais devient le démocrate chrétien qui trouve dans l'Évangile la loi de liberté, d'égalité et de fraternité, loi recueillie par les philosophes et proclamée par la Révolution. Il est excommunié après la parution de son livre Paroles d'un croyant. Lamennais a une grande influence sur Franz Liszt et George Sand qui manifeste son enthousiasme pour ce prêtre dans Histoire de ma vie. Elle lui déclare : « Nous vous comptons parmi nos saints… vous êtes le père de notre Église nouvelle ». Lamennais se fixe à Paris, fonde un journal, Le Monde, auquel George Sand collabore bénévolement. Elle y publie en 1837 Ingres et Calamatta, un article destiné à faire connaître le graveur Luigi Calamatta qui réalise des portraits d'elle et la gravure Une visite aux Catacombes. Puis elle y publie un petit fragment poétique et enfin les célèbres Lettres à Marcie. Dans ces dernières, George Sand exprime ses idées sur le mariage, l'affranchissement de la femme et son égalité avec l'homme. L'audace de cette œuvre a dû effaroucher Lamennais, pour qu'il commente son auteure en ces termes : « Elle ne pardonne pas à saint Paul d'avoir dit : Femmes, obéissez à vos maris ! ». Finalement, la publication s'interrompt lorsque Lamennais abandonne la direction du Monde.
Lamennais inspire à George Sand, dans son roman Spiridion, le personnage du moine fondateur d'un couvent, chercheur intransigeant de la vérité. Le philosophe Pierre Leroux marque également de son empreinte cet ouvrage.

### Pierre Leroux

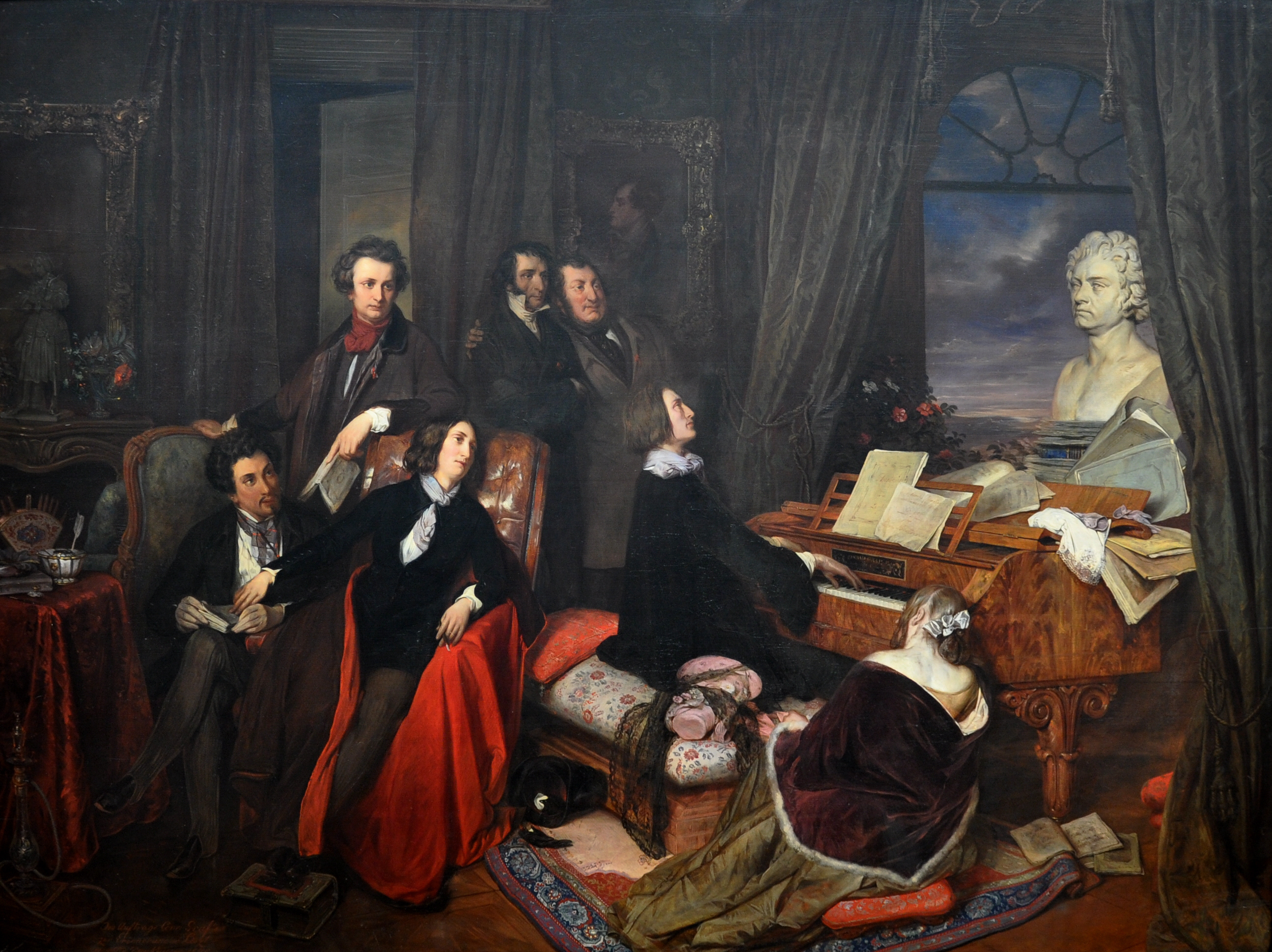
Personnages assis, de gauche à droite : Alexandre Dumas, George Sand, Franz Liszt, la comtesse Marie d'Agoult. Personnages debout : Victor Hugo, Niccolò Paganini, Gioachino Rossini.

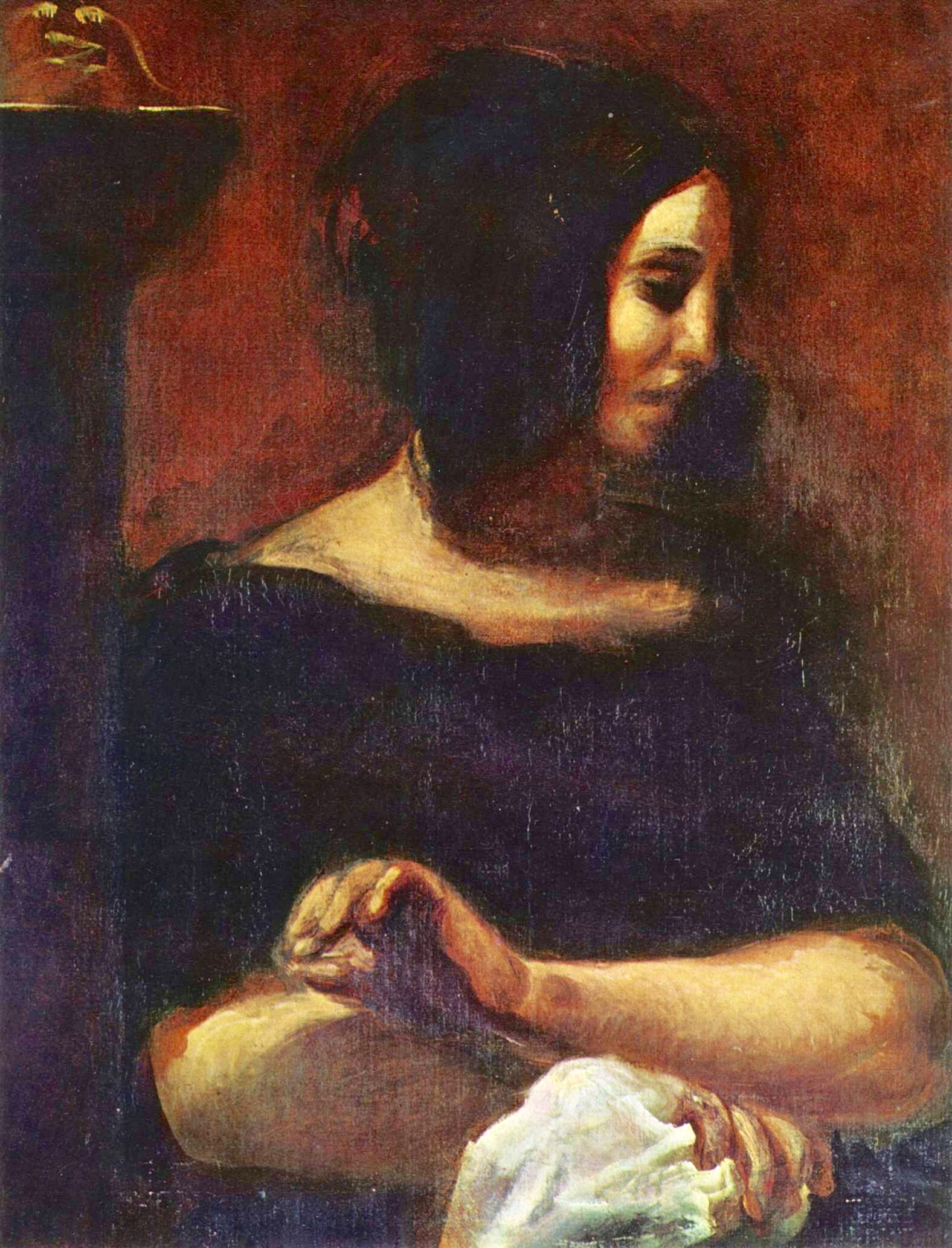
George Sand (esquisse) par Eugène Delacroix en 1838. Collection Ordrupgaard museum de Copenhague.

Charles-Augustin Sainte-Beuve (1804-1869), critique et écrivain, est le conseiller littéraire de George Sand. Il est aussi son confident, particulièrement au moment de ses amours avec Alfred de Musset. George Sand toujours en quête d'idéal et de ferveur réformatrice, demande son avis à Sainte-Beuve dans ce domaine. Après Félicité de Lamennais, elle cherche un nouveau mentor qui pourrait satisfaire son ardeur politique. En avril 1835 se tient à Paris le procès de 10 000 insurgés, à la suite de la révolte des Canuts et aux insurrections de 1834 qui ont éclaté dans la capitale et différentes grandes villes de France. Ce procès monstre offre une tribune inespérée à l'opposition républicaine et les convictions de George Sand s'affirment lors de son déroulement. Face à l'échec des révoltes, elle interroge Sainte-Beuve sur « la révolution à faire ». Celui-ci l'oriente vers deux hommes de doctrine : Pierre Leroux et Jean Reynaud qui participent à l’élaboration de l'Encyclopédie nouvelle. George Sand demande à rencontrer Pierre Leroux et au mois de juin 1835, elle lui pose « la question sociale ». Leroux subjugue George Sand et « elle ne jure plus que par lui ». Une profonde amitié naît de leur admiration mutuelle, le philosophe trouvant auprès de l’écrivain une aide matérielle importante. Elle découvre dans les principes de Pierre Leroux une synthèse des dogmes épars qu'elle emprunte au christianisme, à Jean-Jacques Rousseau, au saint-simonisme, à Michel de Bourges et à Lamennais. Compte tenu de l'influence des idées de Pierre Leroux sur l'œuvre de George Sand, il n'est pas inutile de résumer ici sa doctrine :
1. « L'homme est un animal transformé par la raison et indissolublement uni à l'humanité ; on ne peut concevoir un homme hors de l'humanité ; l'homme n'est pas seulement sensation, ou sentiment, ou connaissance, mais une trinité indivisible de ces trois choses ».
2. « Nous sommes immortels ; à la mort, l'âme ne fait que se retremper en Dieu, se plonge dans l'oubli avant chaque nouvelle renaissance dans l'humanité ; il y a un cycle de renaissances et à chaque incarnation l'homme se perfectionne ».
3. « Durant son incarnation, chaque être humain doit progresser indéfiniment, en communication complète avec la nature et avec ses semblables ; l'homme ne peut pas vivre sans société, sans famille, sans propriété, mais il faut combattre les abus de ces trois institutions qui empêchent l'homme de progresser indéfiniment ».
4. « Le progrès de l'humanité est infini et continu (idée de Leibniz). Les religions sont incomplètes, car elles séparent le corps et l'âme, l'esprit et la matière ; or Dieu est partout, dans le matériel comme dans le spirituel (idée de Saint-Simon sur la sainteté de la matière). L'homme trouvera son salut lorsqu'il comprendra qu'il ne faut pas attendre le royaume de Dieu en dehors de ce monde, après la mort, mais tenter d'élever et sanctifier la vie charnelle et le labeur terrestre ».

Leroux s'intéresse particulièrement de ce point de vue à certaines sectes médiévales comme les Lollards, les Hussites et surtout les Taborites.
Les idées de Pierre Leroux se manifestent dans toute une série de romans de George Sand : Spiridion, Consuelo, La Comtesse de Rudolstadt, Jean Zyska, Procope le Grand, Le Meunier d'Angibault, Le Péché de Monsieur Antoine, Horace, Le Compagnon du tour de France, Jeanne. Tous ces ouvrages apparaissent comme la mise en œuvre du programme de Leroux : lutte contre le triple abus de caste, de famille, et de propriété, et prédication de la doctrine du progrès continu et de la « vie de l'homme dans l'humanité ». La rencontre de George Sand avec l'écrivain prolétaire Agricol Perdiguier lui inspire le personnage de Pierre Huguenin, le héros de son roman Le Compagnon du tour de France, publié en 1840. Ce roman prêchant l'un des dogmes de la théorie de Leroux, la guerre aux préjugés de caste et l'abolition des différends entre groupes sociaux, François Buloz, le directeur de la Revue des deux Mondes, propose tant de changements et de coupures que George Sand préfère reprendre son manuscrit et le publier en volume. Un an plus tard, il refuse de faire paraître dans sa revue son nouveau roman, Horace.
En 1841, George Sand fonde avec Pierre Leroux et Louis Viardot La Revue indépendante. De 1841 à 1844, elle publie dans cette revue des romans : Horace, Consuelo, Jean Zyska, Procope le Grand, La Comtesse de Rudolstadt, Isidora, ainsi que divers articles. Elle se lie d'amitié avec des poètes prolétaires, comme le maçon Charles Poncy de Toulon, le père Magu et son gendre, le serrurier Jérôme Gilland, pour lesquels elle écrit des préfaces à leurs ouvrages. Ils apparaissent comme une preuve visible de la théorie de Leroux sur le progrès continu et la perfectibilité de l'humanité. Le père Magu inspire à George Sand le personnage d'Audebert dans son roman La Ville noire, publié en 1860.

### Frédéric Chopin

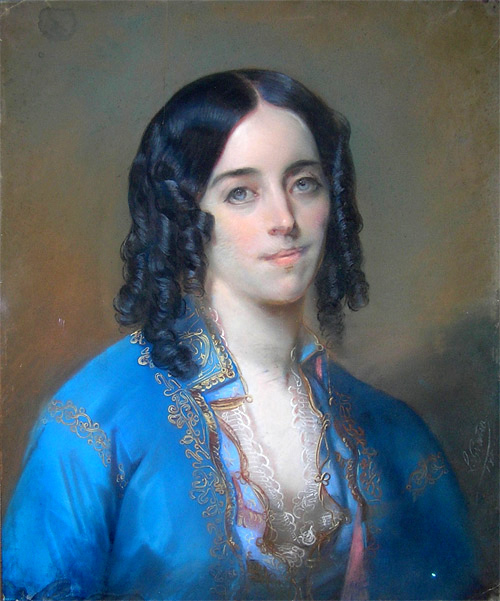
George Sand vers 1835. Pastel de Charles Louis Gratia. Collection particulière.

George Sand rencontre Frédéric Chopin dans les tout derniers mois de 1836, par l'intermédiaire de Franz Liszt et de Marie d'Agoult. Leur liaison commence au mois de juin 1838. À cette époque, Eugène Delacroix peint le double portrait de Sand écoutant Chopin au piano.
À la fin de l'année 1838, George Sand et ses deux enfants partent pour Majorque et Frédéric Chopin les rejoint au cours de leur trajet à Perpignan. À Barcelone, George Sand visite le palais de l'Inquisition en ruines. Impressionnée par les lieux, elle y fait allusion dans son roman La Comtesse de Rudolstadt. Arrivés à Palma de Majorque, les voyageurs sont ravis par le cadre enchanteur de l'île, mais ils éprouvent de grandes difficultés pour se loger, en raison de l'absence d'hôtels et de chambres meublées. Tuberculeux, Chopin voit sa santé se détériorer. Les visiteurs sont chassés de leur logement par les Majorquins, qui craignent le caractère contagieux de la maladie. Le 15 décembre 1838, George Sand et Frédéric Chopin se rendent à l'ancienne Chartreuse de Valldemossa, où ils sont hébergés dans des cellules monacales. Le site est magnifique, mais l'approvisionnement en nourriture est difficile, d'autant plus que les voyageurs sont en butte à l'hostilité des insulaires parce qu'ils n'assistent pas aux offices religieux. Le 13 février 1839, ils quittent l'île, rejoignent Barcelone après un périple éprouvant au cours duquel la santé de Chopin se dégrade encore. Leur séjour à Marseille permet au musicien de se rétablir et à la fin du mois de mai, ils arrivent à Nohant où ils passent tout l'été. George Sand publie un récit de ce voyage : Un hiver à Majorque (sur ce que révèle cette expédition, se reporter au chapitre : Le voyage à Majorque).

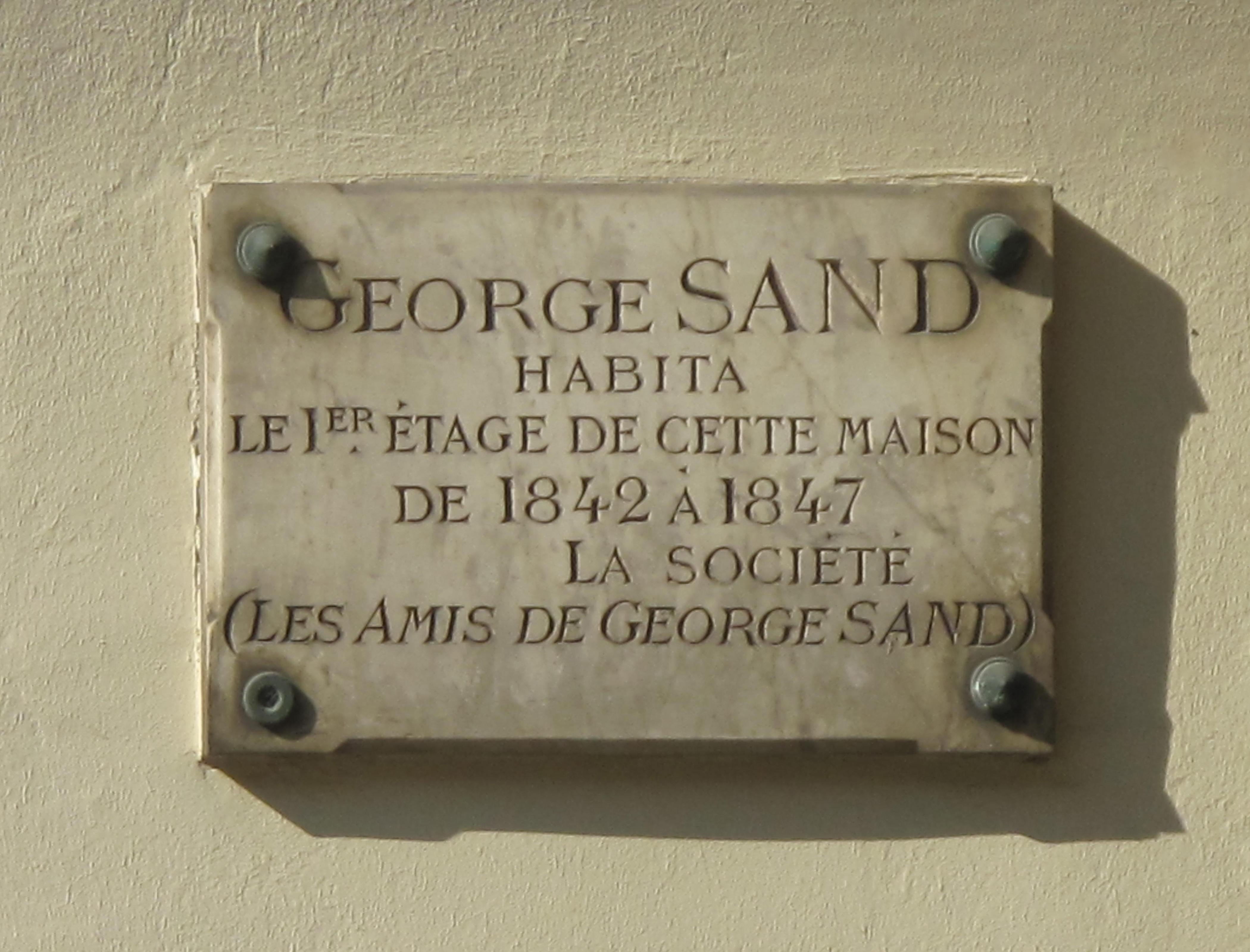
Plaque au no 5 square d'Orléans.

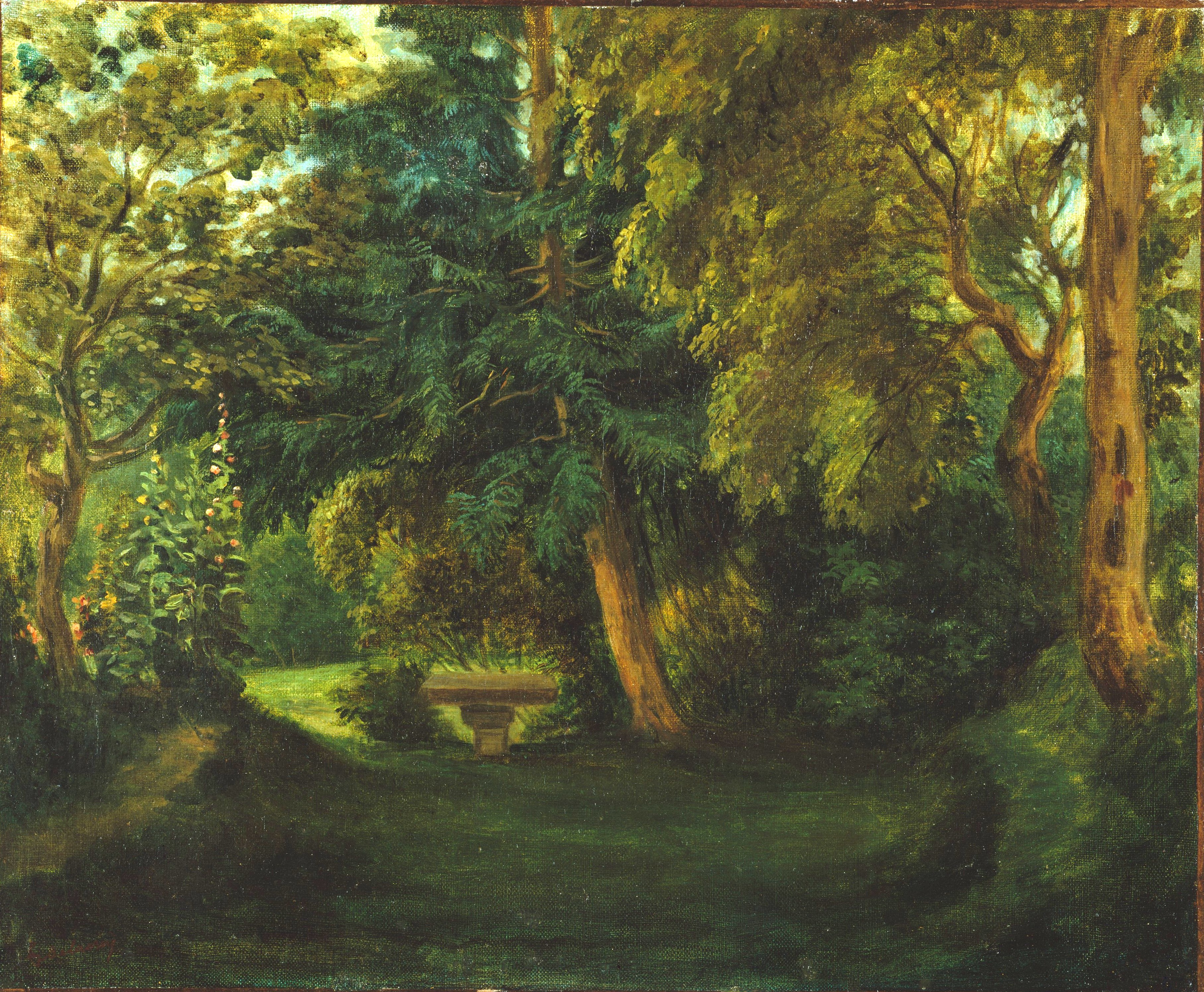
Jardin de George Sand à Nohant par Eugène Delacroix, 1842-1843.
Collection du Metropolitan Museum à New York.

George Sand et Chopin résident l'été à Nohant et l'hiver à Paris, d'abord rue Pigalle, puis à partir de l'automne de 1842, au square d'Orléans, rue Taitbout. En raison de la maladie de Chopin, leur liaison se transforme en une relation mère-fils. Grâce à Chopin, le cercle des amis de George Sand s'élargit encore. Chopin reçoit des écrivains : Adam Mickiewicz, Julien-Ursin Niemcewicz, des musiciens : Giacomo Meyerbeer, Joseph Dessauer, Pauline Viardot et des membres de l'aristocratie polonaise en exil : Adam Jerzy Czartoryski, Delfina Potocka.
Mais Frédéric Chopin se comporte comme un compagnon absorbant et tyrannique. Les malentendus deviennent fréquents, d'autant plus que les enfants de George Sand grandissent et s'imposent comme des individualités. Maurice prend à cœur tous les désaccords entre sa mère et Chopin et les rapports entre le musicien et Maurice deviennent hostiles. À partir du printemps de 1846, George Sand héberge à Nohant une jeune cousine de sa famille maternelle, Augustine. Sa fille Solange et Chopin détestent Augustine, tandis que Maurice, son ami d'enfance, est toujours prêt à prendre sa défense.
Sur ce fond de discordes, des moments de détente sont privilégiés : pendant que Chopin improvise au piano, Solange, Augustine, et Maurice, miment des scènes et dansent des ballets comiques. Les hôtes séjournant à Nohant, comme Emmanuel Arago et Louis Blanc participent aussi à ces divertissements. Après le départ de Chopin pour Paris, ces pantomimes prennent le caractère de véritables pièces de théâtre, dans le genre de la Commedia dell'arte. Elles seront publiées en recueil et sont à l'origine du théâtre de Nohant. Ce même théâtre est décrit en détail par George Sand dans son roman Le Château des Désertes, où Maurice Sand lui inspire le personnage de Celio Floriani et Augustine celui de Cécile, qui interprète le rôle de la Donna Elvira. Citons également Frédéric Chopin, reconnaissable à travers le personnage du prince Karol, dans l'ouvrage de George Sand, Lucrezia Floriani, édité en 1846.
Un projet de mariage s'ébauche au mois de novembre 1846, entre Solange Sand et un hobereau berrichon, Fernand des Préaulx. En janvier 1847, George Sand est présentée au sculpteur Auguste Clésinger pendant un séjour à Paris et elle visite son atelier. En février, George Sand et sa fille se voient proposer la réalisation de leur buste par l'artiste. Celui-ci s'éprend de Solange et la réciprocité est immédiate, alors que dans le même temps, George Sand prépare l'union de sa fille avec Fernand des Préaulx. Quelques semaines plus tard, Solange rompt ses fiançailles la veille de signer son contrat de mariage et impose son nouveau prétendant, malgré le désaveu de sa mère. George Sand s'incline et le 19 mai 1847 et Solange épouse Auguste à Nohant. Le 11 juillet, le couple très endetté demande en vain une aide financière à George Sand. À la suite de sa décision, une violente altercation se produit entre Auguste Clésinger et Maurice Sand et ce, malgré l'intervention de la romancière. George Sand congédie sur-le-champ sa fille et son gendre. En raison de sa méfiance maladive, Frédéric Chopin donne crédit aux calomnies rapportées par Solange sur sa mère et met fin à sa liaison de dix années avec George Sand,.
L'esprit imaginatif de George Sand transpose le tempérament de sa fille et le traitement qu'elle inflige à son premier fiancé dans Mademoiselle Merquem en 1868. Dans cet ouvrage, une jeune fille, dont le prénom masculin est féminisé, Erneste du Blossay, ressemble à Solange sous une forme caricaturale et aux traits forcés : ambitieuse, capricieuse, têtue et rusée. C'est une constante chez George Sand de faire apparaître dans son œuvre littéraire des jeunes femmes qui ne sont pas sans rappeler la personnalité de Solange.
| - Peinture réalisée d'après l'esquisse préliminaire du portrait de George Sand et Frédéric Chopin par Eugène Delacroix, dans une tentative de reproduire l'œuvre divisée à la fin du XIXe siècle. - Photographie de Frédéric Chopin en 1848. - En 1836, Marie d'Agoult présente Frédéric Chopin à George Sand. - Maurice Sand en 1845 par sa future belle-mère Joséphine Raoul-Rochette, peintre et graveuse. - Portrait de Solange Dudevant-Sand par son époux, Auguste Clésinger, en 1849. |

### L'engagement politique

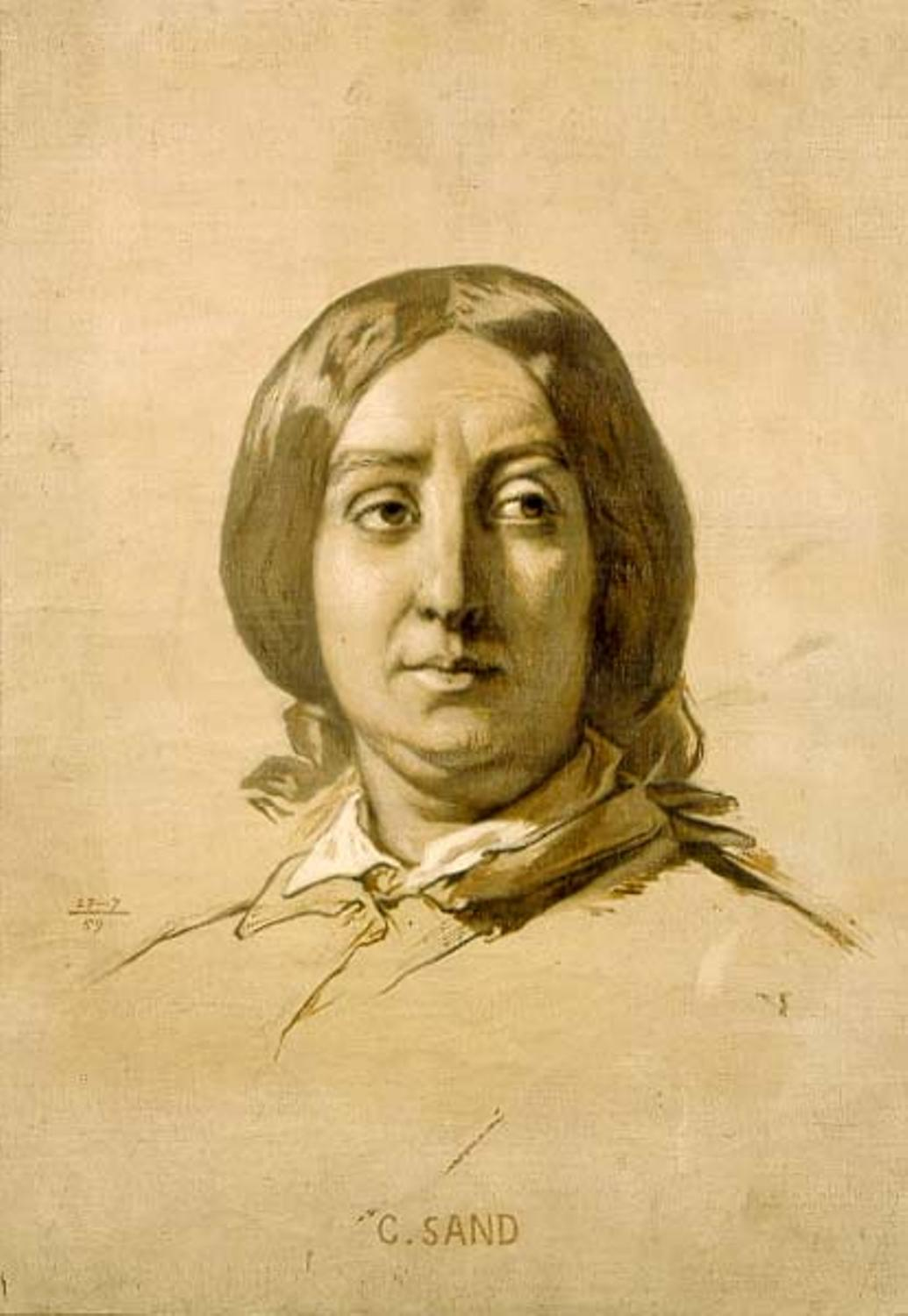
George Sand en 1850. Fusain de Thomas Couture.

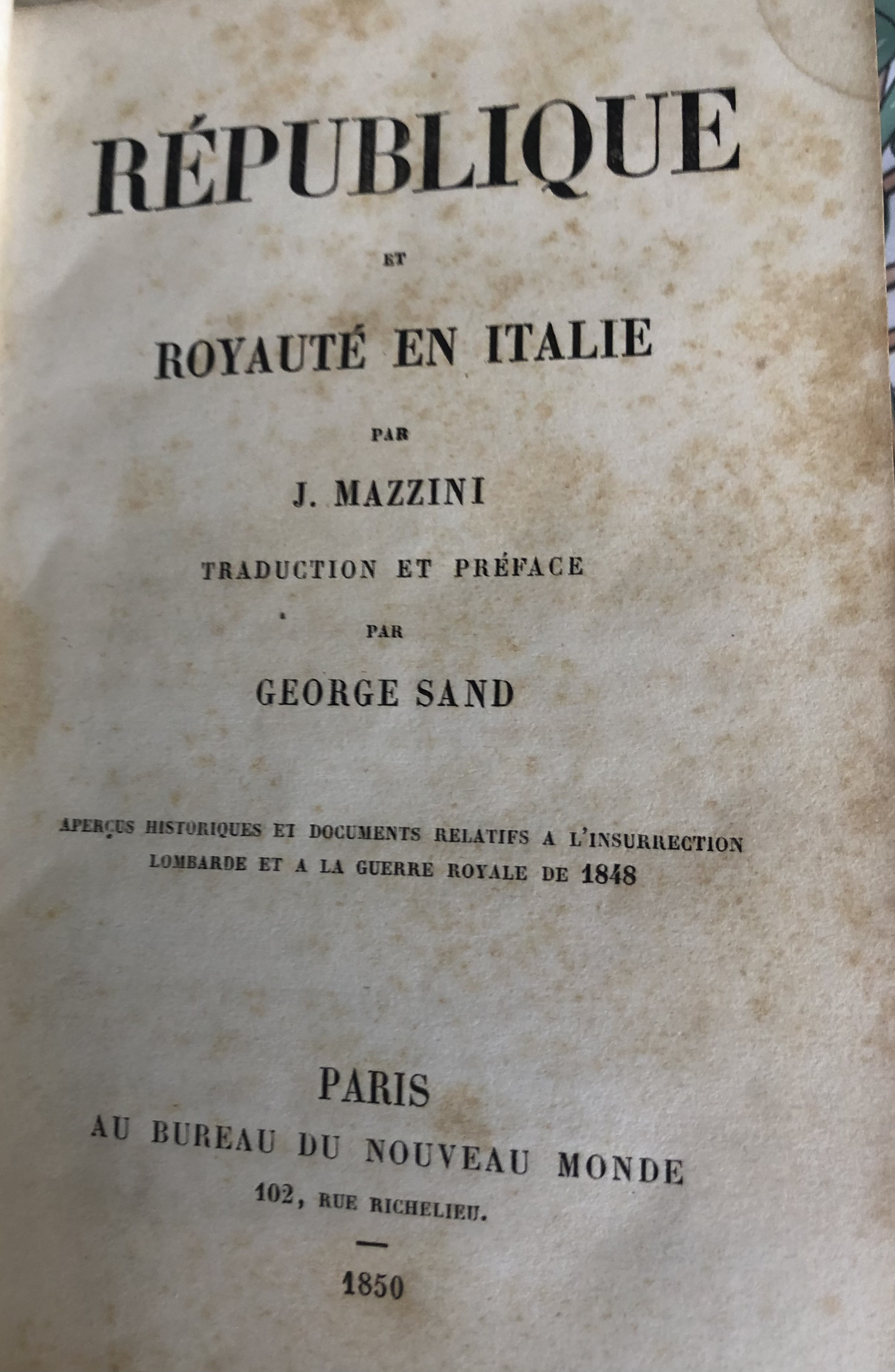
George Sand traductrice.

Des relations amicales s'établissent entre Louis Blanc et George Sand, qui songe même à lui faire épouser sa fille, mais ce projet échoue. George Sand écrit également deux articles sur l'Histoire de la Révolution de Louis Blanc, en 1847 dans le Siècle et en 1865 dans l'Avenir national. Au mois de novembre 1844, Louis Blanc prie George Sand de collaborer au journal qu'il a fondé, la Réforme. Dans ce journal paraît successivement en 1845, son roman Le Meunier d'Angibault, l'article sur la Réception de Sainte-Beuve à l'Académie et en 1848, celui sur l'Élection de Louis-Napoléon à la présidence de la République. À cette époque, George Sand noue des relations épistolaires ou personnelles avec Barbès, Mazzini, Bakounine, Louis Bonaparte, Pauline Roland, les frères Étienne et François Arago.
George Sand se réjouit de la chute du roi Louis-Philippe et de la fin de la Monarchie de Juillet le 24 février 1848, affichant son engagement politique socialiste. La deuxième République est proclamée. La romancière arrive à Paris le 20 mars et participe aux nouveaux journaux républicains comme le Bulletin de la République, la Cause du peuple avec Louis Viardot et la Vraie République. Une émeute se produit à la suite de la manifestation du 15 mai 1848 et l'Assemblée constituante nouvellement élue, conservatrice, est envahie par la gauche républicaine. Cette insurrection est réprimée et les dirigeants socialistes sont arrêtés, dont Armand Barbès, Auguste Blanqui, Alexandre Martin surnommé « l'ouvrier Albert », François-Vincent Raspail, Pierre Leroux. Ce sont les premières arrestations politiques du régime. Face à l'échec de cette journée, George Sand se retire à Nohant le 18 mai, alors que ses amis souhaitent pour assurer sa sécurité, qu'elle quitte la France pour l'Italie. Même si George Sand se défend de toute participation à la protestation du 15 mai, son départ est d'autant plus nécessaire que les incarcérations se poursuivent. George Sand réside à Nohant pendant plus d'un an, où elle bénéficie de la protection bienveillante d'Alexandre Ledru-Rollin. Les événements politiques se précipitent avec la fermeture des ateliers nationaux qui engendre une insurrection le 22 juin 1848. L'armée commandée par le général Eugène Cavaignac, ministre de la Guerre investi des pleins pouvoirs par l'Assemblée, écrase dans le sang avec l'appui de la Garde nationale les insurgés du 23 au 26 juin. L'échec de la Révolution de 1848 marque l'arrêt de l'activité militante de George Sand et amorce ses désillusions. Avec l'arrivée au pouvoir de Louis Napoléon Bonaparte et son coup d'État du 2 décembre 1851, ce sont de nouveau les arrestations, les déportations, la censure, qui s'abattent sur le pays. Deux cents députés sont emprisonnés dont Adolphe Thiers. George Sand décide alors de prendre fait et cause pour les condamnés et prisonniers politiques. Elle entreprend de multiples démarches en leur faveur, au cours des mois de janvier et février 1852. Elle écrit plusieurs lettres à l'Empereur qui finit par lui accorder deux audiences dont la première a lieu le 30 janvier 1852. George Sand plaide pour une amnistie générale. Son geste sera vain, Napoléon III lui accorde de rares remises de peine. La censure empêche l'écrivain de s'exprimer dans la presse. De ce fait, elle manifeste sa pensée à travers ses romans, sa correspondance et le théâtre. Elle s'intéresse par ailleurs aux révoltes des peuples européens, en particulier celles d'Italie.

### Alexandre Manceau

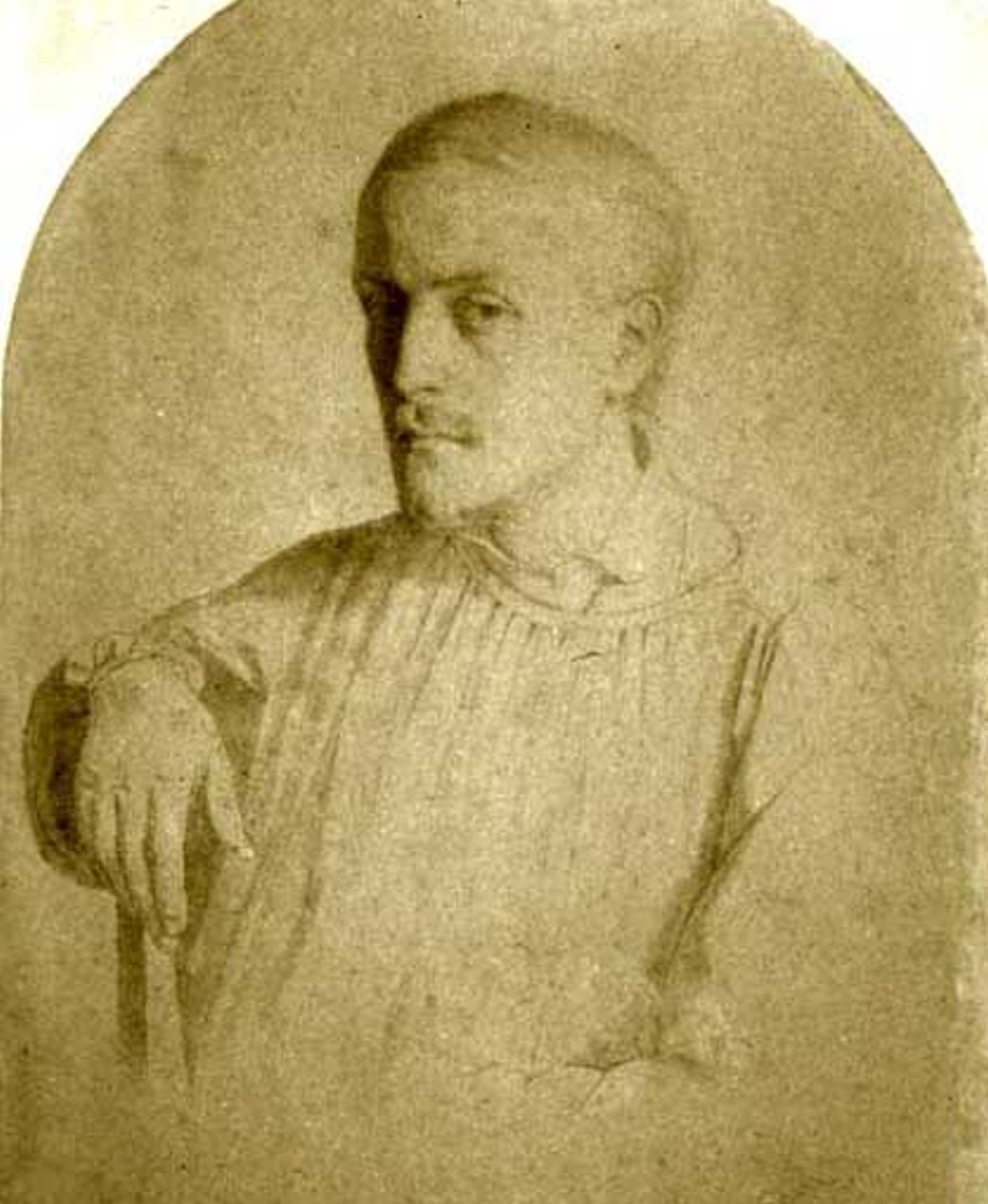
Alexandre Manceau (1817-1865) vêtu de sa blouse d'artiste. Portrait d'Auguste Lehmann en date du 8 octobre 1849. Musée de la vie romantique à Paris.

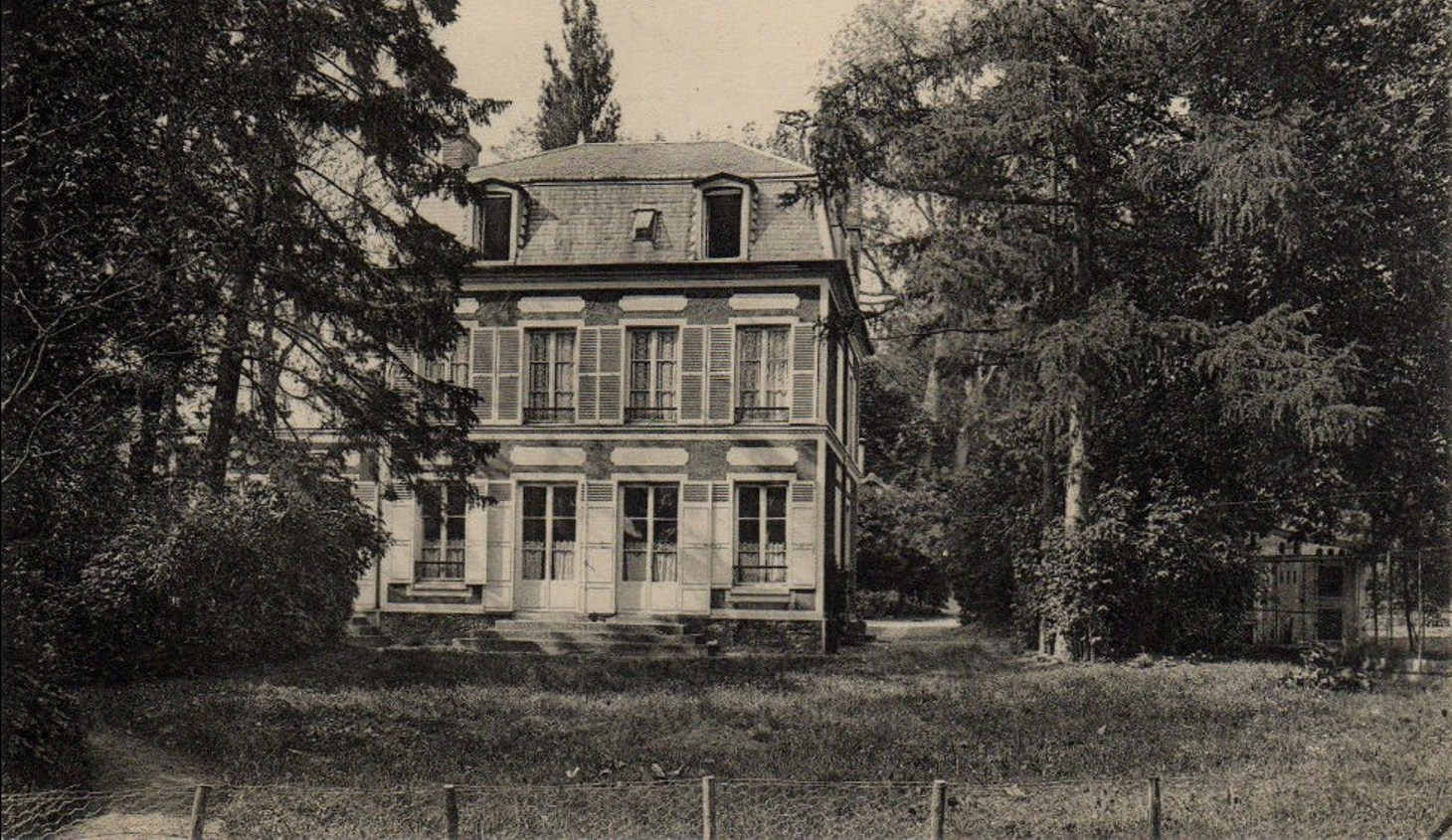
La propriété de George Sand et Alexandre Manceau à Palaiseau.

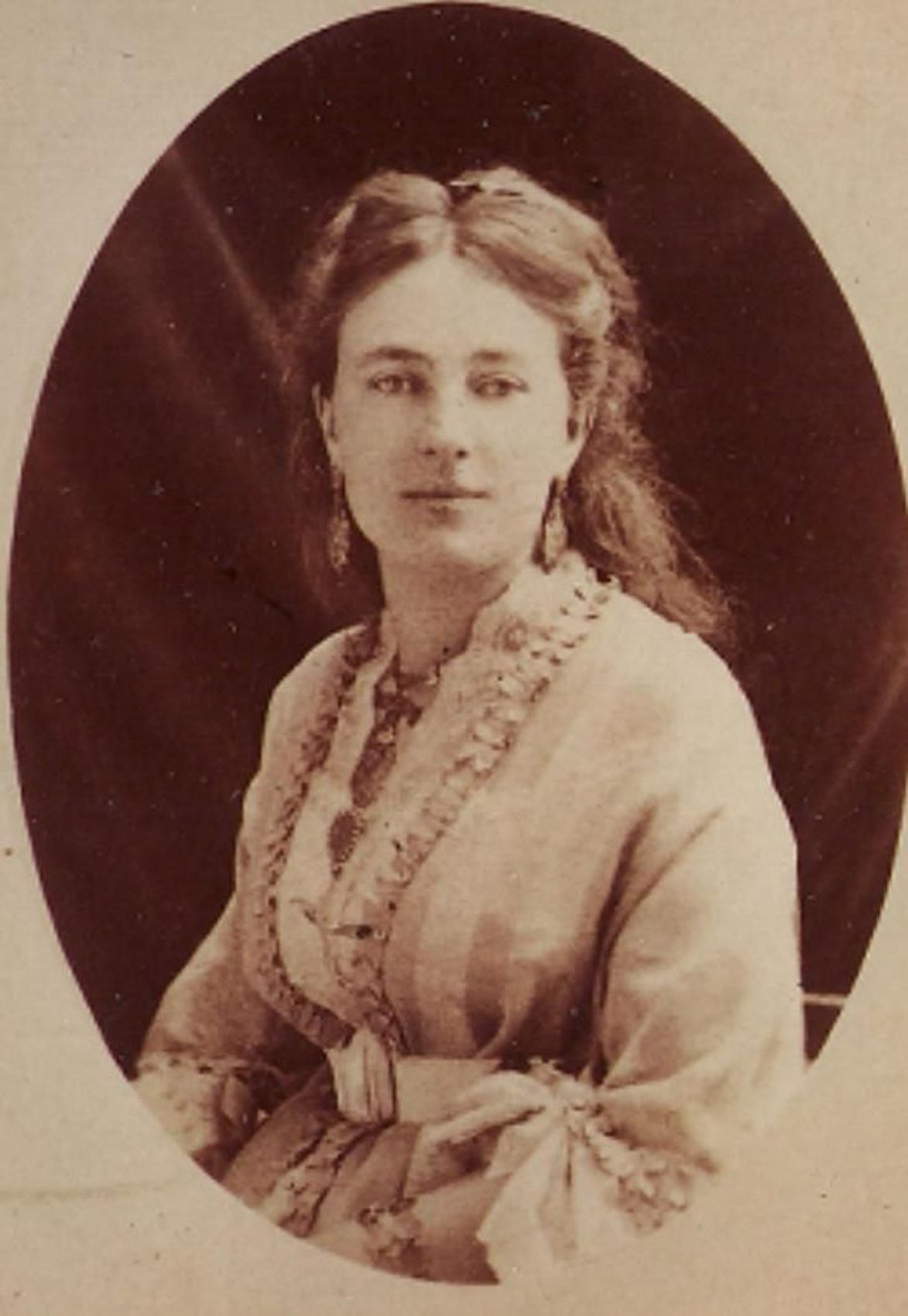
En 1858, Juliette Adam publie un essai féministe remarqué : Idées anti-proudhoniennes sur l'amour, la femme et le mariage, virulente défense de George Sand et de Marie d’Agoult. Chantre du féminisme, elle devient l'amie de George Sand qui la considère comme sa « fille adoptive ». Dès lors, Juliette intègre le cercle intime de son salon à Nohant.

En 1849, « mon cœur est un cimetière », montre l'amertume de George Sand. La rupture avec sa fille Solange en 1847 est un véritable drame pour la romancière. Les disparitions se succèdent autour d'elle : son demi-frère Hippolyte Chatiron le 23 décembre 1848 à Montgivray, son amie l'actrice Marie Dorval le 20 mai 1849 à Paris, son ancien compagnon Frédéric Chopin le 17 octobre suivant, à Paris également. Après les législatives de 1849, les idées progressistes sont étouffées et la répression est féroce : interdiction des clubs, suspension des députés républicains, restrictions à la liberté de la presse, etc..
George Sand se replie sur elle-même. L'existence lui est cruelle et ses pensées s'assombrissent. Elle écrit à Bocage : « La vie est une longue blessure qui s’endort rarement et ne se guérit jamais ». Elle termine cependant un nouveau roman champêtre, La Petite Fadette et une rencontre fin décembre 1849 va à nouveau bouleverser sa vie : Maurice Sand présente à sa mère un ami graveur et auteur dramatique, Alexandre Manceau.

Tout semble pourtant les opposer. Il est âgé de trente-deux ans et elle de quarante-cinq. Lui est inconnu et fils d'un marchand limonadier. Elle, descendante du maréchal de Saxe, même si d'une filiation d'origine populaire par sa mère, est au faîte de sa célébrité. Alexandre Manceau se montre très attentif auprès de celle qu'il admire. Il est très vite intégré au cercle fermé de l'écrivain et participe activement aux activités théâtrales de Nohant. Intelligent, prévenant et patient, Alexandre attend son heure. George Sand officialise sa nouvelle liaison dans une correspondance adressée à son éditeur, Pierre-Jules Hetzel, à la fin du mois d'avril 1850 : 

« Oui, je l'aime lui ! C'est un ouvrier qui fait son métier en ouvrier parce qu'il veut et sait gagner sa vie. Il est incroyablement artiste par l'esprit. Son intelligence est extraordinaire mais ne sert qu'à lui. Qu'est ce que ça me fait après tout, qu'il ne plaise pas aux autres, pourvu qu'il me plaise à moi. Lui, il pense à tout ce qu'il faut, et se met tout entier dans un verre d'eau qu'il m'apporte ou dans une cigarette qu'il m'allume […] Quand je suis malade, je suis guérie, rien que de le voir me préparer mon oreiller et m'apporter mes pantoufles. Moi, qui ne demande et n'accepte jamais de soins, j'ai besoin des siens, comme si c'était dans ma nature d'être choyée […] Enfin je l'aime, je l'aime de toute mon âme, avec ses défauts, avec les ridicules que les autres lui trouvent, avec les torts qu'il a eus et les bêtises qu'il a faites et que je sais par lui. […] Je suis comme transformée, je me porte bien, je suis tranquille, je suis heureuse, je supporte tout, même son absence, c'est tout dire, moi qui n'ai jamais supporté cela […] Je l'aime avec tout ce qu'il est, et il y a un calme étonnant dans mon amour malgré mon âge et le sien […] Car il aime, il aime, voyez-vous, comme je n'ai vu aimer personne. »

George Sand s'installe dans une relation apaisée avec Alexandre Manceau et il sera, pendant quinze ans, à la fois son amant et son secrétaire. Manceau rédige un journal sur des agendas à partir de 1852 et qui, pour la postérité, seront connus par ce nom (voir le chapitre : Agendas). Il commence bien souvent le texte par un « Madame va bien » et consigne le quotidien de ce ménage hors norme. George Sand complète les recueils par quelques notes.
George Sand et Alexandre Manceau aiment tendrement et prennent soin à Nohant, de la petite-fille de George : Jeanne Gabrielle Clésinger, surnommée Nini. C'est un drame pour tous les deux quand celle-ci meurt en bas âge le 14 janvier 1855 à Paris, d'une scarlatine mal soignée. Insuffisamment couverte et vêtue d'une robe légère, Nini avait pris froid au mois de décembre précédent, au cours d'une sortie avec son père. Auguste Clésinger est non seulement un mari violent, mais également un père indigne.
Cette liaison est prolifique pour George Sand et elle écrit, au cours de cette période, près de cinquante ouvrages, dont une vingtaine de romans et des pièces de théâtre. Il lui offre une chaumière à Gargilesse, sur les bords de la Creuse, pour abriter leurs amours. Mais c'est sans compter sur l'animosité du fils « adoré », Maurice Sand. Ce dernier n'a jamais accepté la relation entre son ami et sa mère et exige le départ de Manceau. Le couple quitte donc Nohant pour se réfugier à Palaiseau en juin 1864. Malheureusement, ils ne profitent pas longtemps de cette intimité retrouvée. Alexandre Manceau a contracté la tuberculose depuis plusieurs années et sa fin est proche. Jusqu'au bout, George Sand soigne et veille Alexandre, son dernier bien-aimé. Il meurt à six heures du matin le lundi 21 août 1865 à Palaiseau, après avoir murmuré quelques mots.
Alexandre Manceau est inhumé civilement dans le cimetière de l'église Saint-Martin, le mercredi 23 août 1865, en présence d'une centaine d'ouvriers venus lui rendre un dernier hommage. Maurice a fait le voyage et soutient sa mère mais Solange est absente. Quant à la mère d'Alexandre, elle ne s'est pas déplacée, parce que son fils ne s'est pas confessé. En 1867, George Sand se réinstalle définitivement à Nohant et choisit pour chambre celle qu'occupait Manceau. Au mois d'avril 1869, elle vend la maison de Palaiseau. En 1886, le cimetière de Palaiseau est déplacé et la tombe d'Alexandre Manceau est détruite. Jusqu'au bout, le sort se sera acharné sur l'infortuné graveur.
| - George Sand en 1864. Photographie de Nadar. - George Sand en robe de moire. Une autre photographie de Nadar, au mois de mars 1864. - Alexandre Manceau par Nadar en 1864. L'auteur dramatique est emporté par la maladie, l'année suivante. - La maison de George Sand et Alexandre Manceau à Gargilesse. - Maurice Sand photographié par Nadar en 1866. Maurice chasse Alexandre Manceau de la propriété familiale de Nohant, par jalousie et peur de la maladie. |

### Les dernières années

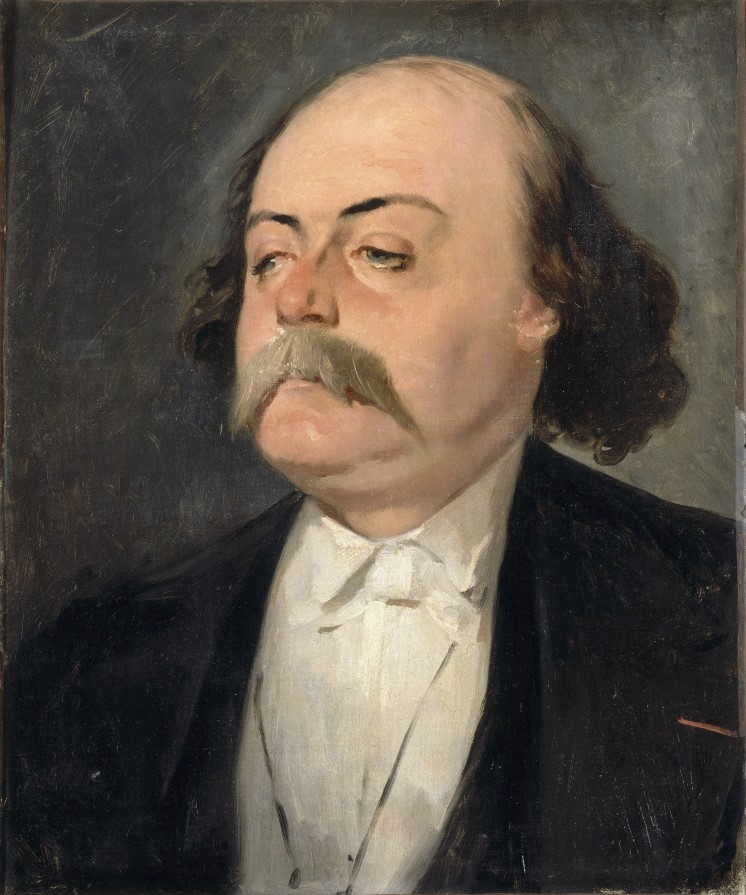
Gustave Flaubert (vers 1856).

Pour se tirer d'embarras financiers, George Sand se contraint à écrire pour le théâtre. À Nohant, il lui arrive même d'exercer les fonctions de médecin de village, ayant étudié avec son premier précepteur, le docteur Deschartres, l'anatomie et les remèdes à base de plantes. Elle rend souvent visite à son voisin et grand ami Charles Duvernet au château du Petit Coudray. Elle voyage aussi beaucoup en France et à l'étranger.
George Sand rencontre pour la première fois Gustave Flaubert, son cadet de 17 ans, le 30 avril 1857 au Théâtre de l'Odéon. Mais c’est seulement en 1863 qu’ils font connaissance lors d'un des célèbres dîners littéraires au restaurant Magny. George Sand est la seule femme admise à ces fameux repas, au cours desquels elle retrouve Théophile Gautier, les frères Jules et Edmond Goncourt, Ernest Renan, Hippolyte Taine et ce sont Alexandre Dumas fils et Charles-Augustin Sainte-Beuve qui les présentèrent l'un à l'autre. Leur correspondance assidue débute cette même année et une formidable amitié s'établit entre les auteurs de Consuelo et de Madame Bovary. Un attachement indéfectible qui prend naissance à la fin de l'année précédente, en novembre 1862, date à laquelle est publié le roman historique Salammbô de Flaubert. Le 27 janvier 1863, George Sand fustige les critiques de ses confrères, dont Sainte-Beuve, en prenant la défense de l'écrivain normand par un article enthousiaste sur trois colonnes paru dans La Presse dont le directeur est Émile de Girardin : « Oui mon cher ami, j'aime Salammbô, parce que j'aime les tentatives et parce que… j'aime Salammbô. J'aime qu'un écrivain lorsqu'il n'est pas forcé par les circonstances ou entraîné par son activité à produire sans relâche, mette des années à faire une étude approfondie d'un sujet difficile, et le mène à bien sans se demander si le succès couronnera ses efforts. Rien n'est moins fait pour caresser les habitudes d'esprit des gens du monde, des gens superficiels, des gens pressés, des insouciants en un mot, c'est-à-dire de la majorité des lecteurs, que le sujet de Salammbô. L'homme qui a conçu et achevé la chose a toutes les aspirations et toutes les ferveurs d'un grand artiste »,. Flaubert très touché par sa prise de position, l'en remercie vivement et George Sand lui écrit en retour, l'invitant à venir la voir.

Elle refuse la Légion d'honneur en 1873 et répond avec humour au ministre Jules Simon qui lui propose la décoration :

« Ne faites pas cela, cher ami ; non, ne faites pas cela, je vous en prie ! Vous me rendriez ridicule. Vrai, me voyez-vous avec un ruban rouge sur l'estomac ? J'aurais l'air d'une vieille cantinière ! »

Ironiquement, son ancien époux Casimir Dudevant se la verra refuser, alors qu'il l'avait demandée quatre ans plus tôt, le 16 mai 1869, par une lettre écrite à l'empereur Napoléon III,, :

« Le baron Casimir Dudevant, ancien officier du premier Empire à Sa Majesté l'Empereur des Français […] J'ai pensé que l'heure était venue de m'adresser au cœur de votre Majesté pour en obtenir la récompense honorifique que je crois avoir méritée. Sur le soir de mes jours, j'ambitionne la croix de la Légion d'Honneur. C'est là, la faveur suprême que je sollicite de votre magnificence impériale. En demandant cette récompense, je m'appuie non seulement sur mes services depuis 1815, au pays et au pouvoir établi, services sans éclat, insignifiants peut-être, mais encore sur les services éminents rendus par mon père depuis 1792 jusqu'au retour de l'île d'Elbe. Bien plus, j'ose encore invoquer des malheurs domestiques qui appartiennent à l'Histoire. Marié à Lucile Dupin, connue dans le monde littéraire sous le nom de George Sand, j'ai été cruellement éprouvé dans mes affections d'époux et de père, et j'ai la confiance d'avoir mérité le sympathique intérêt de tous ceux qui ont suivi les événements lugubres qui ont signalé cette partie de mon existence. »

Bien entendu, Napoléon III ne donne pas suite à la demande du baron, dont la dernière motivation de son courrier au sujet des malheurs conjugaux est pour le moins surprenante. À la décharge de Casimir Dudevant, la maladie altérait ses facultés intellectuelles et devait l'emporter deux ans plus tard, le 8 mars 1871 à Barbaste.
George Sand continue d'écrire un à deux romans par an, mais commence à souffrir de douleurs abdominales. Le 23 mars 1876, elle complète son testament du 17 juillet 1847. Au mois d'avril son mal empire mais elle n'en parle encore à personne. Le 28 mai, elle écrit à son médecin, Henri Favre : « Je me demande où je vais et s'il ne faut pas s'attendre à un départ subit un de ces matins. J'aimerais mieux le savoir tout de suite que d'en avoir la surprise ». Le 30 mai, les douleurs s'accentuent, la souffrance est difficilement supportable. Son fils Maurice arrive à Nohant et demande l'intervention du docteur Gustave Papet, l'ami fidèle de George Sand. La famille se rend également au domaine. D'abord sa fille Solange Clésinger, puis les neveux de la romancière, Oscar Cazamajou, fils de Caroline Delaborde et René Simonnet, fils de Léontine Chatiron. George Sand est à présent alitée et les médecins se succèdent à son chevet. Leurs soins soulagent la douleur, mais de manière ponctuelle. La fin est proche, George Sand en est consciente. Le 3 juin, elle fait venir auprès d'elle ses deux petites-filles, Aurore et Gabrielle. À partir du 4 juin, les symptômes s'aggravent. Le 6 juin, les fidèles sont présents, tels qu'Edmond Planchut, Émile Aucante et Henri Amic. Le 7 juin, George Sand est toujours lucide et demande une dernière fois ses petites-filles pour les embrasser. Le soir de ce même 7 juin, elle murmure à Solange, qui lui prodigue les soins, et à sa belle-fille Lina Calamatta : « Adieu, adieu, je vais mourir ». Le 8 juin, vers 6 heures du matin, elle cherche du regard la lumière, Solange positionne alors le lit de sa mère vers la fenêtre. George Sand a encore la force de prononcer quelques mots et perd connaissance. Son agonie dure près de quatre heures. Elle meurt d'une occlusion intestinale dans sa 72e année et son décès est constaté à dix heures du matin, le jeudi 8 juin 1876 au château de Nohant.
| - Façade sud de la maison de George Sand. - Agrandissement photographique. George Sand, ses deux petites-filles, Aurore et Gabrielle, Maurice Sand et Lina Calamatta. - Agrandissement et dernière photographie de la romancière en 1875, un an avant son décès. - Agrandissement. Maurice Sand avec son épouse Lina Calamatta. - Lina Calamatta, Maurice Sand et leurs deux filles. |

## L'œuvre littéraire

### Analyse

#### Genèse

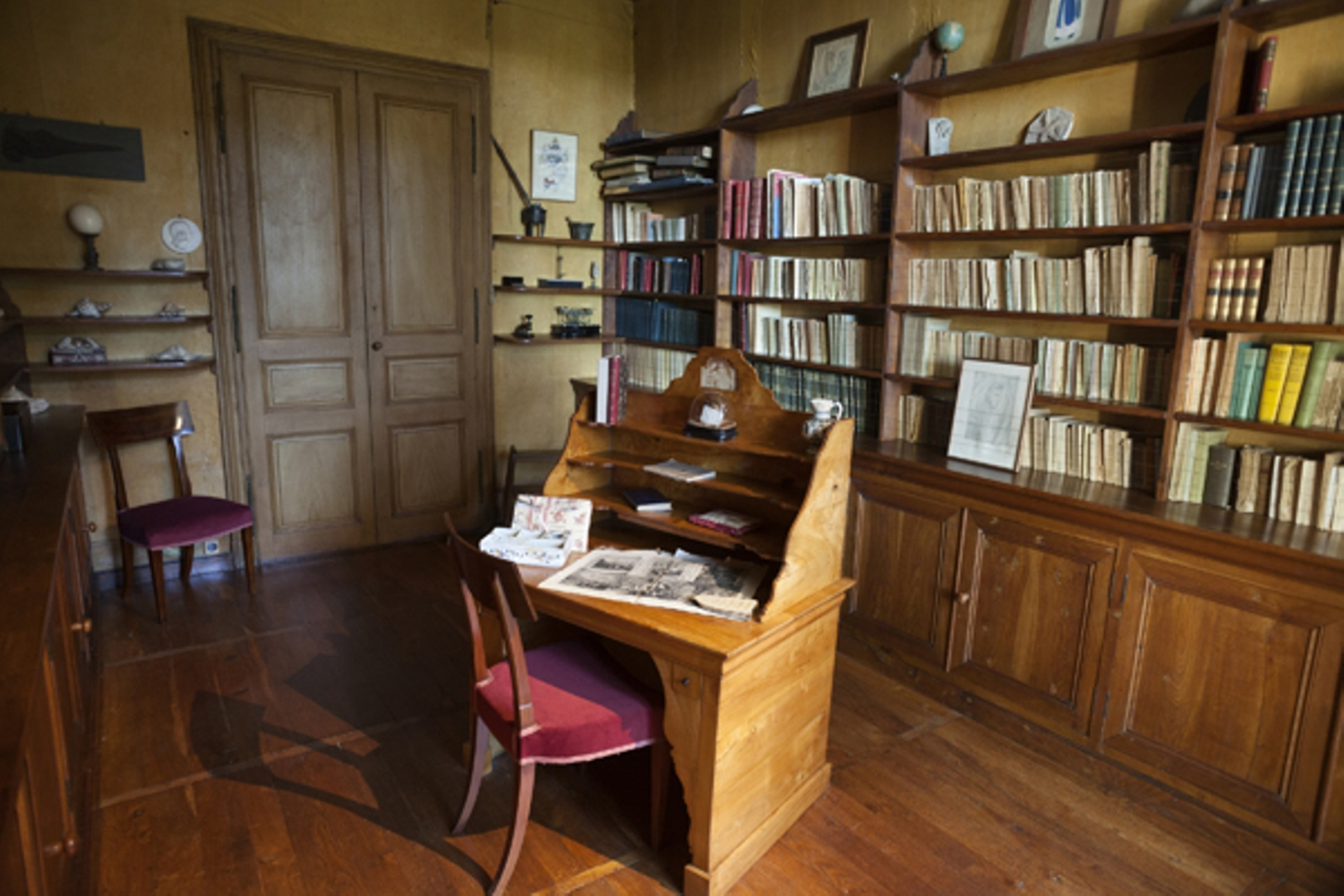
Le cabinet de travail et la bibliothèque de George Sand, au château de Nohant.

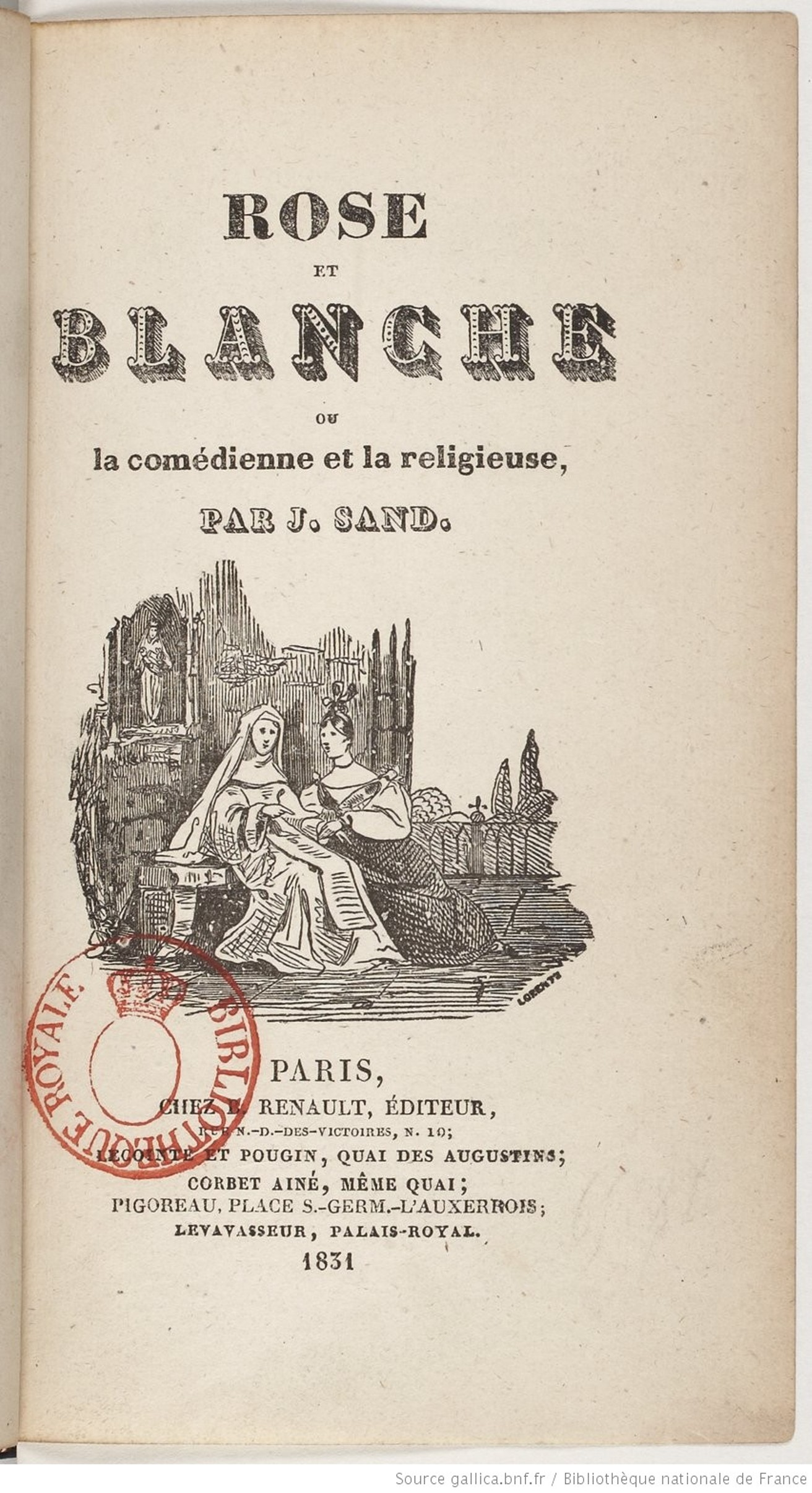
La couverture de l'ouvrage Rose et Blanche ou La comédienne et la religieuse (Tome 4) par J. Sand.
Deux femmes sont représentées assises sur un banc dont l'une est religieuse. Signature en bas à droite de l'auteur du dessin : Lorentz.

George Sand est la seule femme du premier groupe d'écrivains du XIXe siècle qui ont pu vivre de leur plume en France. Pouvoir vivre de sa plume est la conséquence de l'alphabétisation de la population grâce aux lois successives en faveur de l'éducation, dont les plus importantes voient le jour avec la loi Guizot à partir de 1833, et la création des écoles dans les communes de plus de 500 habitants. Tout au long de ce siècle, l'illettrisme va reculer et l'accès pour tous à l'école connait son apogée avec les lois de Jules Ferry. Dès la monarchie de Juillet, ce nouveau lectorat , composé notamment de la classe ouvrière, souhaite acquérir des ouvrages au moindre coût. L'industrialisation de l'imprimerie, parallèlement avec les nouvelles innovations techniques, va permettre au plus grand nombre de pouvoir lire. Ce lectorat populaire est friand de roman, ouvrage qui permet de rêver, de s'identifier, et d'oublier des conditions de vie misérables. Ces envies reçoivent un écho favorable avec l'émergence de nouveaux écrivains comme Victor Hugo, Honoré de Balzac, Alexandre Dumas ou George Sand, qui, à travers leurs fictions, expriment aussi des prises de positions politiques et sociales contre l'ordre établi : « Il n'y a que deux puissances au monde, le sabre et l'esprit : à la longue, le sabre est toujours vaincu par l'esprit » selon la citation célèbre de Napoléon Ier ou cette maxime de l'auteur britannique Edward Bulwer-Lytton en 1839 pour sa pièce, Richelieu : « la plume est plus puissante que l'épée ».
L'œuvre de George Sand est impressionnante et elle écrit sans discontinuer de 1830 jusqu'à sa mort, survenue en 1876. Sa création littéraire ne se limite pas à ses soixante-dix romans. Elle écrit aussi nombre de nouvelles, contes, pièces de théâtre, textes politiques et articles de presse.
Élève au couvent des Anglaises, la jeune Aurore Dupin adapte une pièce de Molière, Le Malade imaginaire qui lui permet d'organiser des soirées théâtrales devant la communauté religieuse. Quelques années après son mariage avec François Casimir Dudevant, Aurore Dupin annonce à sa belle-mère, Gabrielle Louise de la Porte de Sainte-Gemme, baronne Dudevant (1772-1837), son intention d'écrire. Gabrielle de la Porte n'a jamais manifesté le moindre sentiment d'affection envers sa belle-fille et elle lui a interdit de compromettre son nom sur les couvertures de ses livres : « Vous ne le ferez pas sous notre nom, ma fille ? », Aurore Dupin lui répond : « N'ayez crainte, ma mère ».
En 1829, elle fait ses premiers essais littéraires avec successivement : Voyage chez Mr. Blaise, Voyage en Auvergne et Voyage en Espagne. Cette même année au mois d'août, elle réalise un ouvrage pour une ancienne camarade de couvent, Jane Bazouin, sous le titre de La Marraine. Au début de 1830, elle écrit Histoire du rêveur et Aimée l'année suivante. Aurore Dupin demande l'avis d'un homme de lettres à la mode, Auguste Hilarion de Kératry, qui désapprouve le livre. De rage, elle brûle l'œuvre.
Son premier roman, Rose et Blanche, narre l'histoire d'une comédienne et d'une religieuse avec un personnage principal au caractère déterminé. L'ouvrage projette l'amour au premier plan et le développement de l'individu au second plan. Quant aux héroïnes, leur opposition emprunte aux contradictions de l'auteure qui vient à peine de choisir entre le couvent où elle a connu une crise de mysticisme et le monde extérieur. Le roman a pour cadre les Pyrénées, où l'auteure a fait la connaissance, à Cauterets, en juillet-août 1825, d'un jeune substitut de vingt-six ans habitant Bordeaux, Aurélien de Seze. Ils se retrouvent au pays d'Albret où elle effectue plusieurs séjours à partir du mois de septembre 1825, dans le château de Guillery à Pompiey près de Nérac, propriété de la famille Dudevant. En marge des lieux qui servent de fond au roman Rose et Blanche, la liaison avec de Seze donne l'occasion à la jeune baronne Aurore Dudevant d'écrire le 15 novembre 1825 l'histoire détaillée, sur dix-huit pages grand format, de son roman d'amour avec Aurélien, intitulée : Confession de Madame Dudevant à son mari (collection Charles de Spoelberch de Lovenjoul).
Rose et Blanche est écrit de septembre à novembre 1831 avec la participation de Jules Sandeau, amant d'Aurore Dupin. L'ouvrage est signé sous le pseudonyme de J. Sand qui évoque Jules Sandeau.
Toujours en 1831, la collaboration avec Sandeau donne le jour à la publication de plusieurs nouvelles : Molinara (non signée, publiée dans Le Figaro le 3 mars), Vision (non signée, publiée dans Le Figaro le 5 mars), La Prima Donna (signée J. Sand, dans la Revue de Paris en avril), La Fille d’Albano (signée J.S., dans La Mode du 15 mai) et Le Commissionnaire, œuvre posthume d'Alphonse Signol (publiée en septembre). Elle ébauche aussi au mois de juin 1831 un drame, Une conspiration en 1537.
La question du nom d'emprunt se pose avec le nouveau roman Indiana que George Sand écrit seule à Nohant au printemps 1832. La publication a lieu le 18 mai 1832. L'éditeur, pour des raisons commerciales évidentes, souhaite reprendre le pseudonyme Jules Sand, mais Jules Sandeau est d'un avis opposé. Henri de Latouche est sollicité et décide par un arrangement : le nom de Sand est préservé et un autre prénom serait attribué à Aurore Dupin. Cette dernière s'était pourtant rangée à l'avis de l'éditeur mais comme elle s'en explique :

« Le nom que je devais mettre sur des couvertures imprimées ne me préoccupa guère. En tout état de choses, j'avais résolu de garder l'anonyme. Un premier ouvrage fut ébauché par moi, refait en entier ensuite par Jules Sandeau, à qui Delatouche fit le nom de Jules Sand. Cet ouvrage amena un autre éditeur qui demanda un autre roman sous le même pseudonyme. J'avais écrit Indiana à Nohant, je voulus le donner sous le pseudonyme demandé ; mais Jules Sandeau, par modestie, ne voulut pas accepter la paternité d'un livre auquel il était complètement étranger. Cela ne faisait pas le compte de l'éditeur. Le nom est tout pour la vente, et le petit pseudonyme s'était bien écoulé, on tenait essentiellement à le conserver. Delatouche, consulté, trancha la question par un compromis : Sand resterait intact et je prendrais un autre prénom qui ne servirait qu'à moi. Je pris vite et sans chercher celui de George qui me paraissait synonyme de Berrichon. Jules et George, inconnus au public, passeraient pour frères ou cousins. »

#### Romancière
De la carrière littéraire de George Sand, quatre périodes sont à distinguer :
- de 1832 à 1840, elle écrit des œuvres romantiques dans lesquelles elle décrit les passions qui animent son existence. Elle exprime des revendications féministes et se révolte contre les préjugés sociaux.
- à partir de 1840, elle publie des romans d’inspiration socialiste[188] ou mystique[189].

Ainsi Gustave Kahn écrit-il : « George Sand, ce grand lac tranquille où se mirèrent tant de reflets, traduisit les idées de Pierre Leroux ; l’intention du roman social et du roman socialiste exista chez elle, après qu’elle eut terminé sa série de romans féministes. ».
- elle rédige par la suite des romans champêtres et régionalistes qui se situent dans le Berry et répond en cela à l'intérêt croissant de nombreux Français au XIXe siècle pour les coutumes paysannes[191]. Elle donne le meilleur d'elle-même et c'est dans ce contexte qu'il faut situer ses chefs-d'œuvre.
- avec la maturité, elle revient aux œuvres romanesques mais les thèses audacieuses de ses débuts laissent la place à des idylles aimables.

Chez les romantiques, au moment où Sand commence à écrire, « la vision de la femme […] est avant tout essentialiste : la femme est fondamentalement différente de l'homme, parce que la nature lui a donné un autre rôle, une autre fonction ». Indiana va à l'encontre de cette manière de voir. À travers son personnage principal, l'auteure dénonce la place réservée à la femme dans le couple bourgeois. Elle s'affirme comme la voix d’un féminisme moderne pour lequel elle ne cesse de combattre. Le roman obtient un succès immédiat.
Le 10 août 1833 est publié Lélia, une œuvre lyrique, allégorique et très originale, mais qui déchaîne les passions et par voie de conséquence, bouleverse l'existence de George Sand jusque-là si discrète. Elle est sollicitée, courtisée, enviée ou observée avec curiosité et devient un écrivain à la mode. Dans ce roman, George Sand transpose son amitié pour Marie Dorval qui sert à élaborer le personnage de Pulchérie.
| - Indiana. - Lélia. - La Petite Fadette. - Marcelle de Blanchemont dans Le Meunier d'Angibault. - Solange-Edmonde, dite Edmée dans Mauprat. |

#### Journaliste
En 1844, George Sand fonde un journal local, l'Éclaireur de l'Indre, dont le premier numéro paraît le 14 septembre. Elle publie dans ce journal plusieurs articles en 1844 et 1845, notamment la lettre d'introduction aux fondateurs le 14 septembre 1844, sur les ouvriers boulangers de Paris le 28 septembre, la lettre d'un paysan de la Vallée Noire aux rédacteurs de l'Éclaireur écrite sous la dictée de Blaise Bonnin les 5 et 12 octobre, la lettre au sujet de la pétition pour l'organisation du travail le 9 novembre, trois articles sur la politique et le socialisme les 16, 23 et 30 novembre, un compte rendu de l'Histoire de dix ans de Louis Blanc le 18 janvier 1845, la préface du livre de Jules Néraud : Botanique de l'enfance le 15 mars suivant.

### Liste des œuvres
La liste des œuvres est présentée comme une bibliothèque numérique, avec des liens permettant de lire en ligne et de télécharger la quasi-totalité des œuvres de George Sand.
| - La Mare au diable. - Lélia. - Manuscrit d'Un hiver à Majorque. |

#### Premières œuvres
- Aurore Dudevant, Voyage chez M. Blaise (récit de voyage, 1829) (lire en ligne)
  - Voyage chez M. Blaise, Paris, Éditions Calman Lévy, 1877    (Wikisource)
- Aurore Dudevant, Voyage en Auvergne (récit de voyage, 1829. Le journal Le Figaro publie l'intégralité du récit dans son supplément littéraire du 4 et 11 août 1888, no 31 et no 32. Le texte commence en bas des pages 2 et 3 du quotidien) « Voyage en Auvergne - 1re partie » « Voyage en Auvergne - 2e partie »
  - Voyage en Auvergne, Paris, Éditions Le Figaro, 1888   (Wikisource)
- Aurore Dudevant, Voyage en Espagne (récit de voyage, 1829)
- Aurore Dudevant, La Marraine (roman, dont un chapitre « De l'amour » est publié le 15 mai 1895, dans la Revue de Paris), août-novembre 1829 (lire en ligne sur Gallica), « De l'amour », p. 225 à 233
- Aurore Dudevant, L'Histoire du rêveur (nouvelle, publiée le 1er novembre 1924, dans la Revue des deux Mondes. Autre variante du titre : Histoire d'un rêveur), début 1830 (lire en ligne sur Gallica), p. 115 à 147
- Aurore Dudevant, Aimée (roman, dont il ne subsiste rien, George Sand a détruit le manuscrit, après l'avis défavorable de l'écrivain Auguste de Kératry), 1830
- Aurore Dudevant et Jules Sandeau, La Prima Donna (nouvelle, publiée au mois d'avril 1831, dans la Revue de Paris sous le pseudonyme de J. Sand, dont c'est la première utilisation), vers janvier 1831 (lire en ligne sur Gallica), p. 234 à 248
- Aurore Dudevant, Molinara (nouvelle, non signée, publiée le 3 mars 1831 dans Le Figaro no 62. Le texte commence en bas de page du quotidien), 3 mars 1831 (lire en ligne sur Gallica), p. 2
- Aurore Dudevant et Jules Sandeau, Vision (nouvelle, non signée, publiée le 5 mars 1831 dans Le Figaro no 64), 5 mars 1831 (lire en ligne sur Gallica), p. 1 et 2
- Aurore Dudevant, Jehan Cauvin (nouvelle, publiée le 1er décembre 1924, dans la Revue des deux Mondes), avril 1831 (lire en ligne sur Gallica), p. 565 à 582
- Aurore Dudevant et Jules Sandeau, La Fille d'Albano (nouvelle, sous le pseudonyme de J. Sand), mai 1831 (lire en ligne)
- Aurore Dudevant et Jules Sandeau, Le Commissionnaire (roman, sous le pseudonyme d'Alphonse Signol, auteur alors mort), juillet-août 1831
- Aurore Dudevant et Jules Sandeau, Rose et Blanche : ou la comédienne et la religieuse (roman en cinq tomes, écrit sous le pseudonyme de J. Sand), septembre-novembre 1831, « tome 1 » « tome 2 » « tome 3 » « tome 4 » « tome 5 », sur Gallica

#### Romans, récits, contes, nouvelles, textes divers
- George Sand, Indiana (roman, 1re édition sous le pseudonyme de J. Sand), février-mars 1832 (lire en ligne)
  - Indiana, Paris, Éditions J. Hetzel, 1853    (Wikisource)
- Melchior (nouvelle), 1832 (lire en ligne)
- Valentine (roman), 1832 (lire en ligne)
- La Reine Mab (poésie), 1832 (lire en ligne)
- Le Toast (nouvelle), 1832 (lire en ligne)
- La Marquise (nouvelle), 1832 (lire en ligne)
- L'Île des fleurs (nouvelle publiée en 1832 et 1835, dans Le Salmigondis, contes de toutes les couleurs, tome 1. Cette œuvre est désavouée par George Sand), 1832 (lire en ligne), p. 373 à 428
- Cora (nouvelle), 1833 (lire en ligne)
- Lavinia (nouvelle. Variante du titre, Une vieille histoire. Le sous-titre est : an old tale), 1833 (lire en ligne)
- Lélia (roman, modifié en 1839), 1833 (lire en ligne)
  - Lélia sur Wikisource, Paris, Éditions Michel Lévy frères, 1839 - 2e version    (Wikisource)
- Aldo le Rimeur (dialogue), 1833 (lire en ligne)
- Metella (nouvelle), 1834 (lire en ligne)
- Le Secrétaire intime (roman. Variante du titre : Quintilia Cavalcanti), 1834 (lire en ligne)
- Garnier (conte), 1834 (lire en ligne)
- Leone Leoni (roman), 1834 (lire en ligne)
- Jacques (roman), 1834 (lire en ligne)
- La Vallée noire (guide touristique), 1835
- André (roman), 1835 (lire en ligne)
- Myrza (nouvelle), 1835 (lire en ligne)
- Mattea (nouvelle), 1835 (lire en ligne)
- Simon (roman), 1836 (lire en ligne)
- Lettres à Marcie (politique. Variantes du titre : La sœur cadette et Les trois sœurs), 1837 (lire en ligne)
- Le Dieu inconnu (nouvelle incluse dans l'ouvrage collectif, Le Dodecaton ou Le Livre des douze), 1837 (lire en ligne)
- Le Contrebandier (histoire lyrique), 1837 (lire en ligne)
- Lettres d'un voyageur (lettres), 1837 (lire en ligne)
- Mauprat (roman), 1837 (lire en ligne)
- La Dernière Aldini (roman), 1837 (lire en ligne)
- Les Maîtres mosaïstes (roman), 1838 (lire en ligne)
- L'Orco (nouvelle), 1838 (lire en ligne)
- L'Uscoque (nouvelle), 1838 (lire en ligne)
- Spiridion (roman), 1838 (lire en ligne)
- Les Sept Cordes de la lyre (dialogue), 1839 (lire en ligne)
- Gabriel (dialogue), 1839 (lire en ligne)
- Pauline (roman), 1839 (lire en ligne)
- Le Compagnon du tour de France (roman), 1840 (lire en ligne)
- Georges de Guérin (critique littéraire. Variante du titre : George de Guérin), 1840 (lire en ligne)
- Mouny Robin (nouvelle), 1841 (lire en ligne)
- Horace (roman), 1841 (lire en ligne)
- Les Mississipiens (proverbe en deux actes, précédés d'un prologue), 1841 (lire en ligne)
- Un hiver à Majorque (récit de voyage), 1841 (lire en ligne)
- Consuelo (roman), 1842 « Tome 1 » « Tome 2 » « Tome 3 »
- Carl (nouvelle), 1843 (lire en ligne)
- Kourroglou : Épopée persane (nouvelle), 1843 « Version originale sur Gallica » « Version sur le projet Gutenberg »
- Fanchette (polémique), 1843 (lire en ligne)
- Jean Zyska (roman historique sur la vie de Jan Žižka, chef de guerre hussite), 1843 (lire en ligne)
  - Jean Ziska sur Wikisource, Paris, Éditions Michel Lévy frères, 1867    (Wikisource)
- La Comtesse de Rudolstadt (roman, suite de Consuelo), 1843 « Tome 1 » « Tome 2 »
- Procope le Grand (nouvelle, suite de Jean Zyska), 1844 (lire en ligne)
- Jeanne (roman), 1844 (lire en ligne)
- La Fauvette du docteur (nouvelle), 1844 (lire en ligne)
- Coup d’œil général sur Paris (satire), 1845 (lire en ligne)
- Le Meunier d'Angibault (roman), 1845 (lire en ligne)
- Isidora (roman), 1845 (lire en ligne)
- Teverino (roman), 1845 (lire en ligne)
- Le Péché de Monsieur Antoine (roman), 1845 « Tome 1 » « Tome 2 »
- La Mare au diable (roman), 1846 (lire en ligne)
- Les Noces de campagne (étude, fait suite à La Mare au diable. Variante du titre : La Noce de campagne), 1846 (lire en ligne)
- Lucrezia Floriani (roman), 1846 (lire en ligne)
- Le Piccinino (roman), 1847 « Tome 1 » « Tome 2 »
- François le Champi (roman), 1848 (lire en ligne)
- La Petite Fadette (roman), 1849 (lire en ligne)
- Le Château des Désertes (roman, suite de Lucrezia Floriani), 1851 (lire en ligne)
- Monsieur Rousset (roman inachevé. Titre complet : Monsieur Rousset, fragment d'un roman inédit), 1851 (lire en ligne)
- Histoire du véritable Gribouille (conte), 1851 (présentation en ligne, lire en ligne sur Gallica) « Version sur le projet Gutenberg »
- Les Visions de la nuit dans les campagnes (essai), 1851
- Mont-Revêche (roman), 1852 (lire en ligne)
- La Filleule (roman), 1853 (lire en ligne)
- Les Maîtres sonneurs (roman), 1853 (lire en ligne)
- Adriani (roman), 1854 (lire en ligne)
- Histoire de ma vie (autobiographie), 1855 « Tome 1 » « Tome 2 » « Tome 3 » « Tome 4 »
- Évenor et Leucippe : ou Les amours de l'âge d'or (roman. Variante du titre : Les amours de l'âge d'or - Évenor et Leucippe), 1856 (lire en ligne)
- Le Diable aux champs (roman), 1856 (lire en ligne)
- Autour de la table (recueil d'articles), 1856 (lire en ligne)
- La Daniella (roman), 1857 « Tome 1 » « Tome 2 »
- Les Dames vertes (roman fantastique), 1857 (lire en ligne)
- Promenades autour d'un village (roman champêtre. Variante du titre : Courrier de village), 1857 (lire en ligne)
- Légendes rustiques (légendes du Berry écrites vers 1857 et publiées en 1858. Édition posthume en 1877.), 1858 (lire en ligne)
  - « Les Pierres sottes ou pierres caillasses »
  - « Les Demoiselles »
  - « Les Laveuses de nuit ou lavandières »
  - « La Grand'Bête »
  - « Les Trois Hommes de pierre »
  - « Le Follet d'Ep-Nell »
  - « Le Casseu' de bois »
  - « Le Meneu' de loups »
  - « Le Lupeux »
  - « Le Moine des Étangs-Brisses »
  - « Les Flambettes »
  - « Lubins et Lupins »
  - Légendes rustiques sur Wikisource, Paris, Éditions A. Morel et Cie, 1858    (Wikisource)
- Les Beaux Messieurs de Bois-Doré (roman historique), 1858 « Tome 1 » « Tome 2 »
- L'Homme de neige (roman), 1859 « Tome 1 » « Tome 2 » « Tome 3 »
- Narcisse (roman), 1859 (lire en ligne)
- Elle et Lui (roman autobiographique sur les relations de George Sand avec Alfred de Musset), 1859 (lire en ligne), réédité vers 1946 par les Éditions des arceaux, 580 exemplaires numérotés enrichis d'un dessin de Vicente Santaolaria.
- Flavie (roman), 1859 (lire en ligne)
- Jean de la Roche (roman), 1859 (lire en ligne)
- La Fée qui court (conte), 1859 (lire en ligne)
- Constance Verrier (roman), 1860 (lire en ligne)
- La Ville noire (roman), 1860 (lire en ligne)
- Le Marquis de Villemer (roman), 1860 (lire en ligne)
- Valvèdre (roman), 1861 (lire en ligne)
- La Famille de Germandre (roman), 1861 (lire en ligne)
- Tamaris (roman), 1862 (lire en ligne)
- Antonia (roman), 1862 (lire en ligne)
- Mademoiselle La Quintinie (roman), 1863 (lire en ligne)
- Laura : Voyage dans le cristal (roman fantastique), 1864 (lire en ligne)
- La Confession d'une jeune fille (roman), 1864 « Tome 1 » « Tome 2 »
- La Coupe (nouvelle), 1865 (lire en ligne)
- Monsieur Sylvestre (roman), 1865 (lire en ligne)
- Le Dernier Amour (roman, suite de Monsieur Sylvestre), 1866 (lire en ligne)
- La Rêverie à Paris (nouvelle), 1867 (lire sur Wikisource, lire en ligne)
- Cadio (roman dialogué), 1867 (lire en ligne)
- Mademoiselle Merquem (roman), 1868 (lire en ligne)
- Pierre qui roule (roman), 1869 (lire en ligne)
- Malgrétout (roman), 1870 (lire en ligne)
- Le Beau Laurence (roman, suite de Pierre qui roule), 1870 (lire en ligne)
- Césarine Dietrich (roman), 1870 (lire en ligne)
- Journal d'un voyageur pendant la guerre (journal), 1871 (lire en ligne)
- Francia (roman), 1871 (lire en ligne)
- Nanon (roman), 1872 (lire en ligne)
- Impressions et Souvenirs (recueil), 1873 (lire en ligne)
- Contes d'une grand'mère : première série (contes écrits pour les petites-filles de George Sand, Aurore et Gabrielle), 1873 (lire en ligne)
  - « Le Château de Pictordu »
  - « La Reine Coax »
  - « Le Nuage rose »
  - « Les Ailes de courage »
  - « Le Géant Yéous »
- Ma sœur Jeanne (roman), 1874 (lire en ligne)
- Marianne (roman), 1875 (lire en ligne)
- Flamarande (roman), 1875 (lire en ligne)
- Les Deux Frères (roman, suite de Flamarande), 1875 (lire en ligne)
- La Tour de Percemont (roman), 1875 (lire en ligne)
- Contes d'une grand'mère : seconde série (contes écrits pour les petites-filles de George Sand, Aurore et Gabrielle), 1876 (lire en ligne)
  - « Le Chêne parlant »
  - « Le Chien et la fleur sacrée »
  - « L'Orgue du Titan »
  - « Ce que disent les fleurs »
  - « Le Marteau rouge »
  - « La Fée poussière »
  - « Le Gnome des huîtres »
  - « La Fée aux gros yeux »

#### Œuvres posthumes

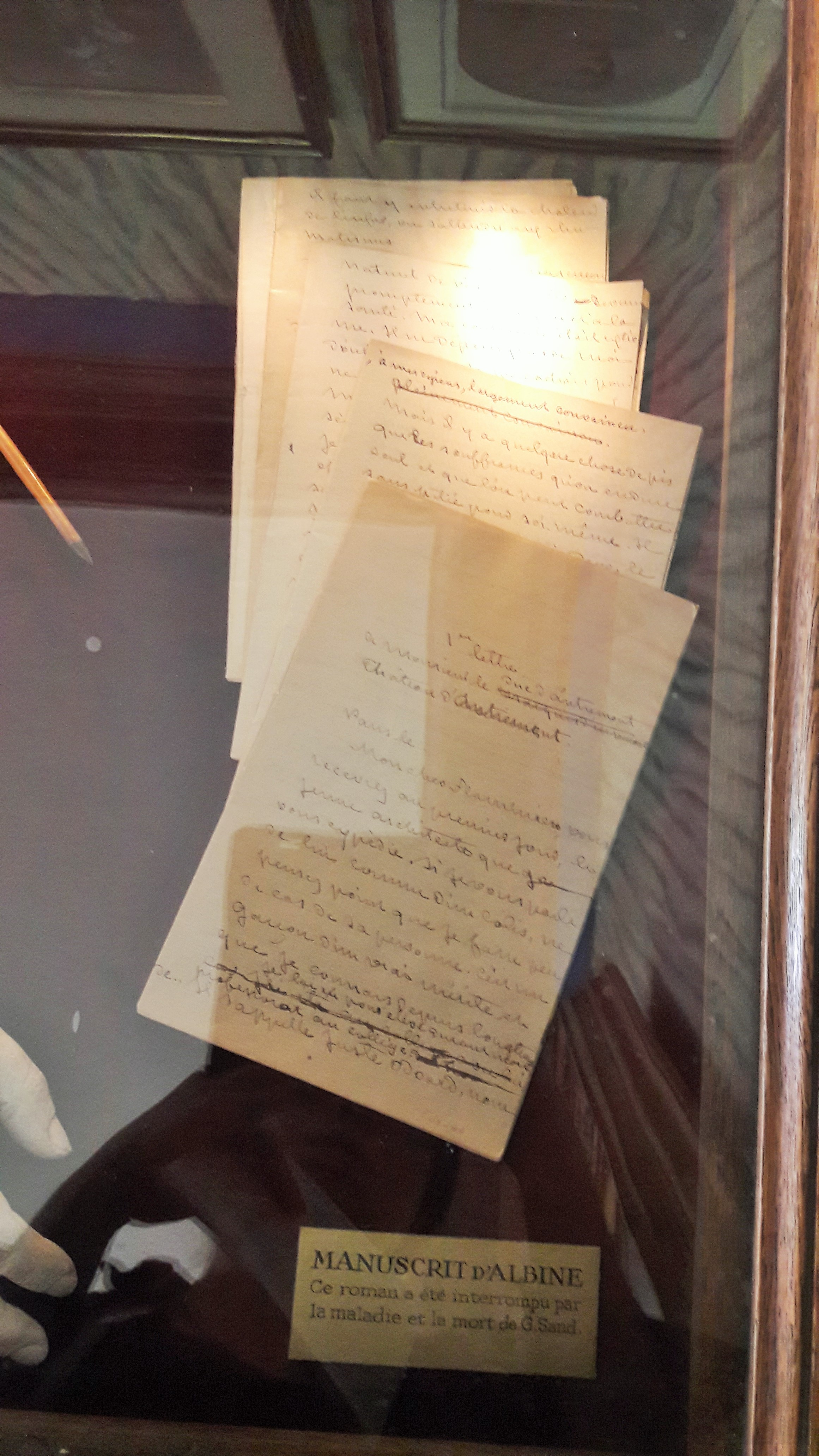
Manuscrit du dernier roman inachevé de George Sand, Albine, au Musée de la vie romantique (Paris).

- Albine (roman inachevé, publié en mars-avril 1881 dans La Nouvelle Revue, tome no 9. Titre complet : Albine Fiori), février à mai 1876 (wikisource), p. 78 à 100 et 432 à 448.
  - « Albine : 1re partie »
  - « Albine : 2e partie »
- Dernières pages (recueil), 1877 (wikisource, archive.org)
- Nouvelles lettres d'un voyageur (lettres), 1877 (lire en ligne)
- Questions d'art et de littérature (recueil), 1878 (lire en ligne wikisource, archive.org)
- Questions politiques et sociales (recueil), 1879 (lire en ligne)
- Souvenirs de 1848 (recueil), 1880 (lire en ligne)
- Souvenirs et idées (souvenirs, journal), 1904 (wikisource, archive.org)
- Journal intime (posthume, journal intime rédigé à l'automne 1834 et adressé à Alfred de Musset, publié par Aurore Sand chez l'éditeur Calmann-Lévy en 1926), 1834
- Le Roman d’Aurore Dudevant et d’Aurélien de Sèze, lettres inédites, sur Wikisource, Paris, Éditions de la Revue des deux Mondes, mars 1926, tome 32   (Wikisource)

#### Pièces de théâtre
- Une conspiration en 1537 (édition posthume, essai dramatique rédigé en 1831 et publié dans la Revue de Paris le 15 décembre 1921, tome no VI), 1831 (lire en ligne sur Gallica)
- Cosima ou la Haine dans l'amour (drame en cinq actes et un prologue), 1840 (lire en ligne)
- Les Mississipiens (proverbe en deux actes et un prologue), 1840 (lire en ligne)
- Le Roi attend (prologue), 1848 (lire en ligne)
- François le Champi (comédie en trois actes), 1849 (lire en ligne)
- Claudie (drame en trois actes), 1851 (lire en ligne)
- Molière (drame en cinq actes), 1851 (lire en ligne)
- Le Mariage de Victorine (comédie en trois actes), 1851 (lire en ligne)
- Les Vacances de Pandolphe (comédie en trois actes), 1852 (lire en ligne)
- Le Démon du foyer (comédie en deux actes), 1852 (lire en ligne)
- Le Pressoir (drame en trois actes), 1853 (lire en ligne)
- Mauprat (drame en cinq actes), 1854 (lire en ligne)
- Flaminio (comédie en trois actes et un prologue), 1854 (lire en ligne)
- Maître Favilla (drame en trois actes), 1855 (lire en ligne)
- Lucie (comédie en un acte), 1856 (lire en ligne)
- Françoise (comédie en quatre actes), 1856 (lire en ligne)
- Comme il vous plaira (comédie en trois actes), 1856 (lire en ligne)
- Marguerite de Sainte-Gemme (comédie en trois actes), 1859 (lire en ligne)
- Le Marquis de Villemer (comédie en quatre actes), 1864 (lire en ligne)
- Théâtre de Nohant (rêverie Le Drac, étude Plutus, nouvelle dialoguée Le pavé, fantaisie La nuit de Noël, comédie Marielle), 1864
  - Le Drac (« Le Drac »)
  - « Plutus »
  - « Le pavé »
  - « La nuit de Noël »
  - « Marielle »
- Théâtre complet de George Sand : première série (Préface de l'auteure), 1866 (lire en ligne)
- Les Don Juan de village (comédie en trois actes), 1866 (lire en ligne sur Gallica)
  - Les Don Juan de village sur Wikisource, Paris, Éditions Michel Lévy frères, 1866    (Wikisource)
- Le Lis du Japon (comédie en un acte), 1866 (lire en ligne sur Gallica)
- Cadio (avec Paul Meurice, drame en cinq actes), 1867 (lire en ligne sur Gallica)
- Lupo Liverani (drame en trois actes), 1869 (lire en ligne)
- L'autre (comédie en quatre actes et un prologue), 1870 (lire en ligne)
- Un bienfait n'est jamais perdu (proverbe), 1872 (lire en ligne)
- Mademoiselle La Quintinie, 2004, 96 p. (Pièce adaptée de son roman du même nom.)
- Théâtre (édition complète posthume, 17 tomes), Indigo & coté femmes, coll. « Des femmes dans l'Histoire », 1997-2009 (présentation en ligne)

#### Correspondance générale
- Une des plus prolifiques correspondances d’écrivain, comprenant plus de 40 000 lettres connues et recueillies entre 1812 et 1876. Une œuvre épistolaire dont l'édition de référence est à consulter infra, dans la section bibliographique.

## Études et regards critiques

### Jugements sur George Sand
De son vivant, George Sand fait l'objet d'attaques misogynes d'une grande virulence, caractéristiques des jugements masculins de l'époque sur les femmes qui prétendaient faire œuvre littéraire. Silvia Lorusso distingue trois types de misogynie littéraire. Le premier a une motivation sociale : la femme doit se consacrer entièrement à la sphère domestique et toute activité littéraire est pour elle une distraction coupable. Le deuxième montre une motivation morale : les romans écrits par des femmes étalent nécessairement des sentiments excessifs et des passions dangereuses contraires à la morale, puisque susceptibles de faire l'apologie de l'adultère. Le troisième s'enracine dans une conception sexiste des capacités de l'esprit des deux sexes : le génie littéraire ne peut être que mâle. L'ensemble de ces critiques misogynes tendent à confondre l'œuvre et l'auteure : Sand est accusée d'être animée par des passions excessives.
De grandes voix du XIXe siècle tinrent sur George Sand ce type de propos.
Chateaubriand lui reconnaît un génie qui « a quelque racine dans la corruption » et qui ne saurait excuser « la dépravation », « l’insulte à la rectitude de la vie » qu’on trouve dans ses ouvrages, tout ce qui en somme « blesse la morale ».
Charles Baudelaire, dans Mon Cœur mis à nu : « […] Elle n'a jamais été artiste. Elle a le fameux style coulant, cher aux bourgeois. Elle est bête, elle est lourde, elle est bavarde ; elle a dans les idées morales la même profondeur de jugement et la même délicatesse de sentiment que les concierges et les filles entretenues ». Il ajoute, non sur l'auteur, cette fois, mais sur la femme : « Que quelques hommes aient pu s'amouracher de cette latrine, c'est bien la preuve de l'abaissement des hommes de ce siècle ». L’idée baudelairienne d’un « style coulant » qui flatterait la bourgeoisie a aussi été mise en avant par Barbey d’Aurevilly. Dominique Laporte infirme une telle idée reçue en montrant comment Sand, dans Mont-Revêche, déploie « une écriture subversive qui travaille à mettre en cause la consécration des valeurs bourgeoises au lendemain du coup d'État du 2 décembre 1851 ».
Eugène Delacroix apprécie la personne mais fait peu de cas de l'auteure. Il note en 1855 que « la pauvre femme a bien besoin d'argent », ce qui explique qu’elle « écrit trop et pour de l'argent ». La dramaturge, quant à elle, est fort médiocre car elle se montre incapable de tirer parti des situations, intéressantes par ailleurs, qu'elle met en scène : « cette obstination à poursuivre un talent qui paraît lui être refusé […] la classe, bon gré, mal gré, dans un rang inférieur ».
Edmond de Goncourt, à propos de La Mare au diable, dans le diariste, en août 1857, voit la preuve irréfutable que « les femmes ont le génie du faux ». Le 8 décembre 1893, dans un accès de misogynie, il écrit : « […] Si on avait fait l’autopsie des femmes ayant un talent original, comme Mme Sand, Mme Viardot, etc.… on trouverait chez elles des parties génitales se rapprochant de l’homme, des clitoris un peu parents de nos verges ».
Dans Une Chambre à soi, l'auteure Virginia Woolf la cite au côté de George Eliot, comme un exemple regrettable de ces femmes auteures, prisonnières des conventions sociales, qui firent le choix d’adopter un nom de plume masculin .
En 1902, Charles Maurras consacre son ouvrage Les Amants de Venise, à la relation que George Sand entretient avec Alfred de Musset. Analysant avec bienveillance les affres de leur passion, il décèle dans son issue tragique, la preuve des dérèglements du romantisme qui ne recherche l'amour que pour ses transports. Pour Maurras, les âmes éduquées par la société et élevées par la religion ne doivent s'adonner à l'amour qu'à des fins supérieures.

### La femme scandaleuse

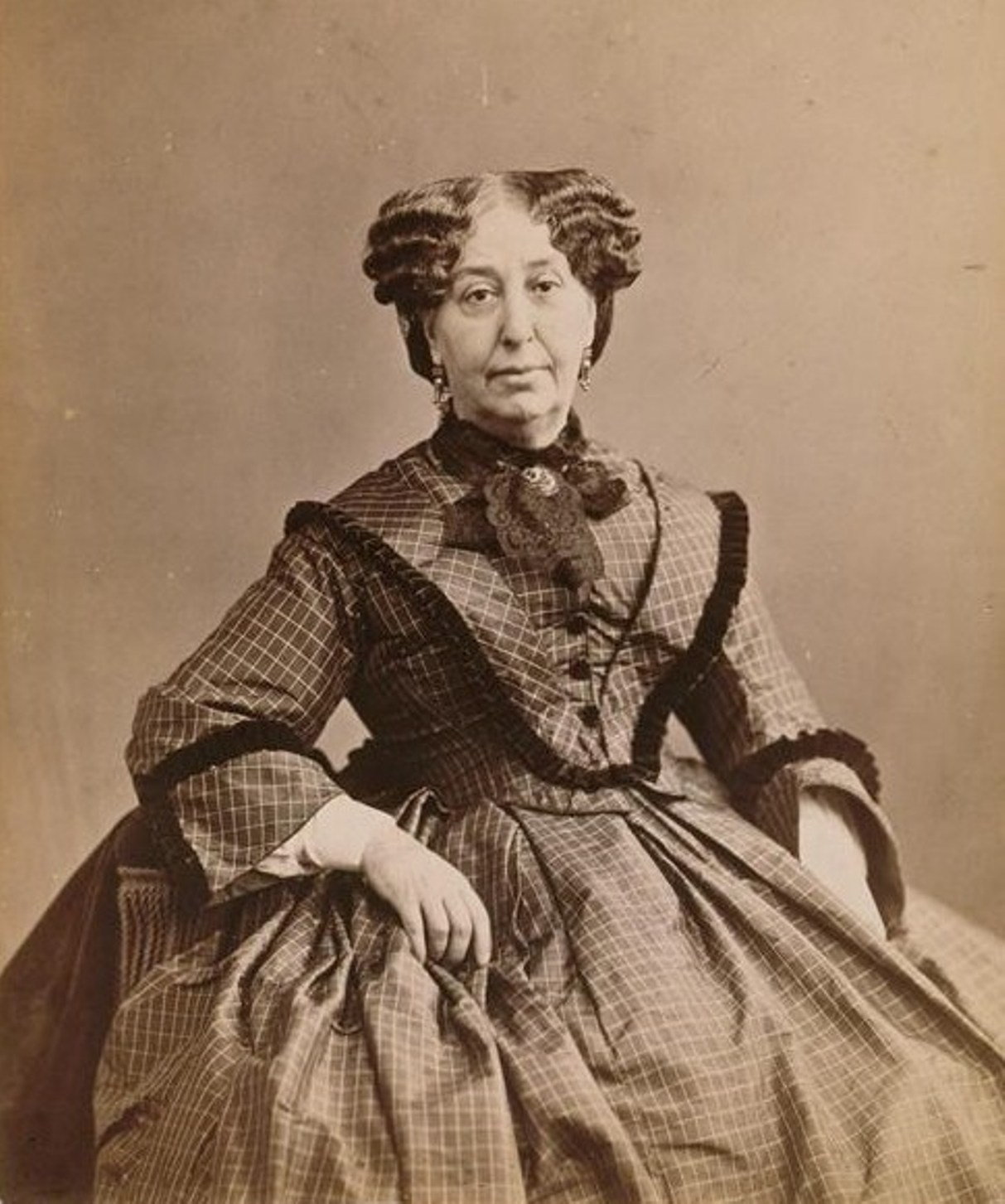
George Sand vers 1860, par Nadar à Paris. Collection du Musée d'Orsay.

Il n'est pas exceptionnel, au XIXe siècle, qu'une femme écrivain prenne un pseudonyme masculin pour écrire, les femmes auteures étant méprisées. En revanche, George Sand est la seule écrivaine de son siècle dont les critiques parlaient au masculin et qui était classée non pas parmi les « femmes auteurs », mais parmi les « auteurs », au même rang que Balzac ou Hugo.
De même, George Sand n'était pas la seule femme de son époque à s'habiller en homme afin de forcer les limites imposées aux femmes et d'accéder à des lieux interdits - fosses de théâtre, bibliothèques restreintes, procès publics, etc.. Elle dut pour cela obtenir une permission de travestissement. D'ailleurs, George Sand, dans son autobiographie Histoire de ma vie, explique que ce fut d'abord pour des raisons pécuniaires qu'elle se mit à s'habiller en homme, ayant de très faibles moyens à son arrivée à Paris (son mari avait gardé l'autorité sur sa fortune et sa propriété de Nohant). Les frais d'habillement étant moindres pour les hommes que pour les femmes, il lui fut plus économique d'avoir quelques habits d'homme. Cependant, ces travestissements n'étaient pas du tout une habitude quotidienne et elle tenait beaucoup à conserver une féminité pour plaire aux hommes. De plus, son costume masculin ne dissimulait pas sa féminité : la veste était cintrée et moulait son buste et ses hanches. Son allure filiforme évoquait le raffinement d'un dandy. Son gilet blanc, sa lavallière soigneusement nouée, sa canne, ses bottes vernies, son haut-de-forme luisant, la confondaient par l'apparence avec les hommes des milieux d'artistes et d'intellectuels qu'elle aimait à fréquenter.
S'il n'était pas exceptionnel qu'une femme se déguise en homme pour forcer les portes, la liberté d'esprit et de mœurs, la farouche indépendance, le refus total de l'idéal féminin imposé par les hommes de l'époque, le rejet du mariage (elle mariera toutefois sa fille Solange, son fils Maurice, ainsi qu'Augustine Marie Brault — Mme Charles de Bertholdi — une petite-cousine qu'elle a recueillie en 1845), la force inaltérable de sa volonté, toutes ces caractéristiques de Sand, tenaient, elles, de l'exceptionnel et révélait une personnalité hors du commun. Elle provoqua également le scandale par ses positions anticléricales, par sa demande en séparation de corps d'avec son mari, l'avocat Casimir Dudevant, ou en fumant en public cigarettes et cigares.
Apparaissant aujourd'hui comme « la bonne dame de Nohant », douce et sans danger, ce n'était pas le cas à son époque ou elle faisait scandale et peur. Le scandale concernait d'ailleurs moins ses attitudes que ses écrits : ses trois premiers romans, Indiana, Valentine et « l'abominable Lélia », comme l'appelait le critique Jules Janin dans son feuilleton du Journal des Débats, sont trois brûlots contre le mariage, dans lequel le mari est trompé, l'amant apparaît comme un lâche, et la femme magnifiée par sa révolte contre les conventions sociales et le pouvoir masculin. Engagés pour la « réhabilitation de la femme », ainsi que George Sand le formulait, ses romans s'ouvrent ensuite à la révolte sociale en faveur des ouvriers et des pauvres (Le Compagnon du Tour de France), à la révolte politique contre la royauté et pour la République.

### Le voyage à Majorque
Des aspects de l'œuvre de George Sand ou de son caractère sont cependant à nuancer. George Sand est désenchantée par son déplacement en Espagne en 1838, tant par l'accueil de ses habitants que par les conditions matérielles. Dans son récit Un hiver à Majorque, la romancière manifeste son incompréhension par une description négative. Elle se livre à une charge en règle et peu objective contre les Majorquins, donnant ainsi à voir une forme d'intolérance, penchant qu'elle prétend pourtant combattre. Une posture qui élève une vague de protestations en Espagne, notamment celle de José María Quadrado ou plus récemment, de l'auteur Llorenç Villalonga. Des journalistes soulignent également ce fait, comme Jules-Hippolyte Percher et Joséphine de Brinckmann.
D'autre part, George Sand « a dû contracter auprès de Chopin une part de l'antisémitisme que ce dernier a rapporté de Pologne », comme elle l'exprime dans sa correspondance et son ouvrage, Un hiver à Majorque, au moment de sa relation amoureuse avec le musicien.
La base documentaire et des recherches de George Sand pour l'élaboration de cette œuvre sont empruntées à la Bibliothèque nationale, notamment les écrits de Joseph Tastu.

### George Sand et la religion
Madame Dupin de Francueil transmet à sa petite-fille Aurore les idées philosophiques du siècle des Lumières et « la met en garde contre les dogmes et les superstitions […] Aurore fit sa première communion après une rapide instruction religieuse. Toutefois, en dépit de cette atmosphère peu propice aux convictions religieuses, l’enfant s’était créé une divinité, Corambé, tantôt homme, tantôt femme, qui tenait le milieu entre le christianisme et les dieux de l’Iliade et de l'Odyssée […] Au contact des réalités de l’existence, les convictions religieuses acquises au couvent des Augustines anglaises à la suite d’une expérience mystique vont s’effriter progressivement ». Les sentiments de George Sand à l'égard de la religion transparaissent sans détour, dans l'une de ses correspondances :

« Nohant, le 13 novembre 1844. À M. …, curé de … »

« Monsieur le desservant. Malgré tout ce que votre circulaire a d'éloquent et d'habile, malgré tout ce que la lettre dont vous m'honorez a de flatteur dans l'expression, je vous répondrai franchement, ainsi qu'on peut répondre à un homme d'esprit.
Je ne refuserais pas de m'associer à une œuvre de charité, me fût-elle indiquée par le ministère ecclésiastique. Je puis avoir beaucoup d'estime et d'affection personnelle pour des membres du clergé, et je ne fais point de guerre systématique au corps dont vous faites partie. Mais tout ce qui tendra à la réédification du culte catholique trouvera en moi un adversaire, fort paisible à la vérité (à cause du peu de vigueur de mon caractère et du peu de poids de mon opinion), mais inébranlable dans sa conduite personnelle. Depuis que l'esprit de liberté a été étouffé dans l'Église, depuis qu'il n'y a plus, dans la doctrine catholique, ni discussions, ni conciles, ni progrès, ni lumières, je regarde la doctrine catholique comme une lettre morte, qui s'est placée comme un frein politique au-dessous des trônes et au-dessus des peuples. C'est à mes yeux un voile mensonger sur la parole du Christ, une fausse interprétation des sublimes Évangiles, et un obstacle insurmontable à la sainte égalité que Dieu promet, que Dieu accordera aux hommes sur la terre comme au ciel.
Je n'en dirai pas davantage ; je n'ai pas l'orgueil de vouloir engager une controverse avec vous, et, par cela même, je crains peu d'embarrasser et de troubler votre foi. Je vous dois compte du motif de mon refus, et je désire que vous ne l'imputiez à aucun autre sentiment que ma conviction.
Le jour où vous prêcherez purement et simplement l'Évangile de saint Jean et la doctrine de saint Jean Chrysostome, sans faux commentaire et sans concession aux puissances de ce monde, j'irai à vos sermons, monsieur le curé, et je mettrai mon offrande dans le tronc de votre église ; mais je ne le désire pas pour vous : ce jour-là, vous serez interdit par votre évêque et les portes de votre temple seront fermées.
Agréez, monsieur le curé, toutes mes excuses pour ma franchise, que vous avez provoquée, et l'expression particulière de ma haute considération. George Sand »

### George Sand et l'antisémitisme
Selon Michel Dreyfus, historien et directeur de recherche au CNRS, « George Sand exprime dans sa correspondance comme dans son œuvre un antisémitisme qui lui semble naturel ».
Ainsi, dans une lettre datée du 26 février 1839 et adressée à Charlotte de Folleville, épouse de Manuel Marliani, George Sand raconte son séjour en Espagne « où Chopin a été bien soigné […] mais toujours persécuté et contristé par la bêtise, la juiverie et la grossière mauvaise foi de l'Espagnol ». Dans cette même lettre, elle met en garde sa correspondante contre le baron Ferdinand d'Eckstein : « Soyez prudente, c'est un espion. Savant et philosophe autant qu'on voudra, mais juif, et saluant trop bas ».
En 1848, dans une lettre adressée à son oncle René Vallet de Villeneuve, George Sand affirme que « la France est entre les mains juives, et si Jésus revenait, ces gens-là le remettraient en croix ».
En 1857, dans une lettre adressée à son ami Victor Borie, George Sand caractérise le juif « par sa dureté de cœur pour quiconque n'est pas de sa race » et qui est « en train de devenir le roi du monde », tout en pronostiquant : « dans cinquante ans, la France sera juive. Certains docteurs israélites le prêchent déjà ».
Dans le reste de son œuvre, le thème du Juif honni est récurrent.
Dans Lélia, roman de 1833, on trouve : « Il naquit riche, mais riche comme un prince, comme un favori, comme un juif. Ses parents s’étaient enrichis par l’abjection du vice. »
Dans Les Mississippiens (1840), proverbe en trois actes de George Sand, le personnage juif de Samuel Bourset dont le patronyme transparent fait référence à la Bourse, vend sa fille Louise au plus offrant. Selon Chantal Meyer-Plantureux, professeure à l'université Caen-Normandie : « le juif de George Sand est un traître et qui plus est un juif qui ruine la France » et « qui préfigure tous les banquiers véreux ». En effet George Sand fait dire à Julie, la femme de Samuel Bourset : « Je vous ai aidé jusqu’ici dans vos projets de fortune – dit-elle à son mari – ; j’ai partagé vos richesses et votre enivrement. J’ai même été vaine, ambitieuse, et j’en rougis ; mais vous aviez ennobli ce vice à mes yeux en me faisant croire que nous accomplissions une grande œuvre, que notre luxe faisait prospérer la France, et que nous étions au nombre de ses bienfaiteurs. Si je restais votre dupe un jour de plus, je serais forcée de me regarder comme votre complice, car je sais que nous ne sommes plus que des spoliateurs […]. Vous reprendrez tous les diamants que vous m’avez donnés ; je ne veux plus rien qui me rappelle que ces misérables jouets ont ruiné plus de cent familles. »
En 1861, dans le roman Valvèdre, George Sand fait dire à l'un des personnages : « Le juif a instinctivement besoin de manger un morceau de notre cœur, lui qui a tant de motifs pour nous haïr ».
Dans ses Lettres d’un voyageur de 1836, elle écrit : « Un agioteur juif aura beau imiter scrupuleusement l’élégance d’un dandy, on ne le confondra jamais avec le plus simplement vêtu des descendants d’une antique famille. »
En 1842, George Sand publie Un hiver à Majorque, décrivant son séjour avec Chopin. Elle y estime que les juifs s'emparent de la richesse de l'île : dans vingt ans, ils « pourront s'y constituer à l'état de puissance comme ils l'ont fait chez nous. »

### La Commune de 1871
George Sand, républicaine et socialiste en 1848, rejoint en 1871 les écrivains qui condamnent la Commune de Paris, comme Gustave Flaubert, Edmond de Goncourt, Théophile Gautier, Maxime Du Camp, Charles Marie René Leconte de Lisle, Alexandre Dumas fils, Ernest Renan, Alphonse Daudet, Ernest Feydeau, Émile Zola. Pour eux ce mouvement est source de désordre : « La secousse brutale que constitua la Commune pour la société bourgeoise du XIXe siècle, si bien incarnée par Thiers, ne pouvait en effet manquer d'amener les gens de lettres à réagir, à la fois en tant qu'individus appartenant à une classe sociale donnée, quoiqu'ils s'en défendent, et en tant qu'artistes, dont la conception de l'art est liée à un certain état social, à certaines valeurs remises en question par le mouvement révolutionnaire ».
George Sand manifeste une forte hostilité au mouvement de la Commune de Paris. Elle apprend également que son appartement a été endommagé par l'explosion de la poudrière du Luxembourg. Elle se démarque de Victor Hugo qui prend la défense des insurgés et n'hésite pas à critiquer sa prise de position. Les termes employés par George Sand sont extrêmement durs : « Tout va bien pour les Versaillais. La déroute des Fédérés est complète. On ne peut plaindre l'écrasement d'une pareille démagogie […] Les exécutions vont leur train. C'est justice et nécessité, mais que devient la civilisation ? ».
Le 3 octobre 1871, George Sand cherche à justifier son attitude dans un article du journal Le Temps, en reprenant les arguments des conservateurs. La romancière propose comme solution l'éducation pour tous, afin d'éviter les dérives révolutionnaires.
Mais la virulence des propos exprimés par les écrivains de l'époque, surprend encore aujourd'hui. George Sand redoute un retour de la monarchie et ne comprend pas que la Commune puisse prendre les armes contre la République naissante, même bourgeoise. Ses convictions légalistes ne voient dans la Commune que les destructions, les incendies et les exécutions des otages. Son soutien à Thiers et à la République conservatrice resteront incompris. C'est aussi le fossé qui se creuse entre Paris et la Province, entre les grandes cités et le monde rural. L'échec de la Révolution de 1848, les désillusions, le poids des années et la perte de la foi politique entraîneront George Sand vers un repli sur elle-même.
Georges Le Rider, historien et administrateur général de la Bibliothèque nationale de France, résume bien les différentes approches que l'on peut avoir de l'écrivain : 

« Le fait même qu'on porte sur elle, aujourd'hui encore, des jugements contradictoires témoigne de la richesse de sa personnalité et du caractère toujours actuel des problèmes qu'elle a posés. »

### George Sand pionnière de l'écologie
Même si la science n'est à l'époque pas ouverte aux filles, dès l'enfance elle est passionnée par les sciences naturelles. Devenue adulte elle va gérer les terres de son domaine de façon scientifique, se renseignant dans les livres et les musées et s'entourant de spécialistes : médecins, botanistes, géologistes, ingénieurs, entomologistes, etc..
En 1872, alors que le gouvernement d'Adolphe Thiers projette de supprimer une partie de la forêt de Fontainebleau, forêt pourtant protégé par décret impérial comme « réserve artistique », George Sand utilise la biologie, l'entomologie, la géologie, ainsi que les sciences de l'ingénieur, pour écrire un plaidoyer de douze pages demandant l'abandon du projet,. Elle y écrit : « Si on n’y prend garde, l’arbre disparaîtra et la fin de la planète viendra par dessèchement, sans cataclysme nécessaire, par la faute de l’homme ». Elle initie ainsi les règles d'une exploitation forestière respectueuse et sauve la première réserve naturelle au monde.
Quatre ans plus tard, ses derniers mots seront encore pour la nature, souhaitant la laisser libre sur sa tombe, elle dit : « Verdure… Laissez verdure… ».

### La graphologue intuitive
George Sand s'est nourrie de l'ouvrage de Lavater : L'art de connaître les hommes par la physionomie (1806), dans lequel l'auteur expose sa théorie de l'écriture comme geste psychologiquement expressif. De là, elle fait l'admiration des salons en décrivant une personnalité d'après son écriture.
Le précurseur en France de la graphologie, l'abbé Michon, dit de la romancière qu'elle est « très forte en graphologie intuitive ». Elle se flatte, écrit-il dans sa revue graphologique, « de diagnostiquer le caractère et le tempérament de la première personne venue au seul vu de son écriture ». Elle se soumet dans cette édition à un portrait psychologique de l'abbé qui en reconnaît toute la justesse.

## Mémoire

### Hommages

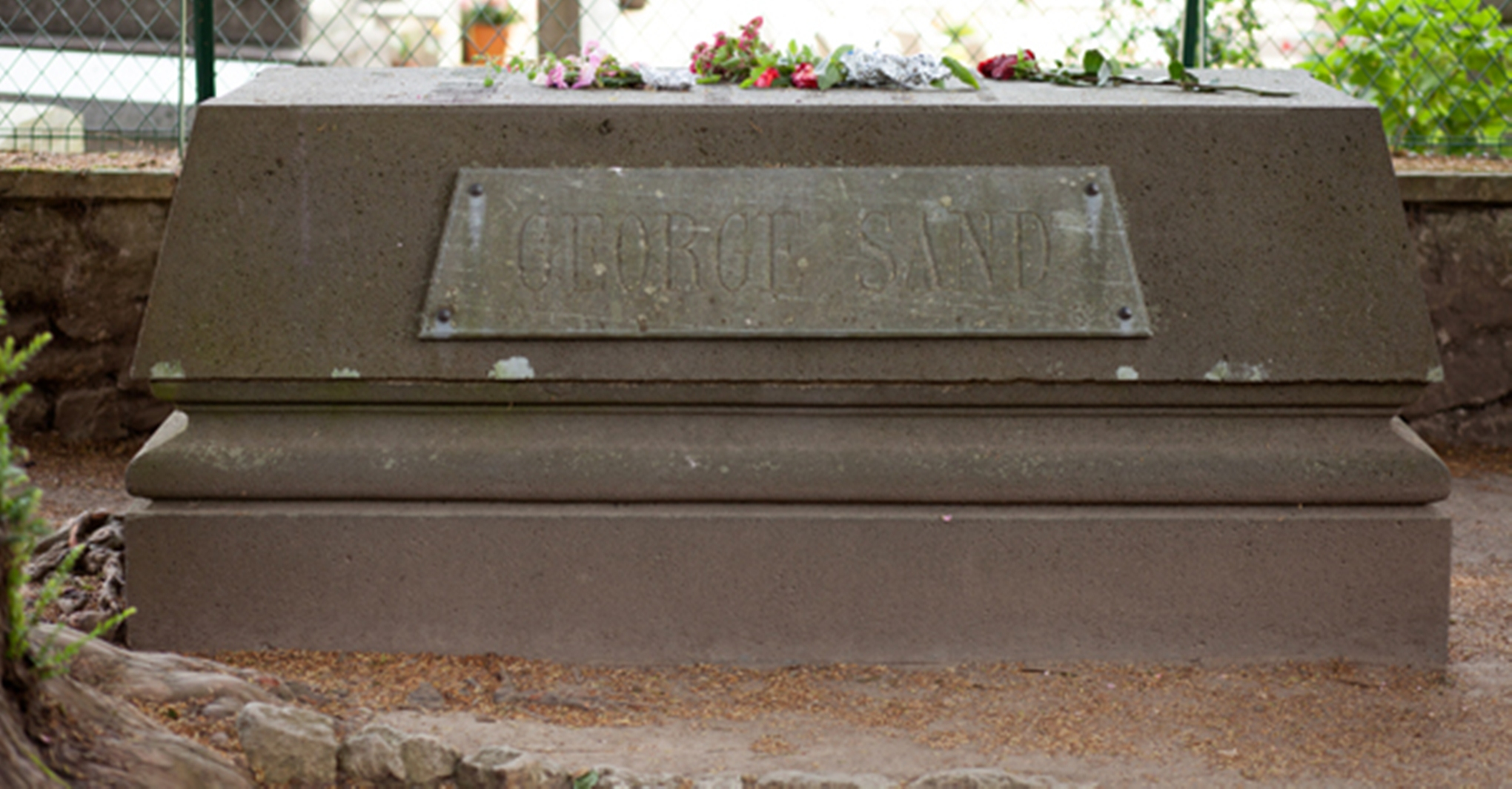
Tombeau de George Sand. Domaine du château de Nohant.

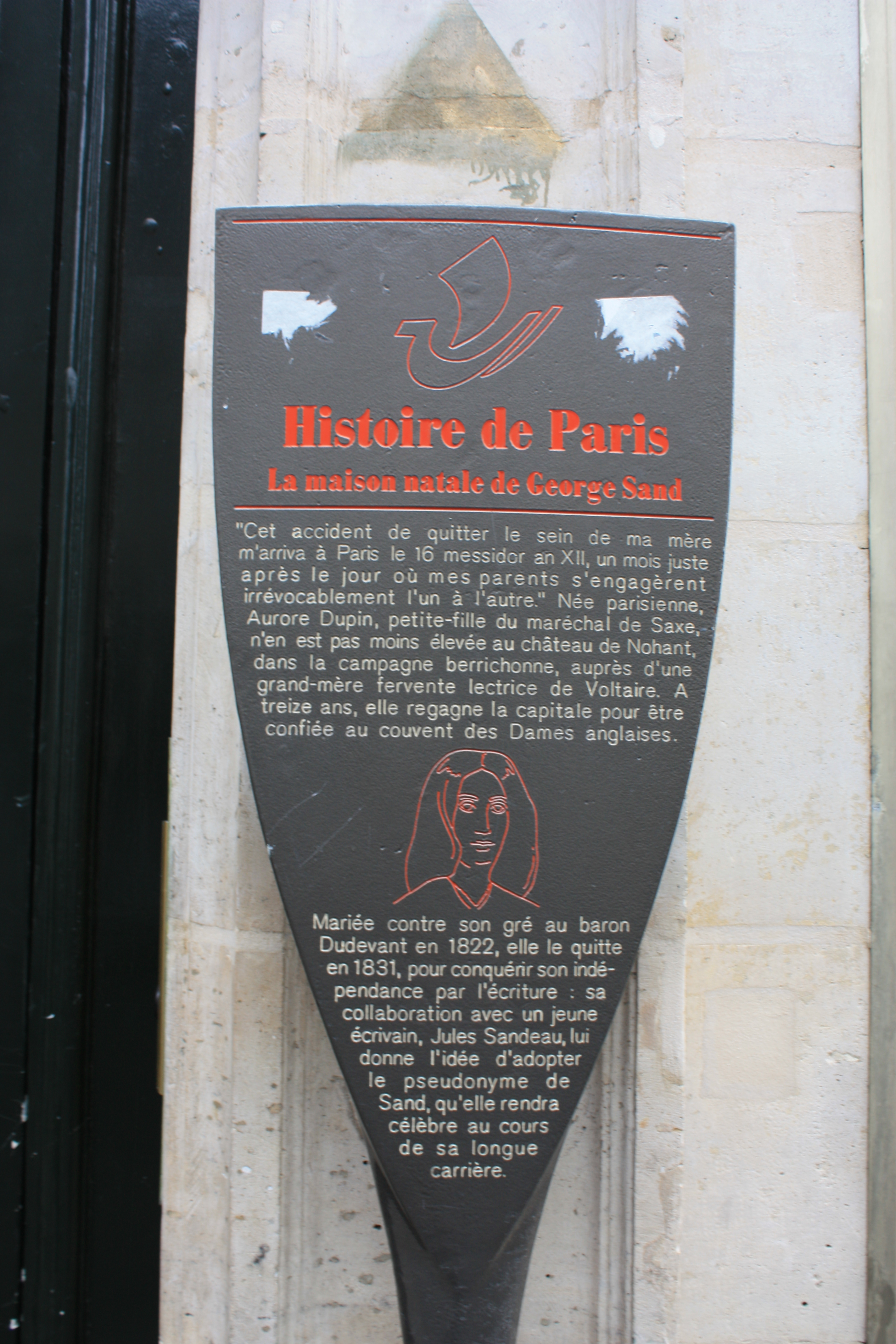
Panneau Histoire de Paris; La maison natale de George Sand, rue Meslay

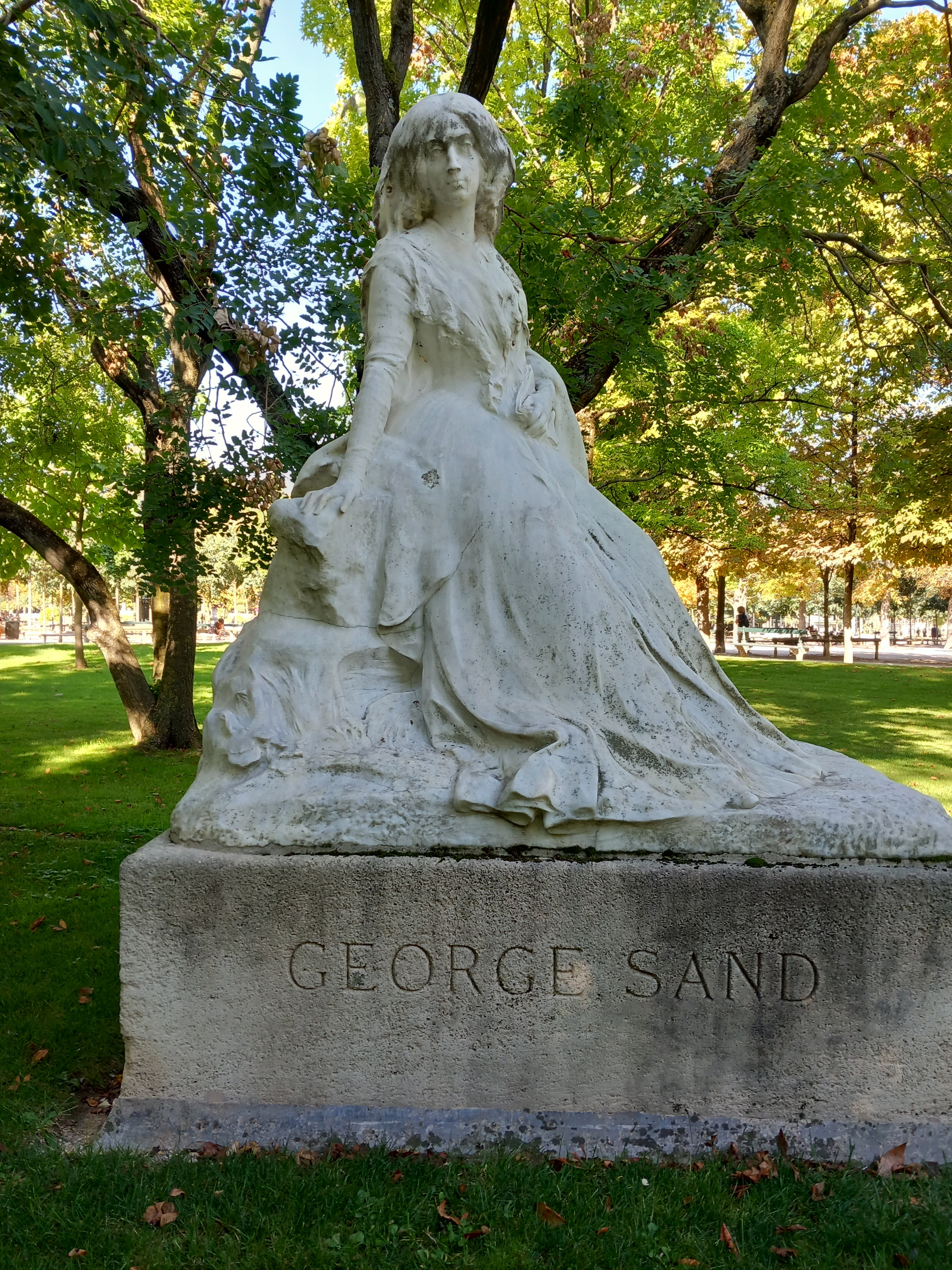
Statue de George Sand au jardin du Luxembourg

- Honoré de Balzac l'a transposée dans le personnage de Félicité des Touches, « l'illustre écrivain qui fume le narghilé », dans son roman Béatrix.
- Victor Hugo a déclaré le 8 juin 1876 : « Je pleure une morte, je salue une immortelle ! ». Dans l'éloge funèbre qu'il lui consacre, et qui fut lu par Paul Meurice, il écrit : « Dans ce siècle qui a pour loi d'achever la Révolution française et de commencer la Révolution humaine, l'égalité des sexes faisant partie de l'égalité des hommes, il fallait une forte femme »[237].
- Fiodor Dostoïevski dans son Journal d'un écrivain en juin 1876 : « Les femmes de l’univers entier doivent à présent porter le deuil de George Sand, parce que l’un des plus nobles représentants du sexe féminin est mort, parce qu’elle fut une femme d’une force d’esprit et d’un talent presque inouïs. Son nom, dès à présent, devient historique, et c’est un nom que l’on n’a pas le droit d’oublier, qui ne disparaîtra jamais ».
- Ernest Renan écrit au lendemain de la disparition de George Sand : « Une corde est brisée dans la lyre du siècle […] Madame Sand traversa tous les rêves ; elle sourit à tous, crut un moment à tous ; son jugement pratique put parfois s'égarer, mais comme artiste, elle ne s'est jamais trompée. Ses œuvres sont vraiment l'écho de notre siècle ».
- Le poète américain Walt Whitman déclare, lors d'entretiens publiés en 1898, qu'il place George Sand parmi ses auteurs favoris, et qu’il admire tout particulièrement Consuelo. Il ajoute qu’il tient les héroïnes de l'auteure française pour supérieures à celles de William Shakespeare. Quant aux reproches sur sa moralité, ils n'ont, selon lui, pas de sens chez une artiste à la recherche de la liberté et de la vérité, et que les bien-pensants agaçaient[238].
- George Sand inspire deux poèmes à la poétesse anglaise Elizabeth Barrett Browning. Le premier intitulé, To George Sand : A Desire, débute par ces vers : « Toi femme de grand esprit et homme de grand cœur / Qui se donna le nom de George Sand ! ». Dans le second, To George Sand : A Recognition, elle la reconnaît comme « Vrai génie, mais vraie femme »[239].
- Lorsque Thomas Hardy demande au rédacteur de la revue littéraire The Cornhill Magazine des conseils de lectures profitables, celui-ci lui conseille entre autres, George Sand. Ses « histoires de vie campagnarde me semblent parfaites », lui écrit-il, et « présentent une certaine parenté avec les vôtres. La dernière que j'ai lue était Les Maîtres sonneurs que je vous recommande pour leur quasi-perfection »[240].
- En astronomie, sont nommés en son honneur (10733) Georgesand, un astéroïde de la ceinture principale d'astéroïdes[241], et Sand Corona, une corona de la planète Vénus[242].
- La promotion 2022-2027 de Sciences Po Strasbourg se nomme George Sand, à la suite d'un vote des étudiants en février 2023[243].

### Lettre de Solange Dudevant-Sand
Le 25 juillet 1883, la fille de George Sand, Solange (1828-1899) écrit à Émile Aucante (1822-1909), un ami très proche de la famille Sand. Malgré des relations difficiles, Solange a aimé sincèrement sa mère, comme en témoigne cette correspondance. En 1883, Solange a 55 ans et elle vit dans la maison familiale à Nohant. George Sand est morte depuis sept ans et les souvenirs sont intacts, :

« On a beau faire, les années s'accumulent et on est saisi par l'immense vide de cette gigantesque personnalité disparue. Une morne et incommensurable tristesse emplit cette maison, ce jardin, ces prairies. Derrière chaque porte qu'on ouvre, on s'attend à la voir. Au détour de chaque allée, on se dit : Où est-elle ! Pourquoi ne vient-elle pas ! Le soir surtout, sur cette terrasse, et le long de cette avenue du pavillon, quand l'ombre se fait sous les incertaines lueurs de la lune, on se figure qu'elle va enfin apparaître, cherchant un papillon ou une fleur préférée. Attente atroce qu'on sait vaine. Alors l'effroi de cette implacable absence vous glace. Le cœur se serre d'angoisse et de regret, dans la désespérance de l'impitoyable néant où s'est englouti un être si précieux, une âme si vaste et si élevée. Être à jamais perdu, génie pour toujours disparu ! Nohant est lugubre. Nohant sans George Sand, c'est la rivière sans eau, la prairie sans soleil, la montagne sans forêt, une chose matérielle, assez laide, sans poésie, sans attrait, sans rien qui fasse endurer une souffrance incessante et cruelle. »

— Solange Dudevant épouse Clésinger.

## Contexte familial

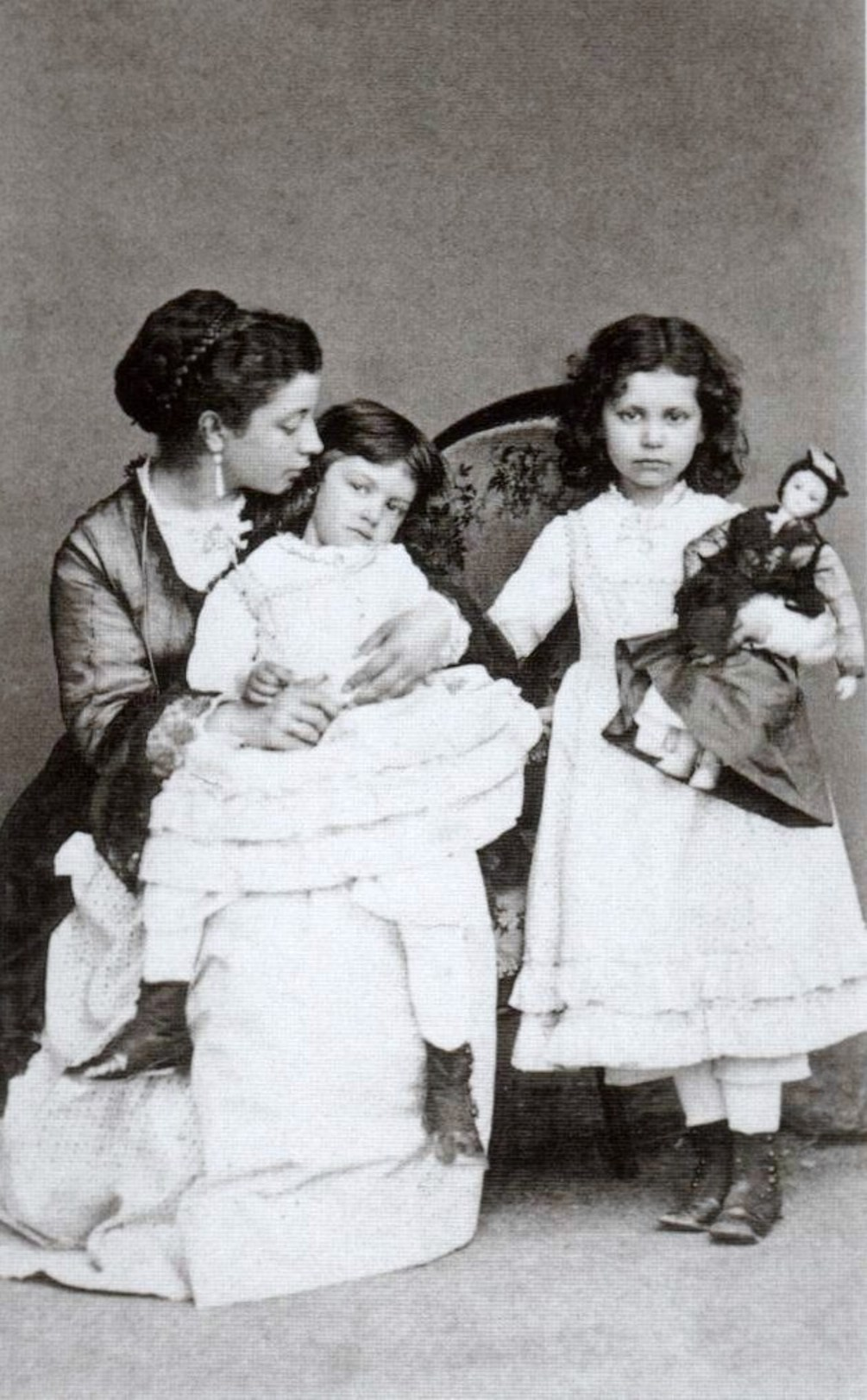
Lina Calamatta et ses deux filles, Aurore et Gabrielle, en 1871.

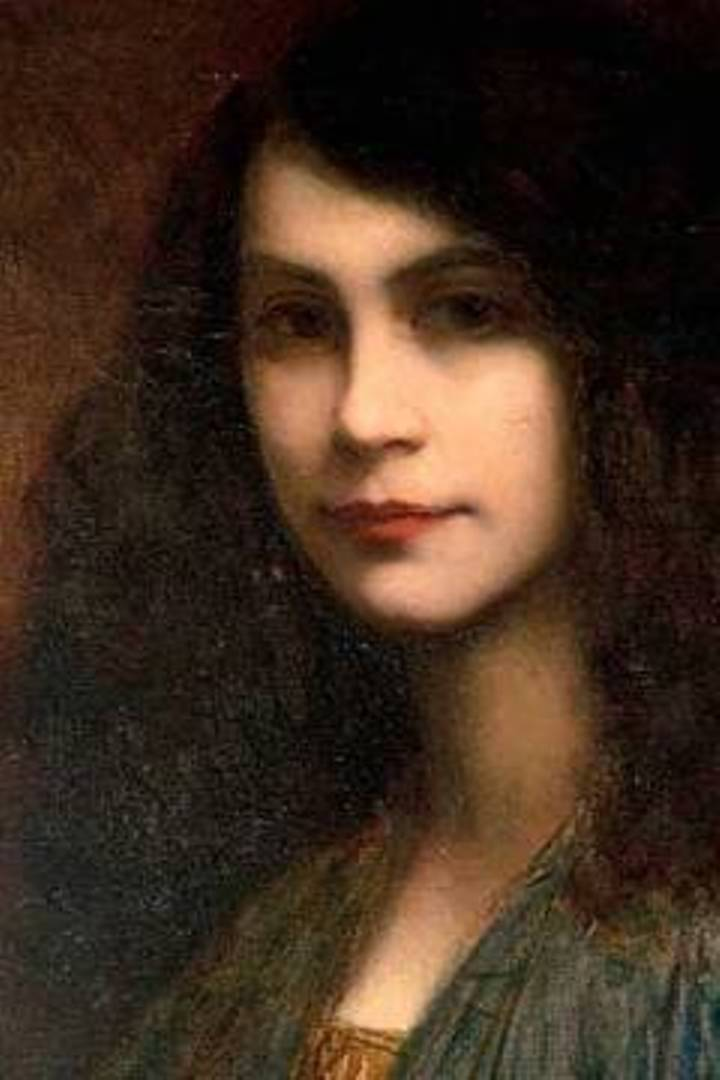
Détail du portrait d'Aurore Dudevant-Lauth (1866-1961), petite-fille de George Sand, à Nohant.

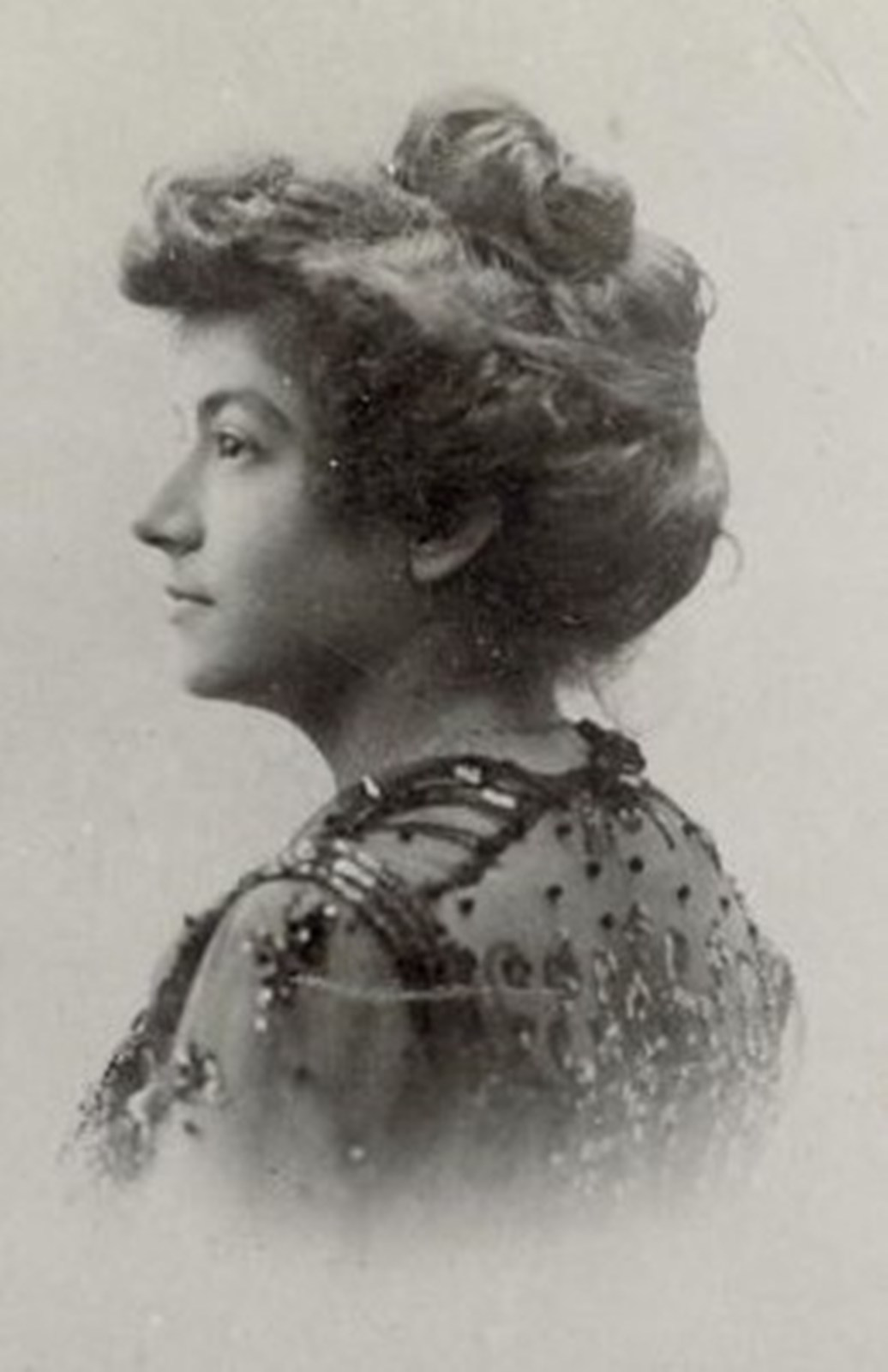
Gabrielle Dudevant-Palazzi (1868-1909), petite-fille de George Sand, photographiée en 1890.

Aurore Amantine Lucile Dupin de Francueil, épouse le 17 septembre 1822 à Paris dans le 1er arrondissement ancien (8e arrondissement actuel), François dit Casimir Dudevant. C'est le fils naturel mais reconnu qu'a fait Jean-François Dudevant, chef de brigade du 14e régiment de chasseurs à cheval, colonel de cavalerie, député de Lot-et-Garonne, fait baron d'Empire en 1811, à sa servante Augustine Soulé. Il est né le 17 messidor An 3, soit le 5 juillet 1795, à Pompiey et mort le 8 mars 1871 à Barbaste (acte de décès no 13), village de Lot-et-Garonne. François Dudevant est élevé par l'épouse légitime, Gabrielle Louise de La Porte. De cette union avec Aurore Dupin, sont nés deux enfants :
- Maurice, Jean-François Arnauld Dudevant, est né le 30 juin 1823 à Paris (1er arrondissement ancien) et meurt le 4 septembre 1889 à Nohant-Vic. Il est écrivain et artiste, chevalier de la Légion d'honneur, le 17 mars 1860[247].

Maurice Dudevant épouse Marceline Claudine Augustine, dite « Lina », Calamatta, le 17 mai 1862 à Nohant-Vic. Cette dernière est née à Paris (1er arrondissement ancien) le 26 juin 1842 et y meurt dans le 17e arrondissement, le 2 novembre 1901.
De cette union sont nés trois enfants :
1. Marc-Antoine Dudevant, né à Nohant-Vic le 14 juillet 1863 et mort le 21 juillet 1864 au château de Guillery à Pompiey, dans l'arrondissement de Nérac.
2. Aurore Jeanne Claudine Dudevant est née à Nohant-Vic le 10 janvier 1866 et meurt à Nohant-Vic le 15 septembre 1961 à l'âge de 95 ans. Femme de lettres, faite chevalier de la Légion d'honneur le 12 mars 1927, puis officier le 24 novembre 1954. Elle épouse le 16 novembre 1889 à Paris (16e arrondissement) Charles-Frédéric Lauth (né à Paris dans le 6e arrondissement, le 17 janvier 1865 et mort à Paris dans ce même 6e arrondissement, le 23 mars 1922). Il est artiste-peintre.
Aurore Sand adopte en 1958 son filleul, l'architecte Georges-André Smeets (1911-1970). Lui et son épouse Christiane Étave dite Christiane Sand (née le 29 juin 1927 à Châteauroux - morte le 26 avril 2018), sont les défenseurs des droits moraux de George Sand. De leur union naît une fille prénommée Aurore, morte prématurément. Le 23 février 2019 à Bourges, dans le cadre de la succession de Christiane Smeets-Sand, sont vendus aux enchères publiques des souvenirs de George Sand (lettres, livres, linge de maison, bijoux). Également en vente, des présents d'amis célèbres dont un chien de Fô chinois en bronze patiné offert par Ivan Tourgueniev en 1873, une paire de boucles d'oreilles en or de Florence monogrammées offerte par Alfred de Musset à Venise en 1833 et un de ses encriers en bronze ciselé et doré à décor égyptien avec son étui à cire.
3. Gabrielle Jeanne Lucile Dudevant, est née à Nohant-Vic le 11 mars 1868 et meurt à Nohant-Vic, le 27 juin 1909. Elle épouse le 28 juillet 1890 à Paris (1er arrondissement) Roméo Palazzi (né le 15 juin 1853 à Arcevia, Marches en Italie et mort à Rome en 1932), professeur de dessin.

Aurore et Gabrielle n'ont pas d'enfants.
- Solange Gabrielle Dudevant est née à Nohant-Vic le 13 septembre 1828 et meurt le 17 mars 1899 à Paris à son domicile au no 16 rue de la Ville-l'Évêque, dans le 8e arrondissement[256]. Elle épouse le 19 mai 1847 à Nohant-Vic, Auguste, Jean-Baptiste Clésinger (né le 22 octobre 1814 à Besançon et mort le 6 janvier 1883 à Paris, au no 6 rue de la Chaise dans le 7e arrondissement)[257]. Il est sculpteur et artiste-peintre.

De cette union, sont nés deux enfants :
1. Solange-Jeanne-Gabrielle Clésinger, née le 28 février 1848 au château de Guillery à Pompiey et morte en bas âge, le 6 mars 1848 au château de Guillery.
2. Jeanne-Gabrielle-Solange Clésinger, surnommée « Nini », née le 10 mai 1849 au château de Guillery et morte le 14 janvier 1855 à Paris dans le 1er arrondissement ancien.

La descendance de George Sand ne serait pas complète sans la mention de la fille naturelle et supposée de Maurice, Jean-François Arnauld Dudevant avec une domestique du château de Nohant, Marie Caillaud. Solange Dalot, enseignante, directrice d'école et écrivain, après de nombreuses recherches, apporte plusieurs éléments étayant cette filiation.
Marie Caillaud ou Cailleau, fille de Pierre Cailleau et de Jeanne Foulatier, est née le 13 février 1840 à Nohant-Vic. Elle entre au service de George Sand en 1851, à l'âge de 11 ans et la romancière se charge de son éducation. Marie Caillaud devient par la suite la gouvernante de George Sand et une actrice du théâtre de Nohant. Elle meurt le 11 janvier 1914 à son domicile, au no 24 rue Nationale à La Châtre. Le 10 mai 1868, Marie Caillaud donne naissance à une fille naturelle, Marie-Lucie, à Nohant-Vic. Marie-Lucie Caillaud épouse le 22 mars 1887 à La Châtre, Ernest Marie Guillotin Sainte-Marie (1858-1918). Ce dernier n'est pas l'arrière petit-fils de Joseph Ignace Guillotin (1738-1814) contrairement à l'affirmation de Solange Dalot dans son ouvrage, Marie des poules : Marie Caillaud chez George Sand. En effet, le célèbre docteur est mort sans enfants,.
Solange Clésinger-Sand fait une double donation à Marie-Lucie, lors du contrat de mariage en 1887 et au moment de sa succession. Marie-Lucie meurt le 8 février 1944 et a une nombreuse descendance.
Sources :
- Joseph Valynseele et Denis Grando (préf. Jean Guitton), À la découverte de leurs racines, t. II, Paris, L'Intermédiaire des chercheurs et curieux, 1988, 220 p. (ISBN 2-901065-03-1), « § George Sand ».
- Archives de Paris
- Archives départementales de l'Indre
- Archives départementales de Lot-et-Garonne

| - Portrait de François Dudevant vers 1825. Dessin à la mine de plomb. - Photographie de François Dudevant en 1850 (daguerréotype). - Photographie de François Dudevant vers 1865. - George Sand effectue des séjours à Bordeaux et au château de Guillery chez son beau-père, le baron Jean-François Dudevant , de septembre 1825 à avril 1826. - Jeanne Clésinger (1849-1855), petite-fille de George Sand. |

## Représentations culturelles

### Photographie

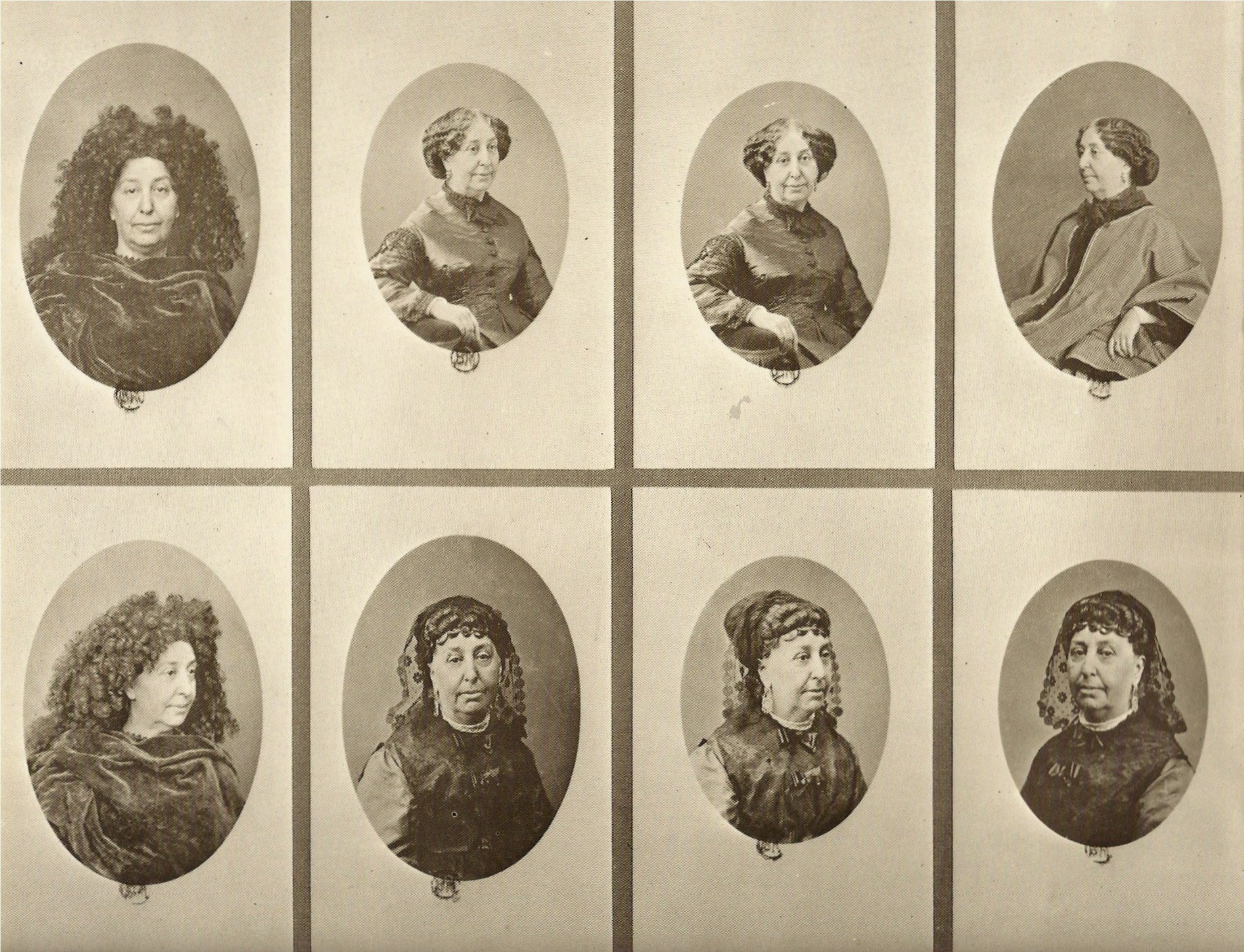
Galerie photographique de George Sand par Nadar sous le Second Empire. Source : Bibliothèque nationale de France.

Le 24 mars 1864, George Sand écrit à Nadar pour le féliciter des photographies qu'il a prises d'elle, : 

« Mon cher Nadar, j'ai encore besoin de deux belles épreuves retouchées de mon grand portrait de face. Je charge mon ami Maillard de vous les payer, si c'est abuser de vos dépenses comme je le crains. Mais choisissez-les-moi bien belles et remettez-les au dit Maillard. Mes enfants sont dans le ravissement de mes photographies, et ils vous remercient de les avoir faites et ils me remercient de vous les avoir fait faire. Détruisez donc l'affreuse photographie Richebourg – sur l'honneur ! »

Le daguerréotype de 1852 pris par Pierre-Ambroise Richebourg (1810-1875) ne flatte guère la romancière et elle gardait un mauvais souvenir de ses premiers contacts avec ce nouvel art. Afin de contenir la diffusion du premier portrait photographique, George Sand correspond en 1863 avec le maître en la matière Félix Tournachon dit Nadar : « Le véritable remède ne serait-il pas d'en faire une meilleure ? ».
Elle se rend au mois de mars 1864 dans l'atelier du photographe, au no 35 boulevard des Capucines à Paris. Nadar, admirateur de la femme de lettres, réalise de multiples essais dont celui où George Sand apparaît coiffée d'une perruque « Grand Siècle ». Satisfaite, elle invite son dernier compagnon, le graveur Alexandre Manceau (1817-1865) à poser également. Les séances de pose se renouvellent en 1869, puis en 1874. George Sand noue de solides liens d'amitié avec la famille Nadar comme l'attestent une trentaine de lettres. La dernière photographie de l'écrivain est prise par un castelroussin, Placide Verdot (1827-1889), à Nohant, en 1875. Peu enclin au déplacement, Nadar ne s'est jamais rendu en terre berrichonne.

### Sculpture
Le peintre et sculpteur Louis Gallait réalise en 1840 un portrait en buste de George Sand dans un bas relief ovale en terre cuite. Cette œuvre a fait l'objet d'une exposition à Uzès le 19 décembre 2015 dans le cadre d'une vente aux enchères. Une reproduction est publiée dans La Gazette Drouot. L'artiste a également peint un portrait de Frédéric Chopin en 1843, montré au musée de la Vie romantique à Paris du 2 mars au 11 juillet 2010 lors de l'exposition « Frédéric Chopin, la note bleue ».
En 1905, le sculpteur François Sicard réalise une statue de George Sand qui orne le jardin du Luxembourg à Paris.

### Peinture
À l'occasion du bicentenaire de la naissance de George Sand, le peintre péruvien Herman Braun-Vega réalise, à la demande des Musées de Châteauroux, un portrait de George Sand intitulé George Sand dans l'atelier de Delacroix avec Musset, Balzac et Chopin, qui représente George Sand un cigare entre les doigts, posant pour Delacroix. Le tableau est exposé en 2004-2005 au Couvent des Cordeliers de Châteauroux.

### Cinéma
- 1923 : La Mare au diable, film français de Pierre Caron.
- 1926 : Mauprat, film français de Jean Epstein.
- 1990 : La Note bleue, film franco-allemand d'Andrzej Żuławski avec Marie-France Pisier et Sophie Marceau.
- 1991 : Impromptu, film britannico-américain de James Lapine avec Judy Davis, Hugh Grant.
- 1999 : Les Enfants du siècle, film français de Diane Kurys avec Juliette Binoche et Benoît Magimel.
- 1999 : Exposition Sand–Musset/Histoire d'un film, Les Enfants du siècle, au musée de la Vie romantique, Paris.
- 2004 : Sand, film polonais de Jerzy Antczak avec Danuta Stenka.

### Télévision
- 1966 : Indiana (du roman de George Sand), téléfilm d'Edmond Tyborowski.
- 1972 : Mauprat, téléfilm français de Jacques Trébouta.
- 1972 : La Mare Au Diable, téléfilm français de Pierre Cardinal.
- 1976 : François le Champi, téléfilm français de Lazare Iglesis pour lequel il aura le prix de la Fondation de France.
- 1979 : La Petite Fadette, téléfilm français de Lazare Iglesis.
- 1980 : Les Maîtres sonneurs, téléfilm français de Lazare Iglesis pour lequel il aura le prix de la Fondation de France.
- 1981 : George Sand, téléfilm italien de Giorgio Albertazzi avec Anna Proclemer (George Sand), Giorgio Albertazzi (Michel de Bourges), Gabriele Antonini (Alexandre Manceau), Alberto Lionello (Gustave Flaubert), Olga Karlatos (Pauline Viardot), Italo Dall'Orso (Ivan Tourgueniev), Luigi Martini (Eugène Delacroix).
- 2003 : Sand… George en mal d'Aurore[276], réalisé par Françoise-Renée Jamet et Laurent Marocco avec Joséphine Serre, Christophe Vericel, Roger Rigaudeau, Chloé Thoreau et en voix off Lambert Wilson.
- 2004 : La Petite Fadette, téléfilm français de Michaëla Watteaux.
- 2004 : George Sand, Histoire de sa vie, film documentaire, Claudine Cerf (scénario), Micheline Paintault (réalisation), coproduction France 5/SCEREN-CNDP.
- 2004 : George Sand, Une femme libre, film documentaire de Gérard Poitou-Weber avec Christine Citti (Les Films de l'Arlequin et France 3).
- 2010 : George et Fanchette, comédie dramatique de Jean-Daniel Verhaeghe avec Ariane Ascaride (George Sand), Anaïs Demoustier (Fanchette), Philippe Chevallier (Gustave Papet), Raphaël Personnaz (Maurice Sand, le fils), Alexis Loret (Alexandre Manceau), Fabrice Pruvost (Frédéric Chopin), Nicolas Vaude (Eugène Delacroix), téléfilm en deux parties diffusé en mai 2010 sur France 3.
- 2016 : George Sand, libre et passionnée. Émission Secrets d'Histoire, diffusée sur France 2 le 2 août 2016 et présentée par Stéphane Bern[277].
  - Réalisation : Jean-Edouard Choppin. Invités : Michèle Perrot (historienne), Daniel Arsand (écrivain), Évelyne Bloch-Dano (biographe), Bernadette Chovelon (biographe), Philippe Séguy (écrivain), Georges Buisson (ancien conservateur de Nohant), Catherine Hermary-Vieille (biographe), Martine Reid (biographe, professeure de langue et littérature françaises), Ève Ruggiéri (journaliste), Jérôme Godeau (historien d'art), Béatrice Diaz (historienne), Bruno Fuligni (historien), Jean Garrigues (historien) et Alexandra Bosc (conservatrice)[278].
- 2016 : George Sand, la rebelle de Nohant. Émission Une maison, un artiste (saison no 4, épisode no 8), diffusée sur France 5 le 14 août 2016 et présentée par Patrick Poivre d'Arvor. Réalisation : Marie-Christine Gambart. Participants : Caroline Loeb (artiste), Georges Buisson (conservateur du domaine de Nohant de 2001 à 2010), Yves Henry (pianiste et compositeur) et Aurore Lauth-Sand (petite-fille de George Sand, extraits de l'entretien télévisé du 8 août 1961)[279].
- 2025 : La Rebelle : Les Aventures de la jeune George Sand. Série télévisée franco-belge réalisée par Rodolphe Tissot avec Nine d'Urso dans le rôle de George Sand.

### Radio
- 2016 : Émission La Compagnie des auteurs, par Matthieu Garrigou-Lagrange sur France Culture, du 13 au 16 juin 2016 : George Sand. La biographie de la romancière est le sujet de quatre volets : Romancière au masculin, Une femme sur tous les fronts, La Sorcière du Berry, Dix-huit mille lettres ![280].
- 2021 : George Sand, lanceuse d'alerte écolo et sauveuse de Fontainebleau par Elsa Mourgues sur France Culture, le 2 novembre 2021[281]
- 2022 : Désobéissance civile : quand George Sand défendait Fontainebleau par Pierre Ropert sur France Culture, le 7 novembre 2022[282].

### Théâtre
- 1996 : Sand, prénommée George ou l'Aurore d'une liberté…, spectacle de Pierrette Dupoyet (Création Festival d'Avignon).
- 2010 : Epopoiia, les arts chantés dans la nuit…, spectacle de Violaine Darmon et Anna Göckel.
- 2014 : George Sand et moi ! (autre titre : George Sand, ma vie, son œuvre !), spectacle musical et théâtral[283] de et avec Caroline Loeb, mis en scène par Alex Lutz et écrit avec la collaboration de Tom Dingler. Ce spectacle est présenté au Festival d'Avignon en 2013 et successivement, au Ciné 13 Théâtre, au Théâtre du Grand Point-Virgule et au Théâtre du Gymnase Marie-Bell.

### Musique
- 1992 : Sand et les Romantiques Album et Comédie musicale de Catherine Lara.
- 1996 : George Sand est une chanson de François Hadji-Lazaro, texte de Roland Topor. Elle figure sur l'album François détexte Topor (Boucherie Production).

### Bandes dessinées
- 1978 : Aurore, par Adela Turin (scénario), Annie Goetzinger (dessin) et Francesca Cantarelli (couleurs), Éditions Des femmes,  (ISBN 978-27210-0112-2), bande dessinée de 59 planches suivie d'un dossier de 16 pages sur la vie et l'œuvre de George Sand par Jeannette Rossi et Francine Mallet.
- 2006 : Le Dernier Visiteur de George Sand, par Rodolphe (scénario) et Marc-Renier (dessin), éditions du Patrimoine (Centre des monuments nationaux),  (ISBN 9782858228966). Retour sur la vie de George Sand et de ses amis à Nohant à partir de l'évocation des derniers jours de sa vie en juin 1876.
- 2012 : La soupe au poivre, par Colonel Moutarde et Nathalie Dargent, éditions PLG,  (ISBN 2917837101). Récit fantaisiste du séjour de Frédéric Chopin et George Sand à Majorque en 1838.
- 2021 : George Sand : ma vie à Nohant, par Chantal Van den Heuvel (scénario) et Nina Jacquim (dessin, couleurs), éditions Glénat,  (ISBN 9782344043745).
- 2021 : George Sand : fille du siècle, par Séverine Vidal (scénario) et Kim Consigny (dessins), éditions Delcourt,  (ISBN 9782413020127), bande dessinée biographique[284].

### Botanique
- Plusieurs roses portent son nom : Madame Dupin (obtenteur Foulard), Souvenir de George Sand (obtenteur Dücher), George Sand (obtenteur Gravereaux), George Sand II (obtenteur Meilland), George Sand III (obtenteur Laperrière-Robert)[285].

## Institutions

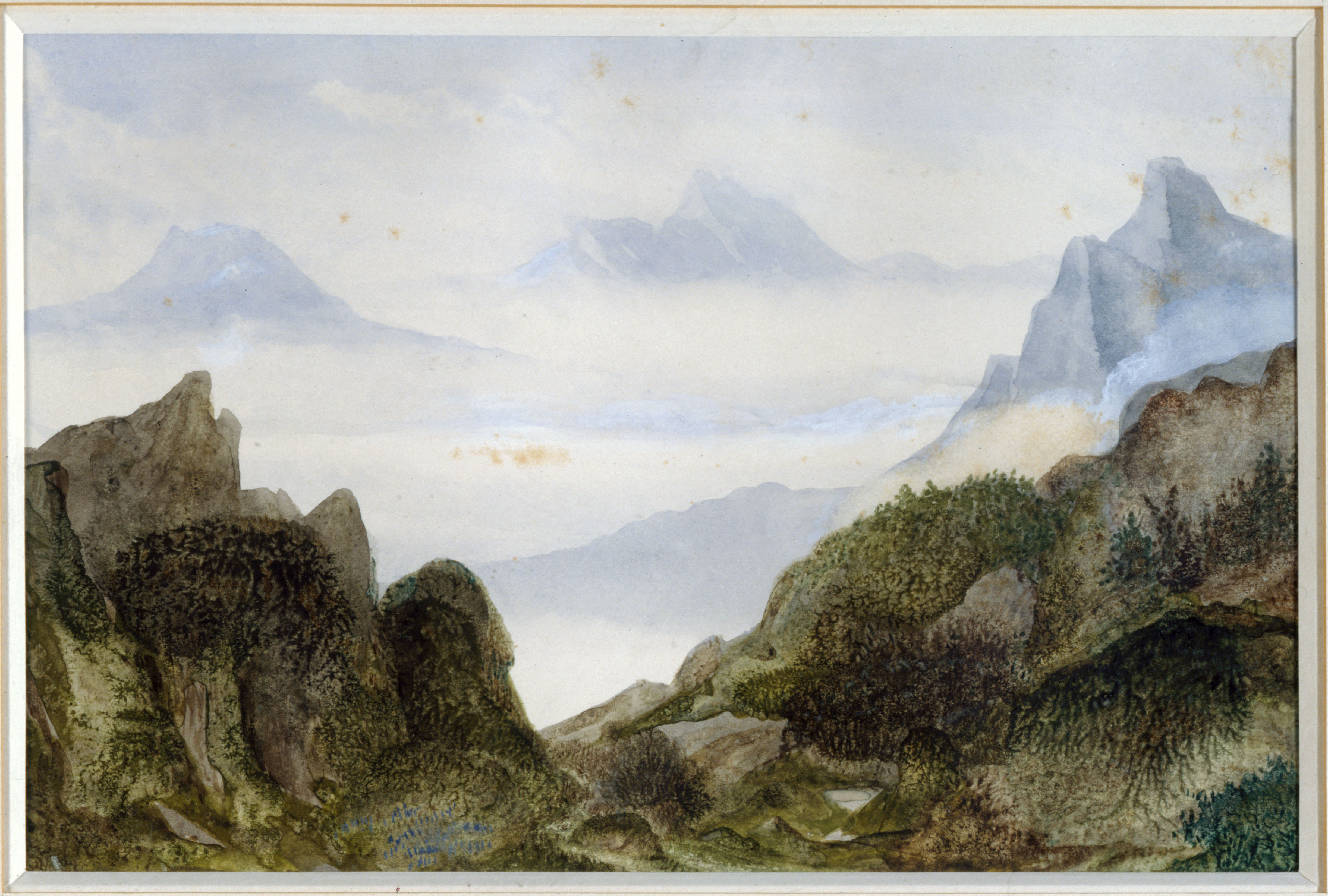
Paysage, gouache réalisée par George Sand selon la technique de la dendrite. Musée de la vie romantique.

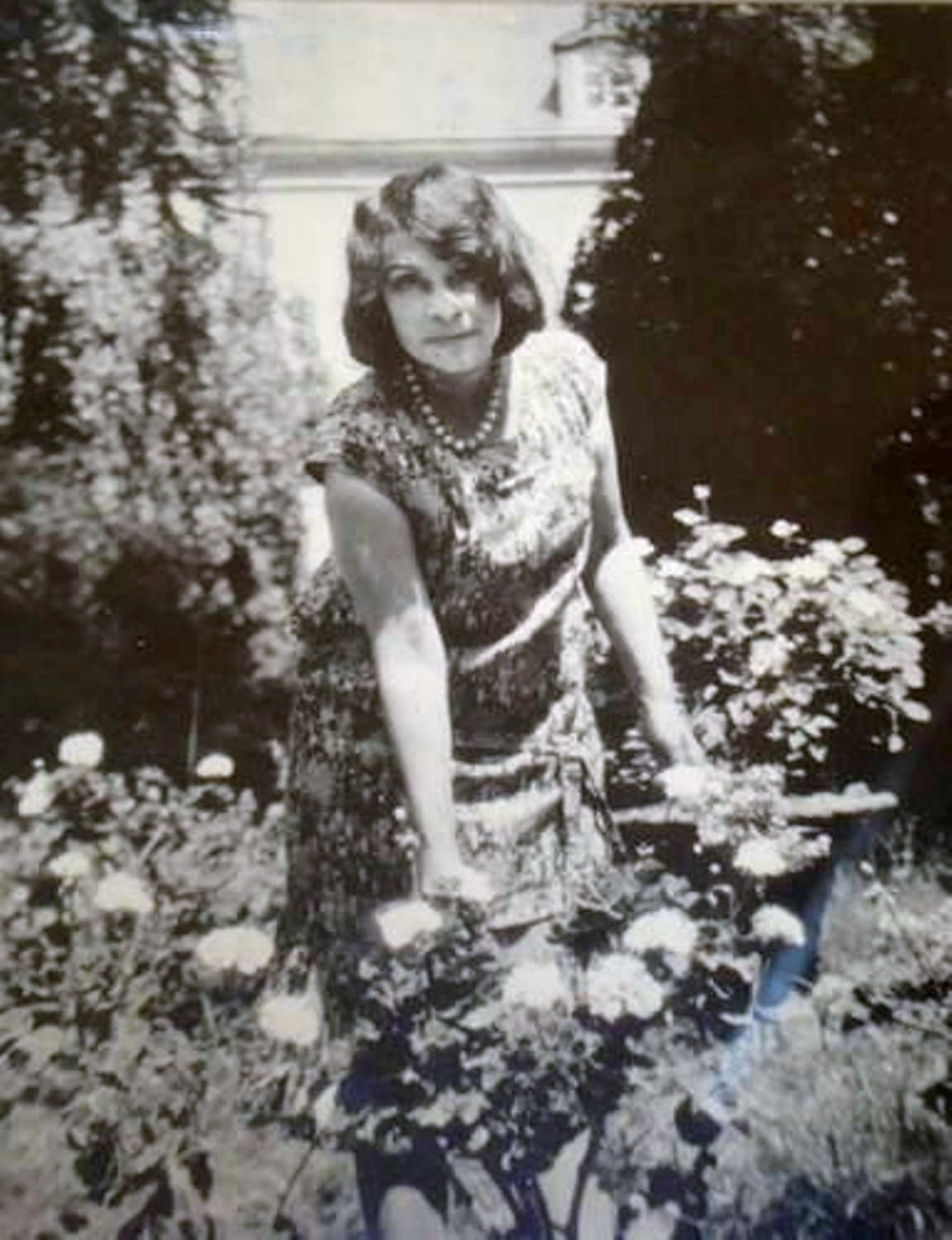
Photographie d'Aurore Dudevant (1866-1961) dans le jardin de la maison de Nohant. Collection privée.

### Musées
- Musée de la vie romantique, rue Chaptal, Paris, où sont exposés en permanence de nombreuses peintures, sculptures, objets d'art et memorabilia légués par sa petite fille Aurore Lauth (née Dudevant) - dont le célèbre moulage en plâtre de son bras droit, effectué par son gendre Auguste Clésinger. Une suite de ses dendrites complète l'ensemble (en peinture, la technique de la dendrite consiste à retoucher au pinceau ou à la plume une forme abstraite obtenue par pliage de taches d’encre ou de pigment projetées sur papier)[286].
- Le Domaine de George Sand, sa propriété à Nohant (Indre), dans la romantique vallée noire de la province du Berry.
- Le musée George Sand et de la Vallée Noire, au no 71 rue Venôse à La Châtre, présente les souvenirs, œuvres littéraires et épistolaires de George Sand à travers des éditions originales, lettres autographes, manuscrits et portraits. Au mois de janvier 2014, le musée reverse une partie de ses collections sur la base numérique Joconde, dans le cadre de son accessibilité au public et de la sauvegarde du patrimoine[287].
- La maison-musée de Gargilesse dans le Val de Creuse (Indre) où, avec son dernier amour Alexandre Manceau (1817-1865), George Sand passe de nombreuses années en villégiature.

### Bibliothèques
- Le vicomte Charles de Spoelberch de Lovenjoul (1836-1907) a légué sa collection littéraire à l'Institut de France. Le fonds George Sand issu de la donation Lovenjoul constitue, dans la bibliothèque de l'Institut, la principale collection de par sa richesse, avec 85 volumes en manuscrits, 140 volumes composés de la correspondance, des études et dossiers d’affaires de la romancière[288].
- La Bibliothèque historique de la ville de Paris possède un fonds George Sand en partie constitué par la donation de la petite fille de l'écrivain, Aurore Lauth-Sand, en 1951 et enrichi par de nouvelles acquisitions[289].
- Les fonds patrimoniaux de la bibliothèque de La Châtre possèdent une collection George Sand, comprenant notamment de nombreux manuscrits et des originaux de sa correspondance[290].
- La bibliothèque Équinoxe de Châteauroux possède un fonds George Sand[291], comprenant de la correspondance, des manuscrits et des photographies[292].

| - Musée de la vie romantique à Paris. - Salon George Sand au musée de la vie romantique. - Domaine de George Sand à Nohant. - Portrait d'Aurore Sand à Nohant. - Salon Frédéric Chopin et George Sand à la chartreuse de Valldemossa. |

## Archives

### Archives d'état civil
Les registres paroissiaux et d'état civil à Paris sont détruits lors de l'incendie de l'hôtel de ville, le 23 mai 1871, lors de la Commune de Paris. George Sand entreprend les démarches nécessaires afin de reconstituer, dans la mesure du possible et en fonction des documents en sa possession, l'état-civil de sa famille parisienne, ainsi que ses propres actes de naissance et de mariage. À cette occasion la romancière qui se pensait née le 5 juillet découvre que c'était en fait le 1er juillet 1804. Cette date erronée a pour origine une conversion incorrecte entre le calendrier républicain et grégorien. Son fils Maurice Sand perpétue cette erreur dans l'acte de décès de sa mère le 8 juin 1876, jusqu'à l'inscription sur la tombe de George Sand.

Archives familiales
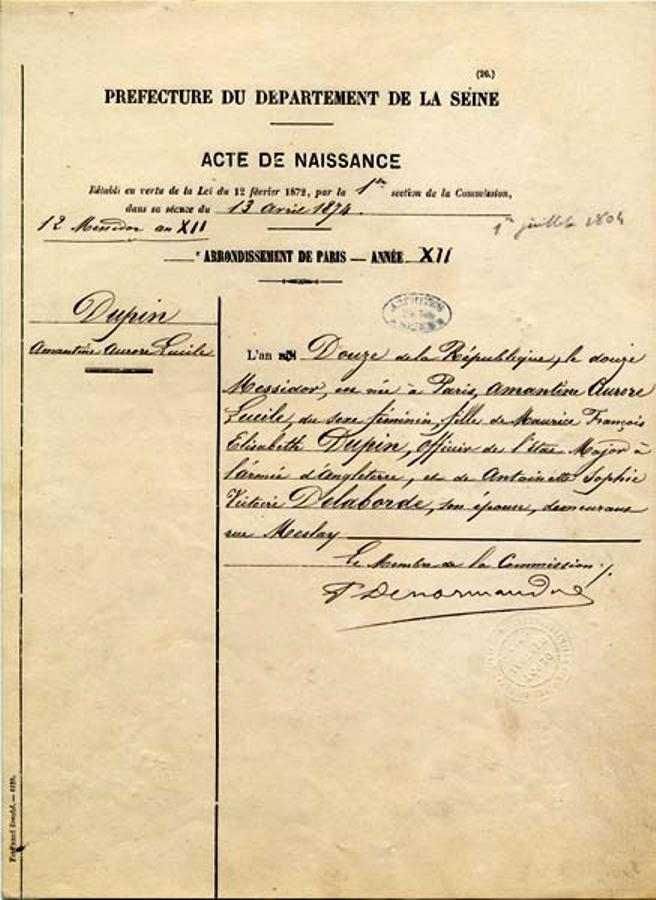
Acte de naissance reconstitué de George Sand, née le 12 Messidor An XII (1er juillet 1804) à Paris.
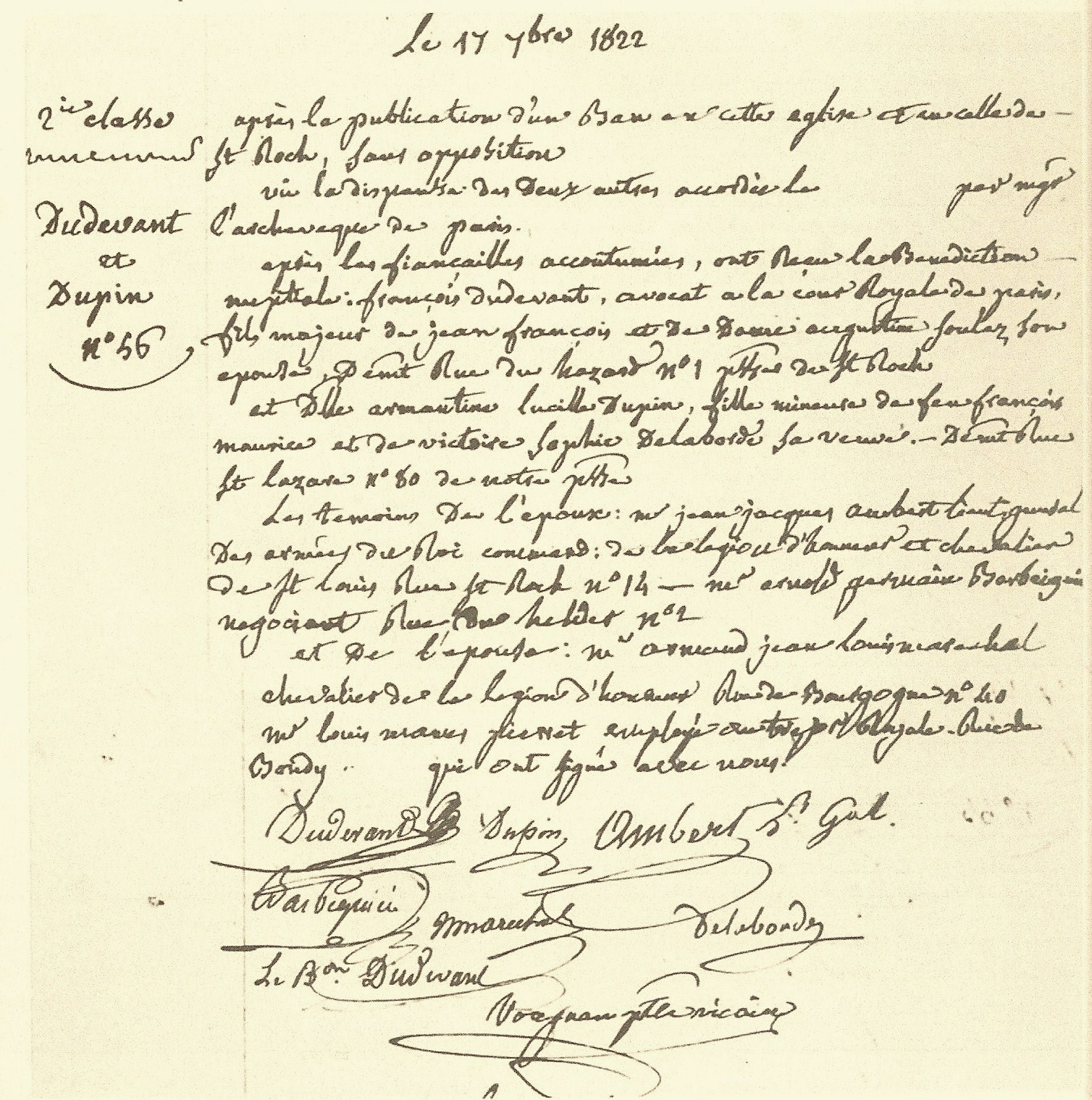
Acte de mariage religieux d'Aurore Dupin avec le baron Casimir, François Dudevant, le 17 septembre 1822 en la paroisse Saint-Louis-d'Antin à Paris.
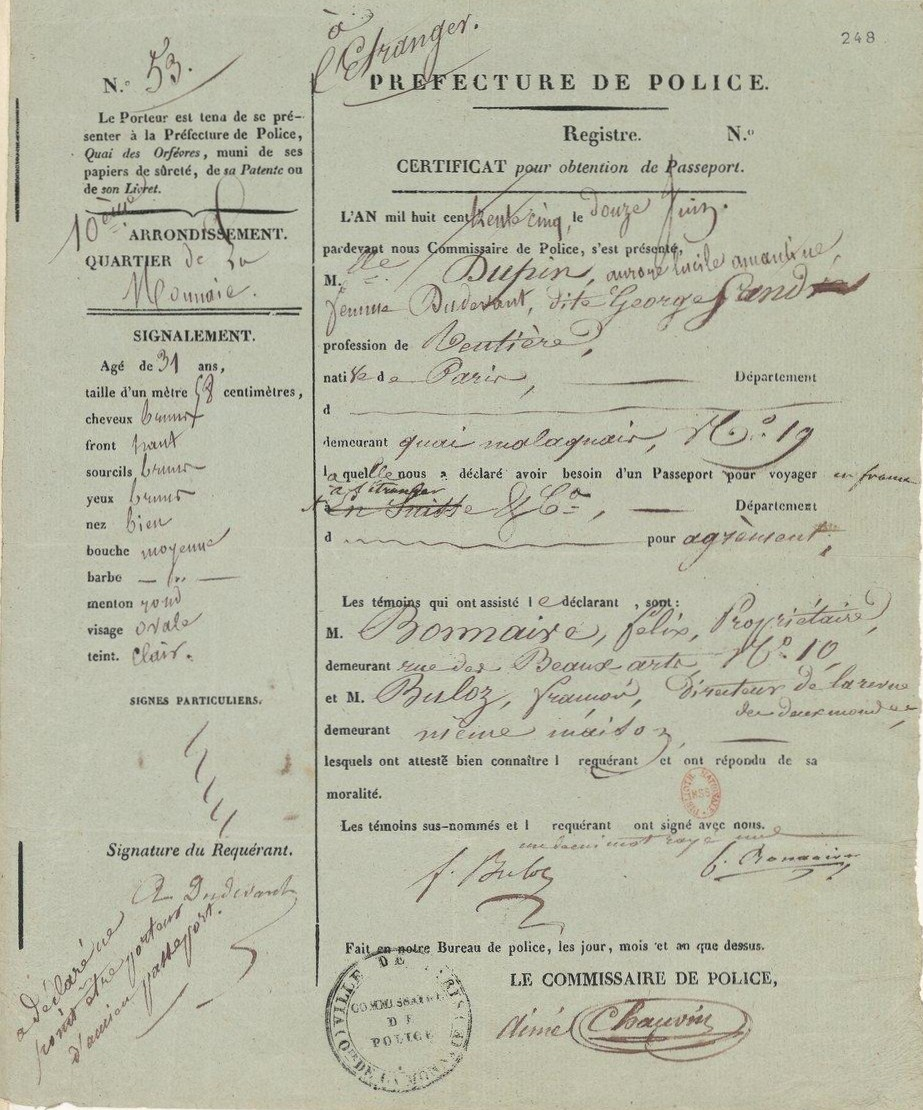
Certificat pour l'obtention d'un passeport, délivré par la préfecture de police de Paris, le 12 juin 1835. Il est indiqué que George Sand mesure 1,58 mètre. L'écrivain signe le formulaire, A. Dudevant.
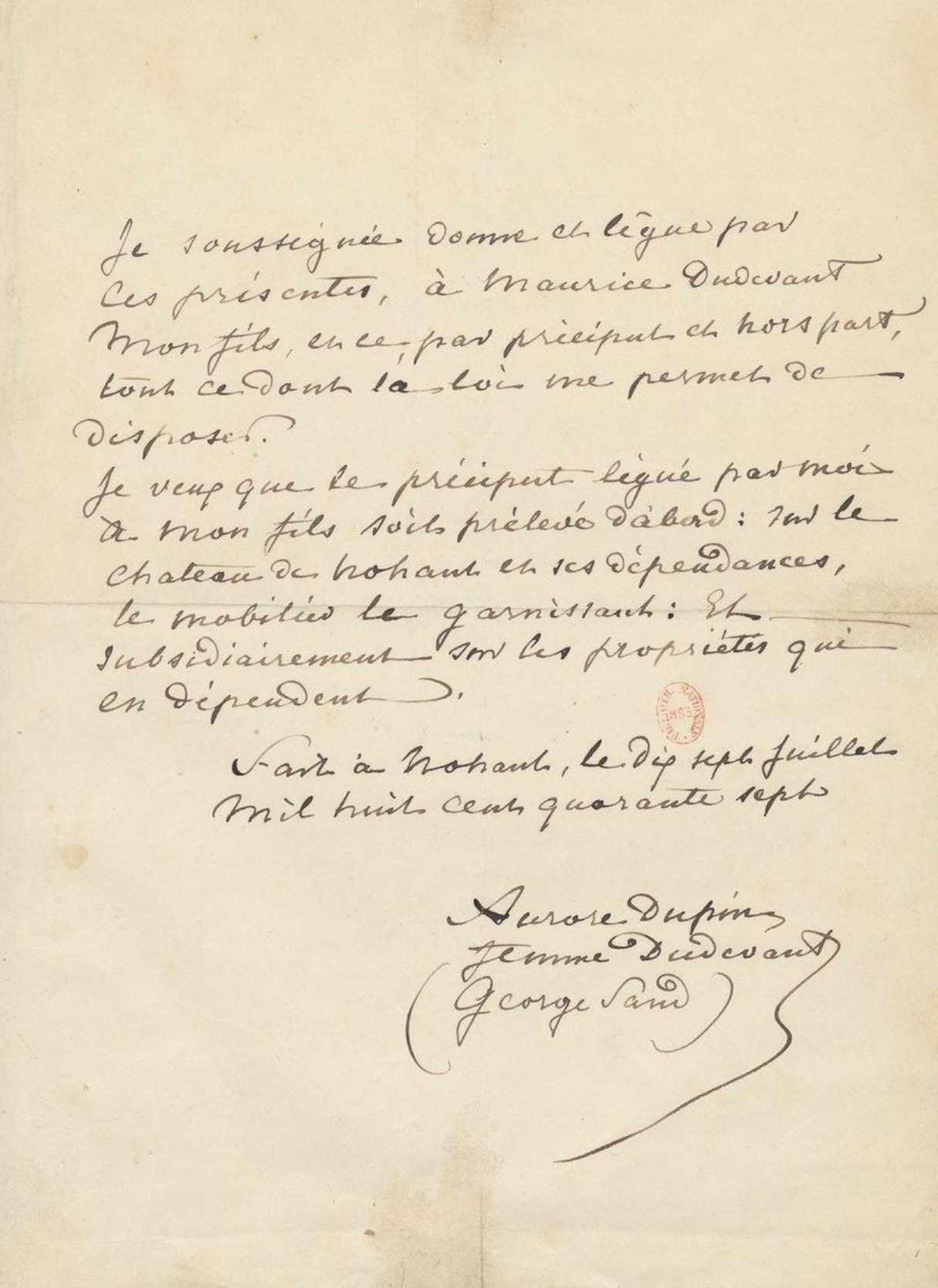
Premier testament de George Sand en faveur de son fils Maurice Sand, le 17 juillet 1847. Ce document intervient après le mariage contesté de sa fille Solange avec Auguste Clésinger et surtout de l'altercation entre ce dernier et Maurice Sand, le 11 juillet 1847.
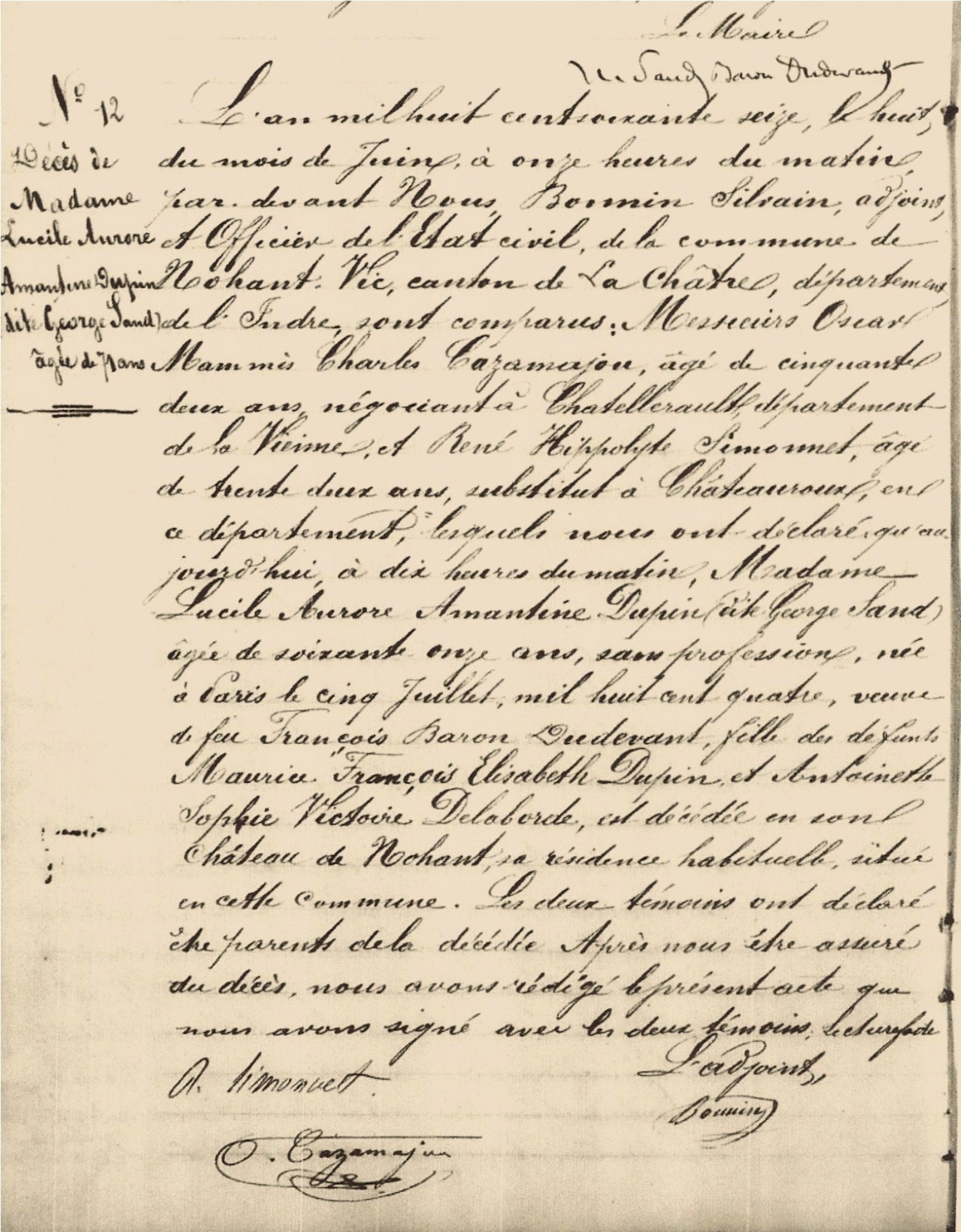
Acte de décès d'Aurore Dupin dite George Sand à Nohant, le 8 juin 1876. À noter l'erreur de transcription concernant le jour de naissance. Aurore Dupin est née le 1er juillet 1804, et non le 5 juillet[13].
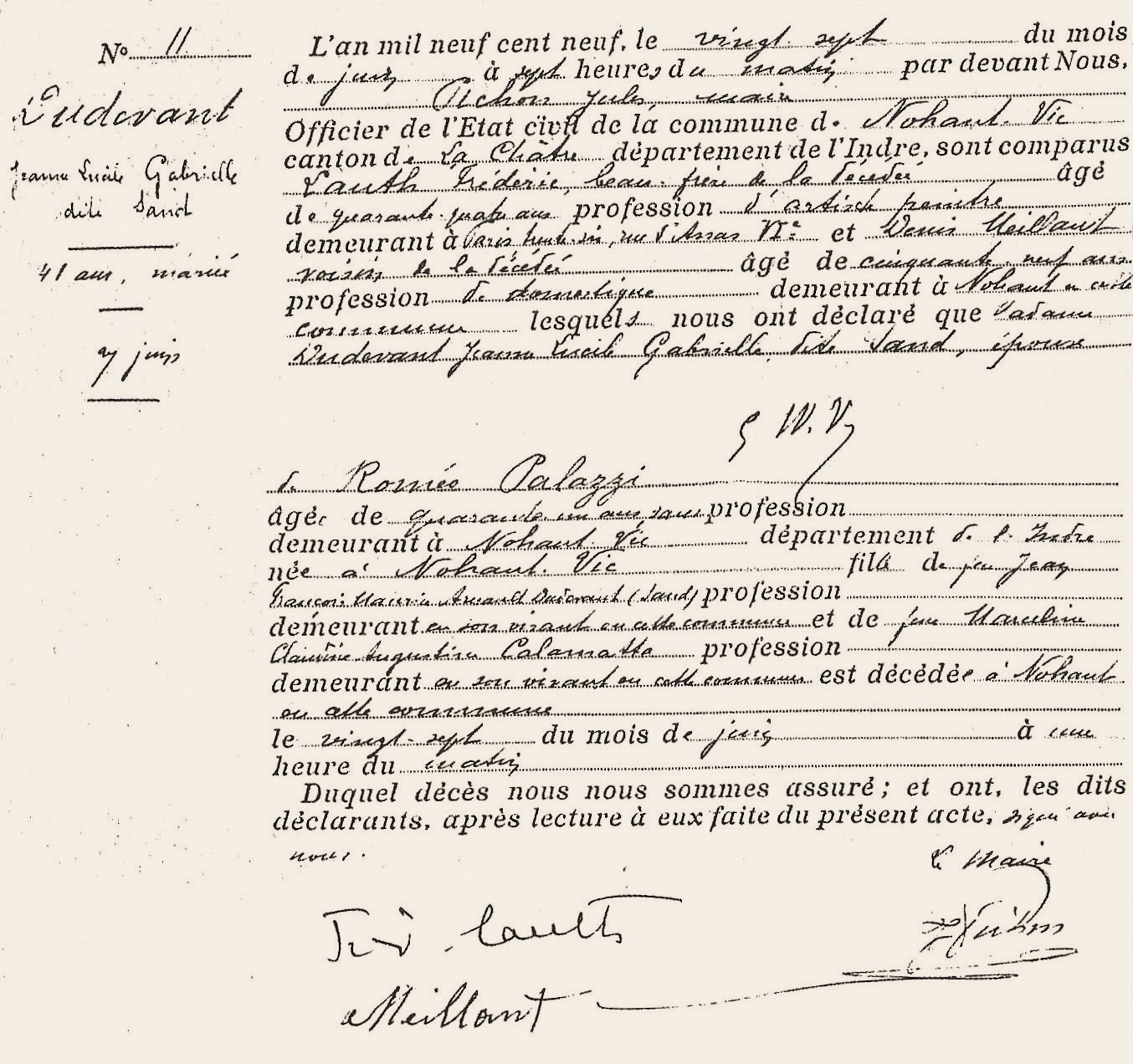
Acte de décès de Gabrielle Dudevant-Sand. Opérée d'une tumeur au mois de janvier 1909, son état de santé déjà fragilisé, se dégrade rapidement à la suite d'une grippe. Gabrielle meurt le 27 juin 1909 au château de Nohant, à l'âge de 41 ans.

### Archives nationales

#### Études notariales
| Notaire                              | Période d'exercice            | Étude | Adresse                                                                      | Paroisse      | Quartier               | Ville | Notes |
| ------------------------------------ | ----------------------------- | ----- | ---------------------------------------------------------------------------- | ------------- | ---------------------- | ----- | --- |
| Me Charles Nicolas Denis de Villiers | 26 octobre 1780 au 7 mai 1822 | XXIX  | rue des Boucheries au faubourg Saint-Germain 3 rue de Grenelle-Saint-Germain | Saint-Sulpice | Saint-Germain-des-Prés | Paris | Notaire d'Aurore de Saxe, rue des Boucheries de 1780 à 1785 et 3 rue de Grenelle-Saint-Germain de 1786 à 1822.                                                    |
| Me Achille Nicolas René Tourin       | 7 mai 1822 au 19 octobre 1842 | XXIX  | 3 rue de Grenelle-Saint-Germain                                              | Saint-Sulpice | Saint-Germain-des-Prés | Paris | Aurore Dupin de Francueil et future George Sand, prend comme notaire Me Achille Nicolas René Tourin, successeur de Me Charles Nicolas Denis de Villiers, à Paris. |

#### Abréviations
| AN                  | MC               | RE                 | ET                | Chiffres romains |
| ------------------- | ---------------- | ------------------ | ----------------- | ---------------- |
| Archives Nationales | Minutier Central | Cote du répertoire | Cote de la Minute | Étude notariale  |

#### Actes notariés
| Date           | Notaire                           | Acte notarié                                               | Cote du document          | Lien Archives nationales                                                       | Notes |
| -------------- | --------------------------------- | ---------------------------------------------------------- | ------------------------- | ------------------------------------------------------------------------------ | --- |
| 23 août 1793   | Charles Nicolas Denis de Villiers | Origine de la propriété de Nohant                          | AN - MC - XXIX - ET- 619  | « Acquisition du domaine de Nohant par Marie-Aurore de Saxe »                  | Le 23 août 1793, vente à Marie-Aurore de Saxe, veuve de Louis-Claude Dupin de Francueil, de la terre de Nohan. Marie-Aurore de Saxe achète le domaine de Nohant pour un montant de 230 000 livres à Pierre Philippe Péarron de Serennes, ancien officier d'infanterie et gouverneur de Vierzon, cousin de la famille Dupin de Francueil. Acte déposé chez Me Charles Nicolas Denis de Villiers, notaire. |
| 8 février 1822 | Charles Nicolas Denis de Villiers | Succession de Marie-Aurore de Saxe                         | AN - MC - RE - XXIX - 12  | « Inventaire après décès de Marie-Aurore de Saxe »                             | Marie-Aurore de Saxe meurt au château de Nohant, le 26 décembre 1821. Le 8 février 1822, inventaire après décès de Marie-Aurore de Saxe, veuve de Louis-Claude Dupin, receveur des finances à Metz et en Alsace, chevalier. Domicile : no 12 rue Neuve des-Mathurins à Paris. L'inventaire est déposé chez Me Charles Nicolas Denis de Villiers, notaire. Le 30 juin 1838, renonciation à bénéfice d'inventaire. Document Archives nationales, sous la cote : AN - ET - XXXII - 376. |
| 21 août 1822   | Achille Nicolas René Tourin       | Délivrance de legs de Marie-Aurore de Saxe (testament)     | AN - MC - ET - XXIX - 879 | « Délivrance de legs de Marie-Aurore de Saxe »                                 | Le 21 août 1822, délivrance de legs de Marie-Aurore de Saxe par Antoinette Sophie Victoire Delaborde, établi chez Me Achille Nicolas René Tourin, notaire. Intitulé du document : Saxe (Marie-Aurore de) veuve de Louis-Claude Dupin. § Délivrance de legs de Marie-Aurore de Saxe par Antoinette Sophie Victoire Delaborde, veuve de Maurice-François-Élisabeth Dupin, demeurant rue des Mathurins, tutrice d'Armandine-Aurore-Lucile Dupin, sa fille mineure, légataire universelle de défunte Marie-Aurore de Saxe son aïeule. |
| 24 août 1822   | Achille Nicolas René Tourin       | Contrat de mariage entre François Dudevant et Aurore Dupin | AN - MC - ET - XXIX - 879 | « Contrat de mariage entre François Dudevant et Amantine-Lucile-Aurore Dupin » | Le 24 août 1822, contrat de mariage entre François, baron Dudevant, et Amantine-Lucile-Aurore Dupin de Francueil, rédigé chez Me Achille Nicolas René Tourin, notaire. Intitulé du document : Contrat de mariage entre François Dudevant et Amantine-Lucile-Aurore Dupin dite George Sand. François Dudevant est licencié en droit, ancien officier au 10e régiment d'infanterie, demeurant no 1 rue du Hazard, fils du baron Jean-François Dudevant, ancien colonel de Cavalerie, ancien député, chevalier de l'Ordre royal et militaire de Saint-Louis, officier de l'Ordre royal de la Légion d'honneur. Aurore Dupin épouse le 17 septembre 1822 à Paris dans le 1er arrondissement ancien (8e arrondissement actuel), François Dudevant (né le 6 juillet 1795 à Pompiey et mort le 8 mars 1871 à Barbaste, village de Lot-et-Garonne). Le mariage religieux est célébré à l'église Saint-Louis-d'Antin à Paris. Le contrat de mariage est numérisé par les Archives nationales : « accès en ligne vers le document notarié ». |

### Sources anciennes
- Département de l'Indre :
Domaine de George-Sand - Place du Château 36400 Nohant-Vic.
Musée George Sand - 71 rue Venôse 36400 La Châtre.
Archives Départementales de l'Indre - 1 rue Jeanne d'Arc 36000 Châteauroux.
Archives municipales - Mairie de La Châtre. Place de l'Hôtel de Ville 36400 La Châtre.
- Département de Paris :
Archives nationales - no 60 rue des Francs-Bourgeois 75003 Paris
Minutier central des notaires de Paris - no 60 rue des Francs-Bourgeois 75141 Paris Cedex 03
Archives de Paris - Archives de l'État civil - no 18 boulevard Sérurier 75019 Paris
Bibliothèque nationale de France - Quai François-Mauriac 75706 Paris Cedex 13.
Bibliothèque historique de la ville de Paris - Fonds George Sand - 24 rue Pavée 75004 Paris.
Musée de la vie romantique - Hôtel Scheffer-Renan - 16 rue Chaptal 75009 Paris.

### Articles de presse
- Sophie Grange (exposition au musée national Eugène-Delacroix, du 23 septembre 2016 au 23 janvier 2017), « George Sand et Eugène Delacroix : dans l'atelier du musée Delacroix », Éditions du Musée du Louvre, Paris,‎ 7 septembre 2016 (lire en ligne)
- Marie Minger, « George Sand et les sciences de la Vie et de la Terre », Fabula, Paris,‎ 28 juillet 2015 (lire en ligne)
- Jean-Michel Bonnin, « Le fonds sandien continue de s'enrichir », La Nouvelle République du Centre-Ouest, Tours,‎ 12 novembre 2014 (lire en ligne)
- Emmanuel Bédu, « Les mots de George Sand aux enchères à Drouot », La Nouvelle République du Centre-Ouest, Tours,‎ 3 novembre 2014 (lire en ligne)[294].
- Simone Balazard, « George Sand : une clef dans la compréhension de notre modernité », ActuaLitté, les univers du livre,‎ 28 août 2014 (lire en ligne)
- Émilie Ton, « De George Sand à Sarah Bernhardt : 300 œuvres célébrant les grandes figures féminines aux enchères », Francetvinfo.fr,‎ 27 août 2014 (lire en ligne)
- Jean-Marc Desloges, « Suivez le guide : dans l'intimité de la maison de George Sand », Le Berry.fr,‎ 26 août 2014 (lire en ligne)
- Sylvie Branty, « George Sand : la femme du siècle », La Dépêche.fr, Toulouse,‎ 6 août 2014 (lire en ligne)
- Béatrice Vallaeys, « Sand et Tristan Gouges encore : un jour, un livre », Libération, Paris,‎ 4 août 2014 (lire en ligne)
- Centre des Monuments nationaux et le château de Versailles (partenariat château de Versailles et la maison de George Sand), « Le salon de George Sand », Château de Versailles - Espace presse, Paris,‎ 1er juillet 2014 (lire en ligne)
- « Le Musée George-Sand sur la toile », La Nouvelle République du Centre-Ouest, Tours,‎ 9 janvier 2014 (lire en ligne)

### Correspondances
- Éditions de référence :

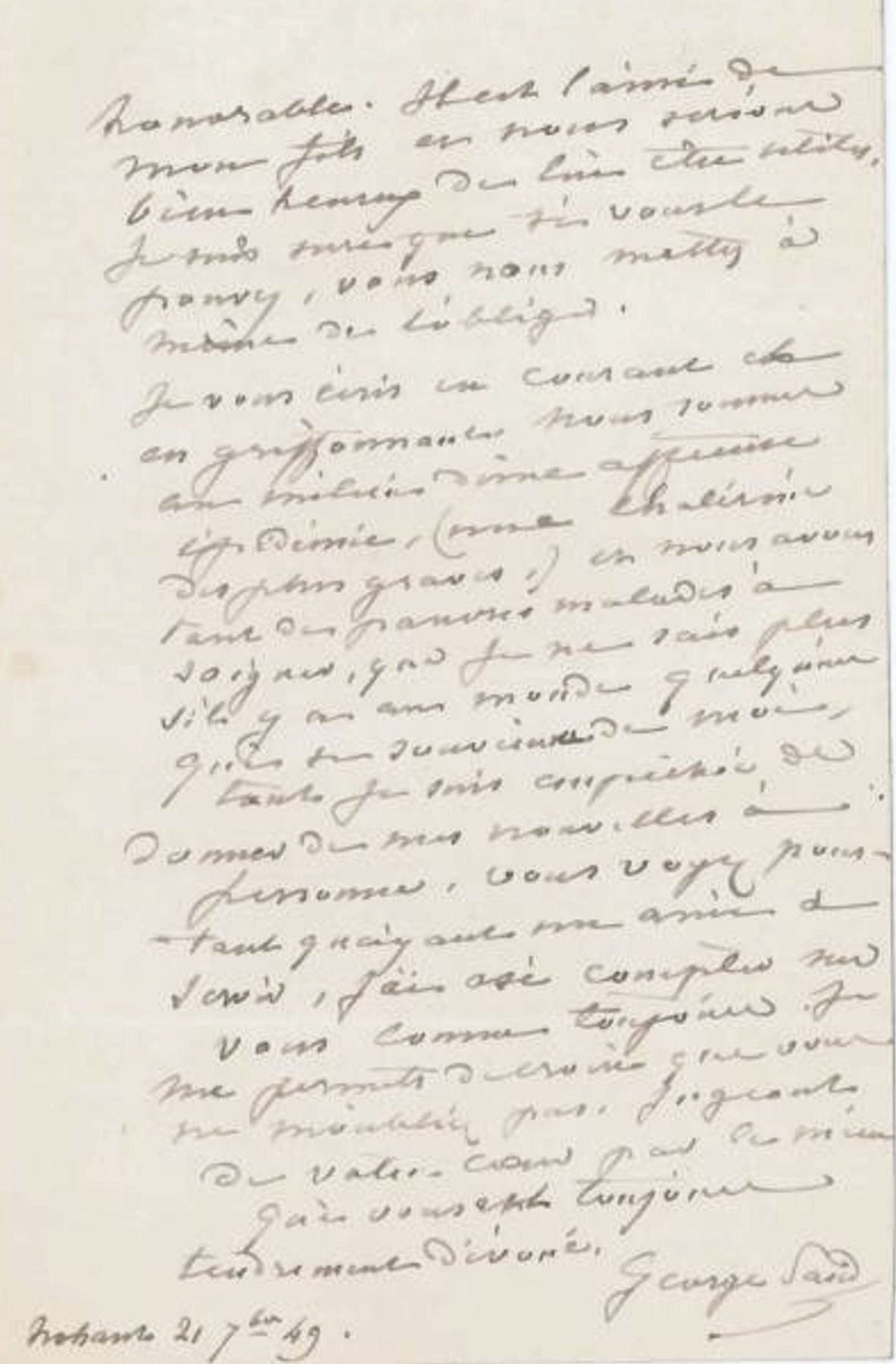
Correspondance de George Sand, le 21 septembre 1849 à Édouard Charton (1807-1890), en faveur du peintre Léon Villevieille (1826-1863). Source : vente publique à l'Hôtel Drouot d'une collection importante de lettres et manuscrits par et autour de George Sand, le 5 novembre 2014.

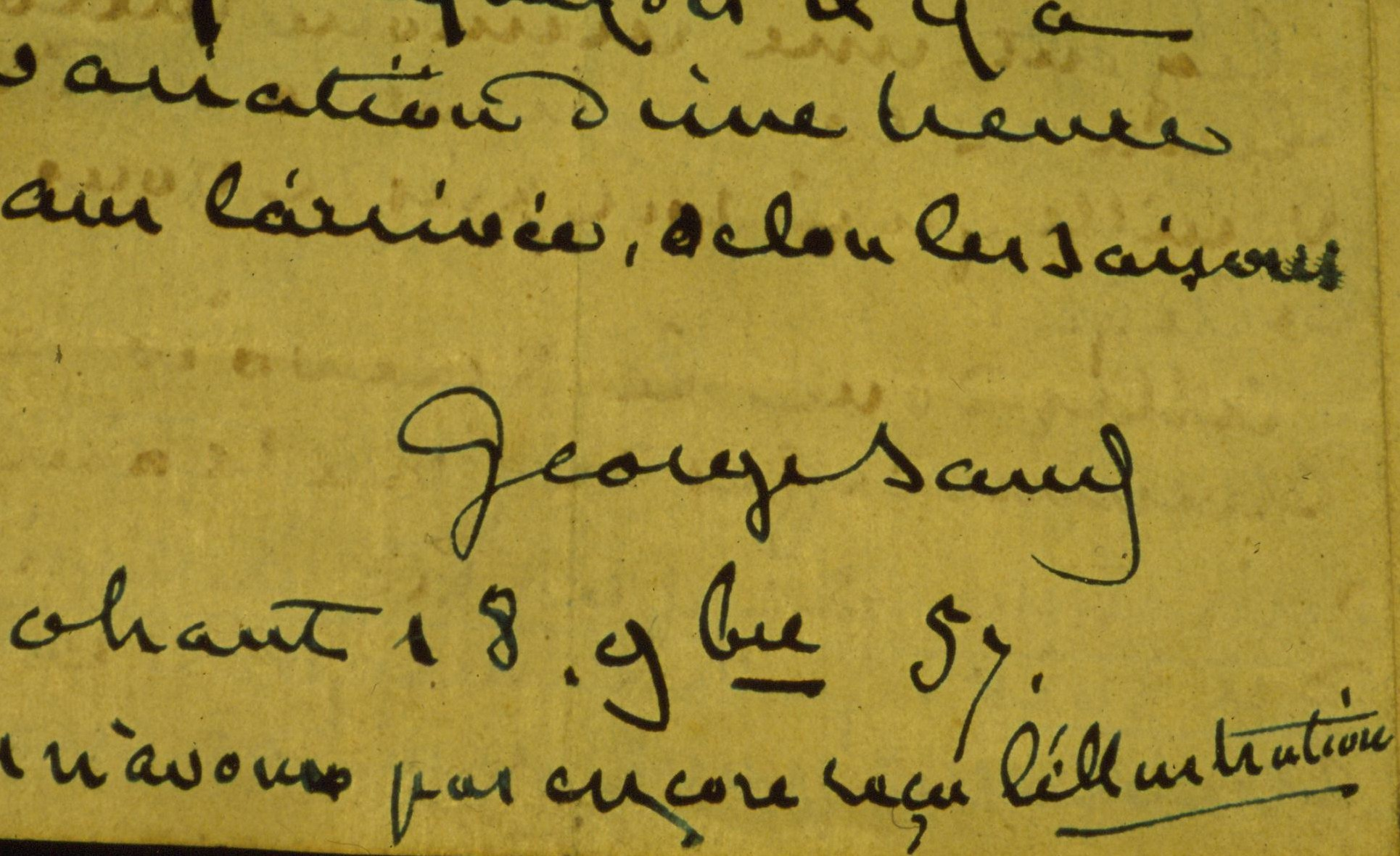
Signature de George Sand en date du 18 novembre 1857 à Nohant. Musée George Sand à La Châtre.

  - Georges Lubin, Correspondance : 1812-1876, vol. 1 à 25 accompagnés d'un volume d'Index, Paris, Éditions Classiques Garnier, 1964 à 1991 (présentation en ligne)[note 13]
  - Georges Lubin, Correspondance : suppléments 1821-1876, vol. 26, Tusson (Charente), Éditions du Lérot, coll. « Les Amis de George Sand », 1995, 194 p. (présentation en ligne)
  - George Sand (Choix et présentation de Thierry Bodin), Lettres d'une vie, Paris, Éditions Gallimard, coll. « Folio classique » (no 4061), 12 mai 2004, 1312 p. (ISBN 978-2-07031-471-3, présentation en ligne)[298]
  - George Sand (Édition établie, annotée et présentée par Thierry Bodin), Lettres retrouvées, Paris, Éditions Gallimard, coll. « Blanche, La Nouvelle Revue française », 28 mai 2004, 512 p. (ISBN 978-2-07077-103-5, présentation en ligne)[299]
- George Sand (dir.) et Emmanuel Arago (dir.) (préf. Thierry Bodin, lettres présentées par Paul Baquiast et Bertrand Sabot), Notre fraternité est scellée à jamais par des liens sacrés (Correspondance), Paris, Éditions Le Passeur, coll. « Le passeur de poche », 10 novembre 2022, 429 p. (ISBN 978-2-36890-984-3, présentation en ligne)
- Étude Fraysse & Associés (dir.) et Valérie Maudieu (dir.) (Catalogue d'un ensemble important de lettres et manuscrits par et autour de George Sand. Présentation par Thierry Bodin. Vente publique à l'Hôtel Drouot, le 5 novembre 2014), Trois collections, Paris, Éditions Fraysse, septembre 2014, 92 p. (lire en ligne [pdf]), « Autour de George Sand (1804-1876), documents provenant d'une collection berrichonne », p. 44 à 83.
- Nathalie Desgrugillers, George Sand, Ma grand-mère Marie Aurore de Saxe : Correspondance inédite et souvenirs, Clermont-Ferrand, Éditions Paleo, coll. « La collection de sable », 15 juin 2011, 178 p. (ISBN 978-2-84909-636-9).
- George Sand et Eugène Delacroix (Édition de Françoise Alexandre), Correspondance : le rendez-vous manqué, Paris, Les Éditions de l'Amateur, coll. « Regard sur l'art », 26 septembre 2005, 303 p. (ISBN 978-2-85917-381-4, présentation en ligne)
- George Sand et Victor Hugo (Lettres réunies et présentées par Danielle Bahiaoui), Correspondance croisée, Forcalquier, HB Éditions, coll. « Arrêts sur lectures », 1er septembre 2004, 140 p. (ISBN 978-2-91458-131-8, présentation en ligne)
- Marie d'Agoult et George Sand (Édition établie, présentée et annotée par Charles F. Dupêchez), Correspondance, Paris, Éditions Bartillat, 6 mai 2004, 4e éd., 303 p. (ISBN 978-2-84100-258-0, présentation en ligne)
- Henry Harrisse (le décès de George Sand, extrait de la Correspondance, tome XXIV de Georges Lubin aux éditions Garnier), Correspondance : avril 1874-mai 1876, t. XXIV, Paris, Éditions Classiques Garnier, 1990, 751 p. (ISBN 2-04017-335-8, lire en ligne [document pdf]), « Derniers moments et obsèques de George Sand, souvenirs d'un ami », p. 654 à 672
- George Sand et Marie Dorval (préf. André Maurois, édition de cette correspondance publiée avec une introduction et des notes de Simone André-Maurois), Correspondance inédite, Paris, Éditions Gallimard, coll. « La Nouvelle Revue française », 1953, 405 p.
- George Sand et Marie Dorval, Correspondance inédite 1re partie : 1832-1836, Paris, Revue des deux Mondes, octobre 1952 (lire en ligne)
- George Sand et Marie Dorval, Correspondance inédite 2e partie : 1838-1848, Paris, Revue des deux Mondes, octobre 1952 (lire en ligne)
- Bronislas-Édouard Sydow, Denise Colfs-Chainaye et Suzanne Chainaye (préf. Denise Colfs-Chainaye et Suzanne Chainaye), Lettres de Chopin et de George Sand : 1836-1839, Éditions Palma de Mallorca (Éditions La Cartoixa), 1939 (réimpr. 1969, 1975), 138 p. (lire en ligne), également disponibles à Lettres de Chopin et de George Sand (Wikisource)
- Jules Bertaut, Une amitié romantique : lettres inédites de George Sand et François Rollinat[300], Paris, Éditions La Renaissance du Livre, février 1921, 162 p. (lire en ligne)
- Samuel Rocheblave, George Sand et sa fille : d'après leur correspondance inédite, Paris, Éditions Calmann-Levy, février-mai 1905, 3e éd., 314 p. (lire en ligne)
- Félix Decori, Correspondance de George Sand et d'Alfred de Musset : publié intégralement et pour la première fois d'après les documents originaux, Bruxelles, Éditions Edmond Deman, 1904, 288 p. (lire en ligne), lire en ligne sur Gallica
- George Sand et Gustave Flaubert, Correspondance entre George Sand et Gustave Flaubert, Paris, Éditions Calmann-Lévy, 1904, 480 p. (lire en ligne)
- Georges d'Heylli (Edmond, Antoine Poinsot), La fille de George Sand : Lettres inédites, Paris, Éditions A. Davy, 25 février 1900, 140 p. (lire en ligne)[note 14]
- Edmond Planchut, Autour de Nohant : Lettres de Barbès à George Sand, Paris, Éditions Calmann-Lévy, 1897 (réimpr. 2013), 362 p. (lire en ligne)
- George Sand (préf. Samuel Rocheblave), Lettres à Alfred de Musset et à Sainte-Beuve, Paris, Éditions Calmann-Lévy, 1897, 3e éd., 316 p. (lire en ligne)
- George Sand, Correspondance 1812-1876 : années 1812-1835, vol. 1, Paris, Éditions Calmann-Lévy, 1882, 392 p. (lire en ligne)
- George Sand, Correspondance 1812-1876 : années 1836 à 1847, vol. 2, Paris, Éditions Calmann-Lévy, 1882, 400 p. (lire en ligne)
- George Sand, Correspondance 1812-1876 : années 1848 à 1853, vol. 3, Paris, Éditions Calmann-Lévy, 1882, 392 p. (lire en ligne)
- George Sand, Correspondance 1812-1876 : années 1854 à 1863, vol. 4, Paris, Éditions Calmann-Lévy, 1882, 396 p. (lire en ligne)
- George Sand, Correspondance 1812-1876 : années 1864 à 1870, vol. 5, Paris, Éditions Calmann-Lévy, 1884, 400 p. (lire en ligne)
- George Sand, Correspondance 1812-1876 : années 1870 (suite) à 1876, vol. 6, Paris, Éditions Calmann-Lévy, 1884, 424 p. (lire en ligne)

### Agendas
Les agendas de George Sand contenant les détails de sa vie quotidienne sont rédigés par Alexandre Manceau pendant 13 ans, puis par la romancière. La numérotation des volumes présentée dans ce chapitre tient compte de l'agenda complémentaire comportant trois parties et daté des années 1858, 1859 et 1860. Son journal intime commence le 25 janvier 1852 et se termine à la date du 29 mai 1876. Le lendemain, 30 mai 1876, George Sand est prise de violentes douleurs abdominales. Elle meurt le jeudi 8 juin 1876, à Nohant (voir le chapitre : Les dernières années).
- Journal intime : agendas, papiers de George Sand, vol. I, 1852 (lire en ligne sur Gallica)
- Journal intime : agendas, papiers de George Sand, vol. II, 1853 (lire en ligne sur Gallica)
- Journal intime : agendas, papiers de George Sand, vol. III, 1854 (lire en ligne sur Gallica)
- Journal intime : agendas, papiers de George Sand, vol. IV, 1855 (lire en ligne)
- Journal intime : agendas, papiers de George Sand, vol. V, 1856 (lire en ligne)
- Journal intime : agendas, papiers de George Sand, vol. VI, 1857 (lire en ligne sur Gallica)
- Journal intime : agendas, papiers de George Sand, vol. VII, 1858 (lire en ligne sur Gallica)
- Journal intime : agendas (notes complémentaires de janvier à octobre 1858), vol. VIII, 1858 (lire en ligne sur Gallica)
- Journal intime : agendas, papiers de George Sand, vol. IX, 1859 (lire en ligne sur Gallica)
- Journal intime : agendas (notes complémentaires du 29 au 31 juillet 1859), vol. X, 1859 (lire en ligne sur Gallica)
- Journal intime : agendas, papiers de George Sand, vol. XI, 1860 (lire en ligne sur Gallica)
- Journal intime : agendas (notes complémentaires du 2 mai au 19 juillet 1860), vol. XII, 1860 (lire en ligne sur Gallica)
- Journal intime : agendas, papiers de George Sand, vol. XIII, 1861 (lire en ligne sur Gallica)
- Journal intime : agendas, papiers de George Sand, vol. XIV, 1862 (lire en ligne sur Gallica)
- Journal intime : agendas, papiers de George Sand, vol. XV, 1863 (lire en ligne sur Gallica)
- Journal intime : agendas, papiers de George Sand, vol. XVI, 1864 (lire en ligne sur Gallica)
- Journal intime : agendas, papiers de George Sand, vol. XVII, 1865 (lire en ligne sur Gallica)
- Journal intime : agendas, papiers de George Sand, vol. XVIII, 1866 (lire en ligne sur Gallica)
- Journal intime : agendas, papiers de George Sand, vol. XIX, 1867 (lire en ligne sur Gallica)
- Journal intime : agendas, papiers de George Sand, vol. XX, 1868 (lire en ligne sur Gallica)
- Journal intime : agendas, papiers de George Sand, vol. XXI, 1869 (lire en ligne sur Gallica)
- Journal intime : agendas, papiers de George Sand, vol. XXII, 1870 (lire en ligne sur Gallica)
- Journal intime : agendas, papiers de George Sand, vol. XXIII, 1871 (lire en ligne sur Gallica)
- Journal intime : agendas, papiers de George Sand, vol. XXIV, 1872 (lire en ligne sur Gallica)
- Journal intime : agendas, papiers de George Sand, vol. XXV, 1873 (lire en ligne sur Gallica)
- Journal intime : agendas, papiers de George Sand, vol. XXVI, 1874 (lire en ligne sur Gallica)
- Journal intime : agendas, papiers de George Sand, vol. XXVII, 1875 (lire en ligne sur Gallica)
- Journal intime : agendas, papiers de George Sand, vol. XXVIII, 1876 (lire en ligne sur Gallica)

Les textes sont transcrits et annotés par Anne Chevereau dans cinq volumes, accompagnés d'un sixième, avec l'index des patronymes :
- George Sand et Alexandre Manceau (préf. Georges Lubin), Agendas : 1852-1856, t. 1, Paris, Éditions Jean Touzot, 1er juillet 1989, 519 p. (ISBN 978-2-86433-035-6)
- George Sand et Alexandre Manceau (préf. Georges Lubin), Agendas : 1857-1861, t. 2, Paris, Éditions Jean Touzot, 1er juillet 1989, 521 p. (ISBN 978-2-86433-037-0)
- George Sand et Alexandre Manceau (préf. Georges Lubin), Agendas : 1862-1866, t. 3, Paris, Éditions Jean Touzot, 1er avril 1990, 525 p. (ISBN 978-2-86433-039-4)
- George Sand (préf. Georges Lubin), Agendas : 1867-1871, t. 4, Paris, Éditions Jean Touzot, 1er avril 1990, 543 p. (ISBN 978-2-86433-042-4)
- George Sand (préf. Georges Lubin), Agendas : 1872-1876, t. 5, Paris, Éditions Jean Touzot, 1er avril 1990, 421 p. (ISBN 978-2-86433-043-1)
- Anne Chevereau (dir.) (préf. Georges Lubin), Agendas : index des patronymes, t. 6, Paris, Éditions Jean Touzot, 1er avril 1990, 184 p. (ISBN 978-2-86433-044-8, présentation en ligne, lire en ligne)

### Études
- Marie-Ève Thérenty (dir.), Femmes de presse, femmes de lettres : de Delphine de Girardin à Florence Aubenas, Paris, CNRS Éditions, coll. « Sciences politiques et sociologie », 14 novembre 2019, 399 p. (ISBN 978-2-27111-792-2, présentation en ligne)
- Silvia Lorusso, « La misogynie littéraire. Le cas Sand », Revue italienne d'études françaises, Pise, Seminario di Filologia francese, no 7 « Figures littéraires de la haine »,‎ 15 novembre 2017 (ISSN 2240-7456, lire en ligne)
- Simone Bernard-Griffiths (dir.) et Pascale Auraix-Jonchière (dir.), Dictionnaire George Sand, vol. 1 et 2, Paris, Éditions Honoré Champion, coll. « Dictionnaires et références » (no 36), 19 octobre 2015, 1266 p. (ISBN 978-2-74532-960-8, présentation en ligne)
- Jean Buon, « George Sand et Madame Dupin : son arrière grand-mère par alliance », Les amis de George Sand, Tusson, Éditions du Lérot, no 34 « George Sand et les arts du XVIIIe siècle »,‎ septembre 2012, p. 187 à 204 (ISSN 0244-2906)
- Cynthia Harvey (dir.) (Les femmes et le pouvoir dans la littérature du XIXe siècle), Les règles du jeu au féminin : Indiana ou la conquête d'un espace de liberté, Université du Québec à Rimouski, Éditions Tangence, coll. « Revue Tangence » (no 94), automne 2010, 140 p. (ISSN 1710-0305, présentation en ligne, lire en ligne), p. 11 à 22
- Christine Planté (dir.), Olivier Bara (dir.) et Collectif, George Sand critique, 1833-1876 : Textes de George Sand sur la littérature, présentés, édités et annotés, Tusson, Éditions du Lérot, novembre 2007 (réimpr. 30 juin 2011), 804 p. (présentation en ligne)
- Deborah Gutermann (dir.) (Actes du colloque de l'Université d'Orléans les 29 et 30 octobre 2004), « Ouvrage collectif George Sand, terroir et histoire », Revue d'histoire du XIXe siècle, Paris, Société d’histoire de la révolution de 1848, no 35 « La Restauration revisitée - Les formes de la protestation - Une histoire de l'État »,‎ 2e semestre 2007, p. 161 à 208 (ISSN 1265-1354, lire en ligne)
- Marielle Caors, George Sand et les arts : Actes du colloque international organisé du 5 au 9 septembre 2004 au Château d'Ars, Clermont-Ferrand, Éditions Presses universitaires Blaise-Pascal, coll. « Révolutions et Romantismes » (no 9), 1er décembre 2006, 230 p. (ISBN 978-2-84516-326-3, lire en ligne), « George Sand et Delacroix ».
- Brigitte Diaz (dir.) et Isabelle Hoog-Naginski (dir.) (Actes du colloque du Centre culturel international de Cerisy-la-Salle, du 1er au 8 juillet 2004), George Sand : pratiques et imaginaires de l'écriture, Caen, Éditions des Presses universitaires de Caen, 2006, 408 p. (ISBN 978-2-84133-273-1, présentation en ligne)
- Noëlle Dauphin (dir.), George Sand : Terroir et histoire, Rennes, Éditions des Presses universitaires de Rennes, coll. « Histoire », 1er juillet 2006, 304 p. (ISBN 978-2-75350-256-7, lire en ligne)
- Pierre Remérand (dir.), George Sand, propriétaire terrienne, Rennes, Éditions des Presses universitaires de Rennes, coll. « Histoire », 1er juillet 2006, 304 p. (ISBN 978-2-75350-256-7, lire en ligne), p. 29 à 47
- Sophie Martin-Dehaye, George Sand et la peinture, Paris, Éditions Royer, coll. « Saga lettres », 1er janvier 2006, 288 p. (ISBN 978-2-90867-098-1, présentation en ligne)
- Philippe Barlet, George Sand et la Révolution française dans l'Indre, vol. 19 : Bulletin de l'Aspharesd[308], Éguzon-Chantôme, Éditions Points d'Æncrage, 2005, 84 p. (ISSN 0769-3885), p. 17 à 42
- Marie-Reine Renard, « Les idées religieuses de George Sand et l'émancipation féminine », Archives de sciences sociales des religions, Paris, Éditions de l'École des hautes études en sciences sociales (Ehess), no 128,‎ octobre-décembre 2004, p. 25 à 38 (résumé, lire en ligne [pdf])
- Collectif (préf. Michel Crépu), George Sand : le roman monstre, Paris, Éditions de la Revue des deux Mondes (no 9), 1er septembre 2004, 192 p. (ISBN 2-90831-219-0, présentation en ligne)
- Jean Dérens (préf. Michel Crépu), George Sand : le roman monstre, Paris, Éditions de la Revue des deux Mondes (no 9), 1er septembre 2004, 192 p. (ISBN 2-90831-219-0, lire en ligne), « Les archives George Sand à la Bibliothèque historique de la ville de Paris », p. 179
- Simone Balazard, Sand : la patronne, Paris, Éditions Le Jardin d'Essai, 1er août 2004, 205 p. (ISBN 978-2-91182-242-1, présentation en ligne)
- Jérôme Godeau, Daniel Marchesseau, Catherine de Bourgoing et Collectif (Catalogue d'exposition pour le bicentenaire de la naissance de l'écrivain au Musée de la vie romantique), George Sand : Une nature d'artiste, Paris, Éditions Paris Musées, 1er juin 2004, 192 p. (ISBN 2-87900-833-6, présentation en ligne)
- Henry James (trad. Jean Pavans, préf. Diane de Margerie), George Sand, Paris, Éditions Le Mercure de France, coll. « Bleue », 11 mars 2004 (1re éd. 1877 et 1897), 128 p. (ISBN 978-2-71522-465-0, présentation en ligne)
- Martine Reid[309], Signer Sand : L'œuvre et le nom, Paris, Éditions Belin, coll. « L'extrême contemporain », 7 janvier 2004, 2e éd. (1re éd. 2003), 236 p. (ISBN 978-2-70113-595-3, présentation en ligne)
- Dominique Laporte (dir.), David Powell (dir.) et Isabelle Daunais (dir.) (Érudit - Canada), Née romancier je fais des romans… : George Sand et ses personnages 1804-2004, vol. 35, Laval (Québec), Éditions du Département des littératures de l'Université Laval, coll. « Études littéraires » (no 2-3), été-automne 2003, 166 p. (ISSN 0014-214X, présentation en ligne, lire en ligne), p. 7 à 10
- Alexie Tcheuyap, « L'amour impossible de l'autre et l'itinéraire vers la folie : Le dernier amour de George Sand », Études françaises, Montréal, vol. 39, no 1,‎ 3 juillet 2003, p. 137-152 (lire en ligne)
- Dominique Laporte, « Une pratique de réécriture revêche : la transposition d'un roman à la scène. Le cas de Mont-Revêche dans la théâtralisation sandienne », Études françaises, Montréal, vol. 42, no 3,‎ 2006, p. 145-155 (lire en ligne)
- Béatrice Didier, George Sand écrivain : un grand fleuve d'Amérique, Paris, Éditions des Presses universitaires de France, coll. « Écrivains », 15 novembre 1998, 848 p. (ISBN 978-2-13049-325-9, présentation en ligne)
- (en + fr) David Powell, Le Siècle de George Sand, Amsterdam, Éditions Rodopi, coll. « Faux titre » (no 153), 1er janvier 1998 (réimpr. 30 septembre 2004), 376 p. (ISBN 978-9-04200-473-3, présentation en ligne, lire en ligne)
- (en) Thelma Jurgrau (dans l'ouvrage de David Powell), Le Siècle de George Sand, Amsterdam, Éditions Rodopi, coll. « Faux titre » (no 153), 1er janvier 1998 (réimpr. 30 septembre 2004), 376 p. (ISBN 978-9-04200-473-3, lire en ligne), « Antisemitism as Revealed in George Sand's Letters », p. 349-356
- Béatrice Didier (dir.), Jacques Neefs (dir.) et Collectif, George Sand : Écritures du romantisme II, Saint-Denis, Éditions des Presses Universitaires de Vincennes, coll. « Manuscrits Modernes », février 1990, 164 p. (ISBN 2-903981-54-X, présentation en ligne)
- Études françaises, Jeanne Goldin (dir.) et Collectif, George Sand, voyage et écriture, vol. 24 (n° 1), Montréal (Canada), Éditions Les Presses de l'Université de Montréal, mars 1988, totales113 (ISSN 0014-2085, lire en ligne)
- Bernadette Chovelon, « George Sand : voyageuse dans les Alpes », Éudes françaises, Montréal, Éditions Les Presses de l'Université de Montréal, vol. 24 « George Sand, voyage et écriture », no 1,‎ avril-juin 1988, p. 17 à 27 (ISSN 1492-1405, résumé, lire en ligne [pdf])
- Anne Chevereau (préf. Jean Baubérot), George Sand : du catholicisme au paraprotestantisme ?, Antony, Éditions de l'auteur, Anne Chevereau, 1er janvier 1988, 367 p. (ISBN 978-2-95026-590-6, présentation en ligne)
- Julien Dunilac (dir.) (Étude graphologique sur la romancière), George Sand sous la loupe, Genève, Éditions Slatkine, 1er janvier 1978, 130 p.
- Georges Lubin (photogr. Robert Thuillier), George Sand en Berry, Paris, Éditions Hachette, coll. « Albums littéraires de la France », 1967 (réimpr. 1992), 175 p. (présentation en ligne)
- Simone André-Maurois, George Sand et Marie Dorval ou l'indestructible amitié, Paris, Éditions de la Revue des deux Mondes, octobre 1952 (lire en ligne)
- Magdeleine Paz, La Vie d'un grand homme : George Sand, Paris, Éditions Corrêa, 1er janvier 1947, 364 p.
- (en) Virginia Woolf, A Room of One's Own, Adélaïde (Australie), Éditions The University of Adelaide Library, 17 novembre 2012 (1re éd. 1929), 172 p. (lire en ligne)Sur George Sand, voir le chapitre 3.
- Charles de Spoelberch de Lovenjoul (préf. Georges Vicaire), George Sand : Étude bibliographique sur ses œuvres, Paris, Éditions Henri Leclerc, coll. « Lovenjoul », 1914, 118 p. (lire en ligne [pdf])
- Sylviane Saugues, « Le Mézenc dans les écrits de George Sand et de Simone de Beauvoir », Les Cahiers du Mézenc, Privas, t. cahier n° 20,‎ 2008 (présentation en ligne)

### Ouvrages généraux
Les ouvrages de George Sand sont dans le chapitre : Œuvres. L'autobiographie de la romancière, Histoire de ma vie, est à la fin de ce chapitre. Classement par ordre alphabétique pour les auteurs et en ordre décroissant pour l'année de parution des livres.
- Henri Amic, George Sand : mes souvenirs, Paris, Éditions Calmann-Lévy, 1893, 236 p. (lire en ligne sur Gallica)
- Joseph Barry, George Sand : ou le scandale de la liberté, Paris, Éditions du Seuil, coll. « Biographie », 1er octobre 1982 (réimpr. 1984 et 2004) (1re éd. 1977), 424 p. (ISBN 978-2-02006-271-8, présentation en ligne)
- Évelyne Bloch-Dano, Le dernier amour de George Sand, Paris, Éditions Grasset, coll. « Essais français », 15 septembre 2010, 320 p. (ISBN 978-2-24673-201-3, présentation en ligne)
- Huguette Bouchardeau, George Sand : la lune et les sabots, Paris, Éditions Robert Laffont, coll. « Elle était une fois », 24 janvier 1990 (réimpr. 1er septembre 2004), 269 p. (ISBN 978-2-22105-840-4)
- Anne-Marie de Brem (préf. Simone Veil), Le Monde de George Sand, Paris, Éditions du Patrimoine, coll. « Photographies », 10 janvier 2004, 240 p. (ISBN 978-2-85822-763-1, présentation en ligne)
- Anne-Marie de Brem, George Sand : un diable de femme, Paris, Éditions Gallimard, coll. « Découvertes/Paris Musées » (no 311), 21 février 1997 (réimpr. 22 avril 2004), 112 p. (ISBN 978-2-07053-393-0, présentation en ligne)
- Pierre Canavaggio, George Sand et Alfred de Musset : les amants impossibles, Paris, Éditions Alphée - Jean-Paul Bertrand, coll. « Couples mythiques », 5 mars 2009, 265 p. (ISBN 978-2-75380-375-6)
- Marielle Caors, George Sand : de voyages en romans, Paris, Éditions Royer, coll. « Saga », 31 mai 1993, 272 p. (ISBN 978-2-90867-011-0)
- Elme Caro, George Sand, Paris, Éditions Hachette, 1887, 210 p. (BNF 30198030, lire en ligne sur Gallica)
- Jean Chalon, Chère George Sand, Paris, Éditions Flammarion, coll. « Grandes biographies », 4 janvier 1994 (réimpr. 15 mars 2003), 473 p. (ISBN 978-2-72426-687-0)
- Geneviève Chauvel, Le roman d'amour de George Sand, Clermont-Ferrand, Éditions De Borée, coll. « Vents d'histoire », 18 janvier 2018, 290 p. (ISBN 978-2-81292-155-1)
- Solange Dalot (préf. Georges Buisson[310]), Marie des poules : Marie Caillaud chez George Sand, Saint-Cyr-sur-Loire, Éditions Alan Sutton, coll. « Provinces mosaïques », 19 juillet 2007, 176 p. (ISBN 978-2-84910-647-1, présentation en ligne).
- Jean Davray, George Sand et ses amants, Paris, Éditions Albin Michel, 1935, 314 p.
- Thierry Debroux (préf. Georges Buisson), Sand la scandaleuse, Manage (Belgique), Éditions Lansman, coll. « Nocturnes théâtre », 2 février 2004, 43 p. (ISBN 978-2-87282-434-2, présentation en ligne)
- Régine Deforges, Roselyne de Ayala et Jean-Pierre Guéno, Les plus beaux manuscrits de George Sand, Paris, Éditions Perrin, 25 mars 2004, 166 p. (ISBN 978-2-26202-064-4, présentation en ligne)
- Hubert Delpont, La naissance de George Sand : 1825, le voyage de Madame Dudevant aux Pyrénées, en Gascogne et à Bordeaux, Nérac, Éditions d'Albret, 15 septembre 2004 (1re éd. 1995), 225 p. (ISBN 978-2-91305-599-5, présentation en ligne)
- Jacques-Louis Douchin, George Sand : l'amoureuse, Paris, Éditions Ramsay, coll. « Romans », 14 janvier 1992, 380 p. (ISBN 978-2-85956-986-0)
- René Doumic, George Sand : dix conférences sur sa vie et son œuvre, Paris, Éditions Perrin, 1922, 378 p. (lire en ligne)
- Christine Drouard, Solange Sand : ou la folie d'aimer, Paris, Éditions Belfond, 11 novembre 2009 (réimpr. septembre 2014), 240 p. (ISBN 978-2-71444-437-0, présentation en ligne)
- Hortense Dufour, George Sand : la somnambule, Monaco, Éditions du Rocher, coll. « Biographie », 6 mai 2004, 481 p. (ISBN 978-2-26804-158-2)
- Jérôme Godeau, George Sand : Impressions et souvenirs, Paris, Éditions Paris Musées - Les collections de la ville de Paris, coll. « Petites capitales », 26 janvier 2009, 71 p. (ISBN 978-2-75960-068-7)
- Christophe Grandemange, Lina Sand : L'ange gardien de Nohant, Sarzay, La Gare des Mots, coll. « L'entre-deux âmes », 16 janvier 2017, 188 p. (ISBN 979-10-92044-11-9, présentation en ligne)
- Christophe Grandemange, Maurice Sand : Un artiste aux multiples talents, Tours, Éditions Alan Sutton, coll. « Évocations », 3 juin 2016, 192 p. (ISBN 978-2-81380-938-4, présentation en ligne)
- Christophe Grandemange, George Sand, Saint-Cyr-sur-Loire, Éditions Alan Sutton, coll. « Mémoire en Images », 1er octobre 2013, 128 p. (ISBN 978-2-81380-671-0).
- Christophe Grandemange, Le château de Nohant : Maison de George Sand, Saint-Cyr-sur-Loire, Éditions Alan Sutton, coll. « Provinces Mosaïques », 14 juin 2010, 160 p. (ISBN 978-2-81380-176-0, présentation en ligne).
- Christophe Grandemange, Gabrielle Sand : Un ange de sérénité, Saint-Cyr-sur-Loire, Éditions Alan Sutton, coll. « Provinces mosaïques », 9 avril 2008, 192 p. (ISBN 978-2-84910-780-5).
- Claire Greilsamer et Laurent Greilsamer, Dictionnaire George Sand, Paris, Éditions Perrin, coll. « Documents Historiques », 24 avril 2014, 453 p. (ISBN 978-2-26204-099-4)
- Catherine Hermary-Vieille, George Sand : les carnets secrets d'une insoumise, Paris, XO Éditions, 6 novembre 2014, 286 p. (ISBN 978-2-84563-6-019, présentation en ligne)
- (en) Belinda Élizabeth Jack (dir.), George Sand : A Woman's Life Writ Large, New York, Éditions Alfred A. Knopf, 1er septembre 2000, 416 p. (ISBN 978-0-679-45501-1, présentation en ligne)
- Bernard Jouve (préf. Georges Buisson), Les racines de George Sand : de Chenonceau à Nohant, Tours, Éditions Alan Sutton, 1er juillet 2005, 240 p. (ISBN 978-2-84910-130-8, présentation en ligne)
- Wladimir Karénine, George Sand : sa vie et ses œuvres, 1848-1876, vol. 4, Paris, Éditions Plon, 1926, 780 p. (lire en ligne)
- Wladimir Karénine, George Sand : sa vie et ses œuvres, 1838-1848, vol. 3, Paris, Éditions Plon, 1912, 726 p. (lire en ligne)
- Wladimir Karénine, George Sand : sa vie et ses œuvres, 1833-1838, vol. 2, Paris, Éditions Plon, 1902, 480 p. (lire en ligne)
- Wladimir Karénine, George Sand : sa vie et ses œuvres, 1804-1833, vol. 1, Paris, Éditions Plon, 1899, 476 p. (lire en ligne)
- Philippe Lauzun, George Sand en Gascogne, Agen, Maison d'édition et imprimerie moderne, 1916, 88 p. (lire en ligne)
- Édouard Leduc, La Dame de Nohant : ou La vie passionnée de George Sand, Saint-Denis, Éditions Publibook, 10 mars 2015, 172 p. (ISBN 978-2-34203-497-4, présentation en ligne)
- Albert Le Roy, George Sand et ses amis, Paris, Éditions Paul Ollendorff, 1903, 542 p. (BNF 34181280, lire en ligne).
- Georges Lubin, Album Sand, Paris, Éditions Gallimard, coll. « Bibliothèque de la Pléiade » (no 12), 4 mai 1973, 256 p. (ISBN 978-2-07010-787-2, présentation en ligne)
- Auguste Mailloux, Une fille d'Alfred de Musset et de George Sand : notes et documents inédits, Paris, Éditions de la Bibliothèque littéraire de la revue internationale de pédagogie comparative, 1903, 82 p. (lire en ligne sur Gallica)
- Claude Malécot, George Sand et Félix Nadar, Paris, Éditions du Patrimoine, coll. « Photographies », 22 mai 2004, 162 p. (ISBN 978-2-85822-785-3, présentation en ligne)
- Diane de Margerie, Aurore et George, Paris, Éditions Albin Michel, 5 mai 2004, 192 p. (ISBN 978-2-22615-115-5, présentation en ligne)
- André Maurois, Lélia : ou la vie de George Sand, Paris, Éditions Hachette, 1952 (réimpr. 2 juin 2004), 563 p. (présentation en ligne)
- Charles Maurras, Les Amants de Venise : George Sand et Musset, Paris, Éditions Ernest Flammarion, 1926 (réimpr. 1992 et 2013), 22e éd. (1re éd. 1902), 184 p., Pdf (BNF 30912688, présentation en ligne, lire en ligne)
- Eugène de Mirecourt, George Sand, Paris, Éditions Gustave Havard, 1859, 97 p. (BNF 37746185, lire en ligne sur Gallica)
- Nicole Mozet, George Sand : écrivain de romans, Saint-Cyr-sur-Loire, Éditions Christian Pirot, coll. « Voyage immobile », 31 janvier 1997, 214 p. (ISBN 978-2-86808-106-3)
- Danielle Netter, George Sand : Naissance d'une vocation, Paris, Éditions Riveneuve, 11 juillet 2019, 108 p. (ISBN 978-2-36013-547-9, présentation en ligne)
- Michelle Perrot (sciences humaines), George Sand à Nohant : une maison d'artiste, Paris, Éditions du Seuil, coll. « La Librairie du XXIe siècle », 23 août 2018, 464 p. (ISBN 978-2-02082-076-9, présentation en ligne, lire en ligne) Également dans Points Histoire no 477 aux éditions du Seuil.
- Michel Peyramaure (roman), Les amants maudits : George Sand, Musset, Chopin, Paris, Éditions Robert Laffont, 6 mai 2004, 352 p. (ISBN 978-2-22110-246-6, présentation en ligne)
- Roger Pierrot, Jacques Lethève, Marie-Laure Prévost, Michel Brunet et la Bibliothèque nationale de France (dir.) (préf. Georges Le Rider), George Sand : visages du romantisme, Paris, Bibliothèque nationale de France, coll. « Catalogue d'exposition », 20 janvier 1977, 208 p. (ISBN 978-2-71771-337-4, BNF 34702163, lire en ligne sur Gallica).
- Brigitte Rastoueix-Guinot, George Sand : Marie Dorval : Jules Sandeau : histoire intime, Paris, Éditions L'Harmattan, 15 mars 2015, 176 p. (ISBN 978-2-34305-708-8, présentation en ligne)
- Martine Reid[309], George Sand : Biographie, Paris, Éditions Folio, coll. « Folio biographies » (no 98), 14 février 2013, 384 p. (ISBN 978-2-07044-401-4, présentation en ligne)
- Gonzague Saint Bris, En tête-à-tête avec George Sand, Paris, Éditions Gründ, coll. « En tête à tête », 10 avril 2014, 121 p. (ISBN 978-2-32400-672-2)
- Aurore Sand, George Sand chez elle, Paris, Éditions de l'auteure Aurore Sand, 1900, 50 p. (lire en ligne)
- Christiane Sand et Sylvie Delaigue-Moins (préf. Georges Buisson[310]), Maurice Sand : fils de George, Paris, Éditions du Patrimoine, 17 juin 2010, 382 p. (ISBN 978-2-75770-115-7, présentation en ligne)
- Christiane Sand et Gilles Clément (photogr. André Martin), Le jardin romantique de George Sand, Paris, Éditions Albin Michel, coll. « Beaux Livres », 28 septembre 1995, 183 p. (ISBN 978-2-22606-413-4, présentation en ligne)
- Christiane Sand (photogr. André Martin), À la table de George Sand, Paris, Éditions Flammarion, décembre 1987 (réimpr. 20 mai 2002), 240 p. (ISBN 978-2-08200-512-8, présentation en ligne)
- George Sand (préf. Aurore Lauth-Sand), Journal intime (posthume), Paris, Éditions du Seuil, coll. « L'école des lettres », 1er janvier 1995 (1re éd. édition originale en 1926), 210 p. (ISBN 978-2-02023-908-0)
- George Sand, Histoire de ma vie : 1re et 2e partie, vol. 1, Paris, Éditions Calmann Lévy, 1902 (1re éd. 1856), 508 p. (lire en ligne)
- George Sand, Histoire de ma vie : 2e (suite) et 3e partie, vol. 2, Paris, Éditions Calmann Lévy, 1902 (1re éd. 1856), 494 p. (lire en ligne)
- George Sand, Histoire de ma vie : 3e (suite) et 4e partie, vol. 3, Paris, Éditions Calmann Lévy, 1902 (1re éd. 1856), 472 p. (lire en ligne)
- George Sand, Histoire de ma vie : 4e (suite) et 5e partie, vol. 4, Paris, Éditions Calmann Lévy, 1902 (1re éd. 1856), 516 p. (lire en ligne)
- Jean-Claude Sandrier (préf. Jack Ralite), George Sand : le parti du peuple, Sury-en-Vaux, Éditions A à Z Patrimoine, 1er septembre 2004, 224 p. (ISBN 978-2-91379-036-0)
- Michel Souvais, George Sand et son Panthéon, Paris, Éditions Dualpha, coll. « Patrimoine des lettres », 15 janvier 2004, 247 p. (ISBN 978-2-91247-696-8)
- Michelle Tricot (préf. Ahmed Youssef, avant-propos de Christiane Smeets-Sand), Solange : fille de George Sand, Paris, Éditions L'Harmattan, 2 mai 2004, 304 p. (ISBN 978-2-74756-314-7, présentation en ligne)
- Michelle Tricot et Christiane Sand, L'ami de George Sand en Berry : Edmond Plauchut, le tartarin de Nohant, La Crèche, Geste Éditions, coll. « Témoignages », 20 février 2009, 384 p. (ISBN 978-2-84561-494-9, présentation en ligne)
- Georges Vicaire (préf. Maurice Tourneux), Manuel de l'amateur de livres du XIXe siècle, 1801-1893 : éditions originales, ouvrages et périodiques illustrés, romantiques, réimpressions critiques de textes anciens ou classiques, bibliothèques et collections diverses, publications des sociétés de bibliophiles de Paris et des départements, curiosités bibliographiques, etc.…, t. VII, Paris, Éditions A. Rouquette, 22 février 1910, 1234 p. (BNF 36584974, lire en ligne sur Gallica), « Sand (Aurore Dupin, baronne Dudevant, dite George) », p. 193 à 329.
- Marie-Louise Vincent, George Sand et Le Berry : Nohant, 1808-1876, vol. 1, Paris, Éditions Honoré Champion, 1919, 680 p.
- Marie-Louise Vincent, George Sand et Le Berry : Le Berry dans l'œuvre de George Sand, vol. 2, Paris, Éditions Honoré Champion, 1919, 432 p. (lire en ligne)
- Marie-Louise Vincent, George Sand et l'amour, Paris, Éditions Honoré Champion, 1917, 288 p. (lire en ligne)

#### Vidéographies
- 1961 : « Aurore Lauth-Sand, petite-fille de George Sand », sur l'Institut national de l'audiovisuel, 8 août 1961. Journaliste : Maurice Seveno.
- [vidéo] « Bon dimanche - George Sand contre procureur du roi », sur YouTube, de l'écrivain François Bon, à propos de l'affaire Fanchette. Sur cette affaire voir aussi le téléfilm : George et Fanchette.
- La Rebelle : Les Aventures de la jeune George Sand (série de 2025)
  - « La Rebelle : intégralité de la série », sur France.Tv

#### Culture et recherches
| Institution                           | Lien internet                                | Description |
| ------------------------------------- | -------------------------------------------- | --- |
| Ministère de la Culture               | « Base de données George Sand »              | Documents, images, photographies, en provenance de plusieurs sites tant du ministère de la culture que de bases partenaires. |
| Bibliothèque nationale de France      | « George Sand (1804-1876) »                  | Data.bnf.fr est le catalogue numérique de la Bibliothèque nationale de France. Il regroupe les œuvres et les thèmes d'un auteur et permet d'accéder à une sélection de références bibliographiques et de liens à des documents. |
| Bibliothèque nationale de France      | « Œuvres de George Sand »                    | Cette bibliographie recense 1 810 documents sur George Sand en tant que : auteur, préfacier, compositeur, dessinateur… Parmi ces ouvrages en ligne, figurent les correspondances et biographies.                                |
| Bibliothèque nationale de France      | « George Sand sur Gallica »                  | Base de données George Sand : romans, œuvres, biographies, journal intime de George Sand… À consulter sur le site de la bibliothèque numérique Gallica.                                                                         |
| Calames                               | « George Sand sur Calames »                  | Catalogue en ligne des archives et des manuscrits de l'enseignement supérieur sur George Sand. |
| Centre des monuments nationaux        | « Maison de George Sand »                    | Visite de la maison de George Sand grâce au site photographique Regards, des monuments nationaux. Possibilité de recherches à travers plusieurs thèmes concernant George Sand.                                                  |
| Internet Archive                      | « Base de données George Sand »              | Bibliothèque numérique d'Internet Archive digital library à l'Université de Toronto, se rapportant aux ouvrages de George Sand et aux différentes biographies qui lui sont consacrées.                                          |
| Open Library                          | « George Sand sur Open Library »             | Open Library est un projet de l'Internet Archive et a pour mission de répertorier tous les ouvrages publiés dans une base de données.                                                                                           |
| Bibliothèque Électronique du Québec   | « Œuvres de George Sand »                    | Bibliothèque numérique des œuvres de George Sand : romans, contes, récits, nouvelles, pièces de théâtre et textes autobiographiques.                                                                                            |
| Projet Gutenberg                      | « Base de données George Sand »              | Le projet Gutenberg offre une collection d'ouvrages de George Sand et de biographies consacrées à la romancière, à télécharger.                                                                                                 |
| Réunion des musées nationaux          | « Dupin Aurore dite George Sand »            | Un album photographique et d'images, dédié à George Sand à partir d'une sélection de thèmes, de parcours, pour découvrir la romancière.                                                                                         |
| Portail Joconde                       | « Musée George Sand »                        | Le musée George Sand à La Châtre, reverse une partie de ses collections sur la base nationale des musées de France, Joconde. |
| Musée de La Châtre                    | « Musée George Sand et de la Vallée Noire »  | Collections du musée de La Châtre. George Sand à travers son œuvre, ses souvenirs, des éditions originales, lettres autographes, manuscrits, photographies, portraits.                                                          |
| Portail Persée                        | « Index des publications »                   | Index des recherches, publications, comptes-rendus, articles, concernant George Sand sur le site de Persée. Portail en libre accès de revues scientifiques.                                                                     |
| Assemblée nationale                   | « George Sand à l'Assemblée nationale »      | Chronologie de l'écrivain avec les repères biographiques. |
| Assemblée nationale                   | « 2004, année George Sand »                  | Document pdf, publié lors du bicentenaire de la naissance de George Sand. |
| Sénat                                 | « Colloque, Femmes et pouvoirs »             | Colloque sur le thème des « femmes et pouvoirs » au cours du XIXe et XXe siècles. Conférencière : Martine Reid, professeur(e) de langue et littérature françaises.                                                              |
| Institut national d'histoire de l'art | « Lettres d'Eugène Delacroix à George Sand » | 85 lettres autographes, signées par Eugène Delacroix et adressées à George Sand de 1837 à 1863, précédées d'une lettre d'Aurore Lauth-Sand authentifiant la correspondance.                                                     |

#### Notices et ressources
- Ressources relatives aux beaux-arts :   - AGORHA
  - Art Institute of Chicago
  - Artists of the World Online
  - Bénézit
  - Bridgeman Art Library
  - British Museum
  - MutualArt
  - National Portrait Gallery
  - RKDartists
  - Union List of Artist Names
- Ressources relatives à la musique :   - International Music Score Library Project
  - Discogs
  - MusicBrainz
  - Répertoire international des sources musicales
  - Songkick
- Ressources relatives à la littérature :   - The Encyclopedia of Science Fiction
  - Internet Speculative Fiction Database
  - NooSFere
  - Projet de recherche en littérature de langue bretonne
- Ressources relatives à la recherche :   - Bibliothèque interuniversitaire de santé
  - Biodiversity Heritage Library
  - Biographies of the Entomologists of the World
  - Isidore
- Ressources relatives à l'audiovisuel :   - Filmportal
  - Filmweb.pl
  - IMDb
- Ressources relatives au spectacle :   - Les Archives du spectacle
  - Kunstenpunt
- Ressources relatives à la bande dessinée :   - BD Gest'
  - Comic Vine
- Ressource relative à la santé :   - Bibliothèque interuniversitaire de santé
- Ressource relative à plusieurs domaines :   - Radio France
- Ressource relative à la vie publique :   - Maitron
- Notices dans des dictionnaires ou encyclopédies généralistes :   - Britannica
  - Brockhaus
  - Collective Biographies of Women
  - Den Store Danske Encyklopædi
  - Deutsche Biographie
  - Dictionnaire universel des créatrices
  - Enciclopedia italiana
  - Enciclopedia De Agostini
  - Gran Enciclopèdia Catalana
  - Hrvatska Enciklopedija
  - Internetowa encyklopedia PWN
  - Nationalencyklopedin
  - Store norske leksikon
  - Treccani
  - Universalis
  - Visuotinė lietuvių enciklopedija
- Notices d'autorité :   - VIAF
  - ISNI
  - BnF (données)
  - IdRef
  - LCCN
  - GND
  - Italie
  - Japon
  - CiNii
  - Espagne
  - Belgique
  - Pays-Bas
  - Pologne
  - Israël
  - NUKAT
  - Catalogne
  - Suède
  - Vatican
  - WorldCat